# Historizáló építészet Magyarországon
Ez a szócikk az Osztrák–Magyar Monarchia részét képező Magyar Királyság építészetéről szól, így olyan földrajzi területeket is érint, amelyek nem a mai Magyarország részei.

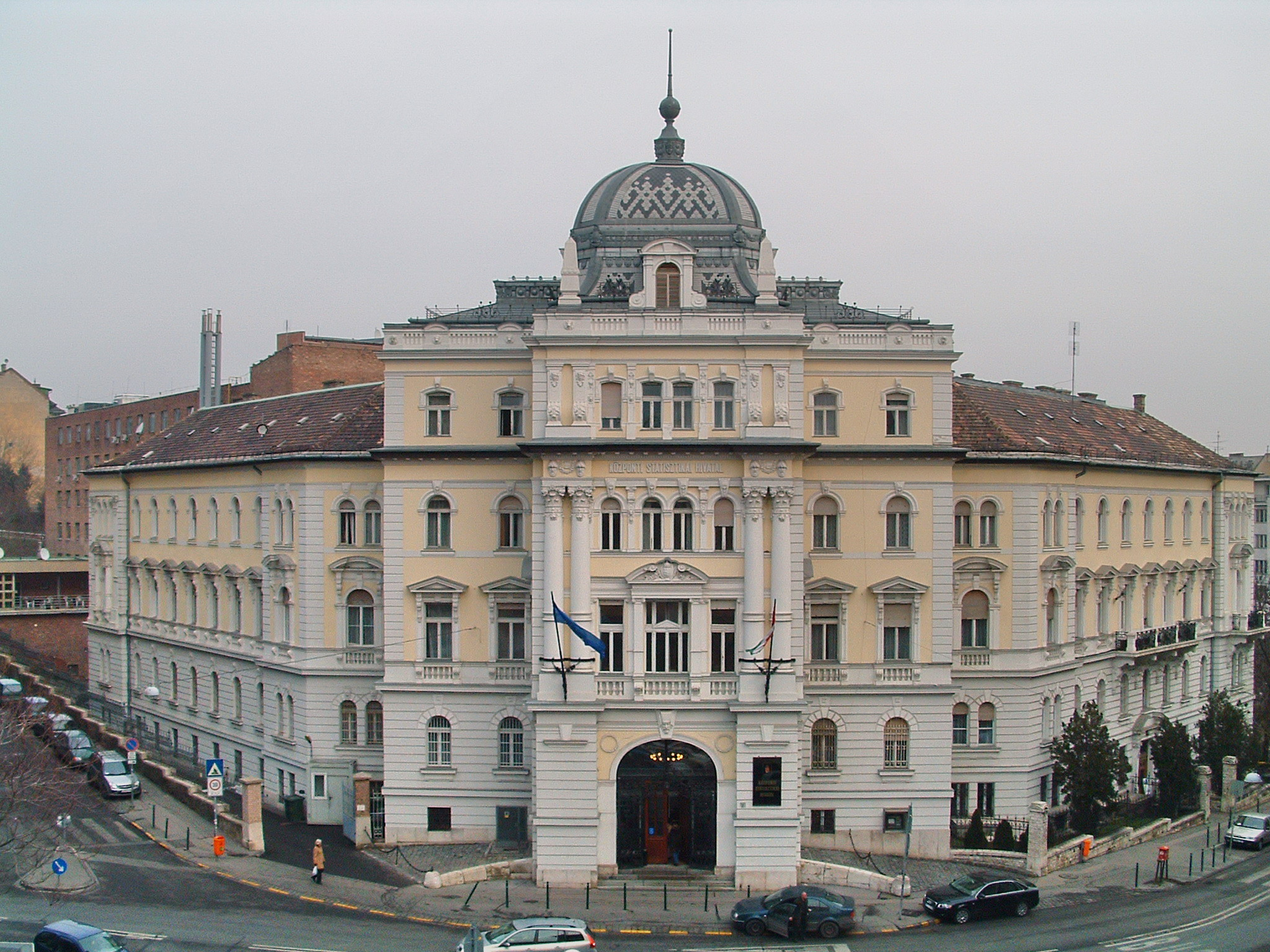
A Központi Statisztikai Hivatal székháza

A historizáló építészet Magyarországon az 1860-as évektől az 1900-as évek elejéig meghatározó építészeti irányzatok összefoglaló neve. Mint azt a régebben használatos „eklektikus építészet” kifejezés is jelzi, a historizáló építészek különféle korok stíluselemeiből válogatnak, neostílusokat alkotva. A legjellemzőbb a reneszánsz, a barokk, a gótika és a román építészet elemeinek használata, valamint az orientális elemek megjelenése. A historizáló épületek, bár formajegyeik korábbi történelmi korszakokra utalnak, saját koruk funkcióinak feleltek meg, korszerű építési technológiával és szerkezetekkel.
A magyarországi historizáló építészet hozzávetőlegesen az Osztrák–Magyar Monarchia fennállásának idejére esik, amely erőteljes gazdasági, technológiai, kulturális és társadalmi fejlődéssel, ebből következően komoly építőipari fellendüléssel járt Magyarországon. Az ebben a korban emelt épületek ma is meghatározzák a főváros, valamint más nagyobb települések arculatát, nem egy esetben nemzeti jelképnek számítanak, mint a budapesti Országház.
A magyar historizáló építészet legfontosabb, nemzetközileg is kiemelkedő tehetségű mestere Ybl Miklós, akinek nevét ma legfontosabb építészeti díjunk viseli. Olyan alkotások kötődnek hozzá, mint a budapesti Magyar Állami Operaház, a Fővámház (ma a Budapesti Corvinus Egyetem főépülete), a Várkert Bazár vagy a Szent István-bazilika. Mellette a korszak meghatározó, máig közismert mesterei a Parlamentet tervező Steindl Imre, a Mátyás-templom felújításáért felelő Schulek Frigyes, vagy a New York-palota mestere, Hauszmann Alajos.

## Politikai és történelmi körülmények

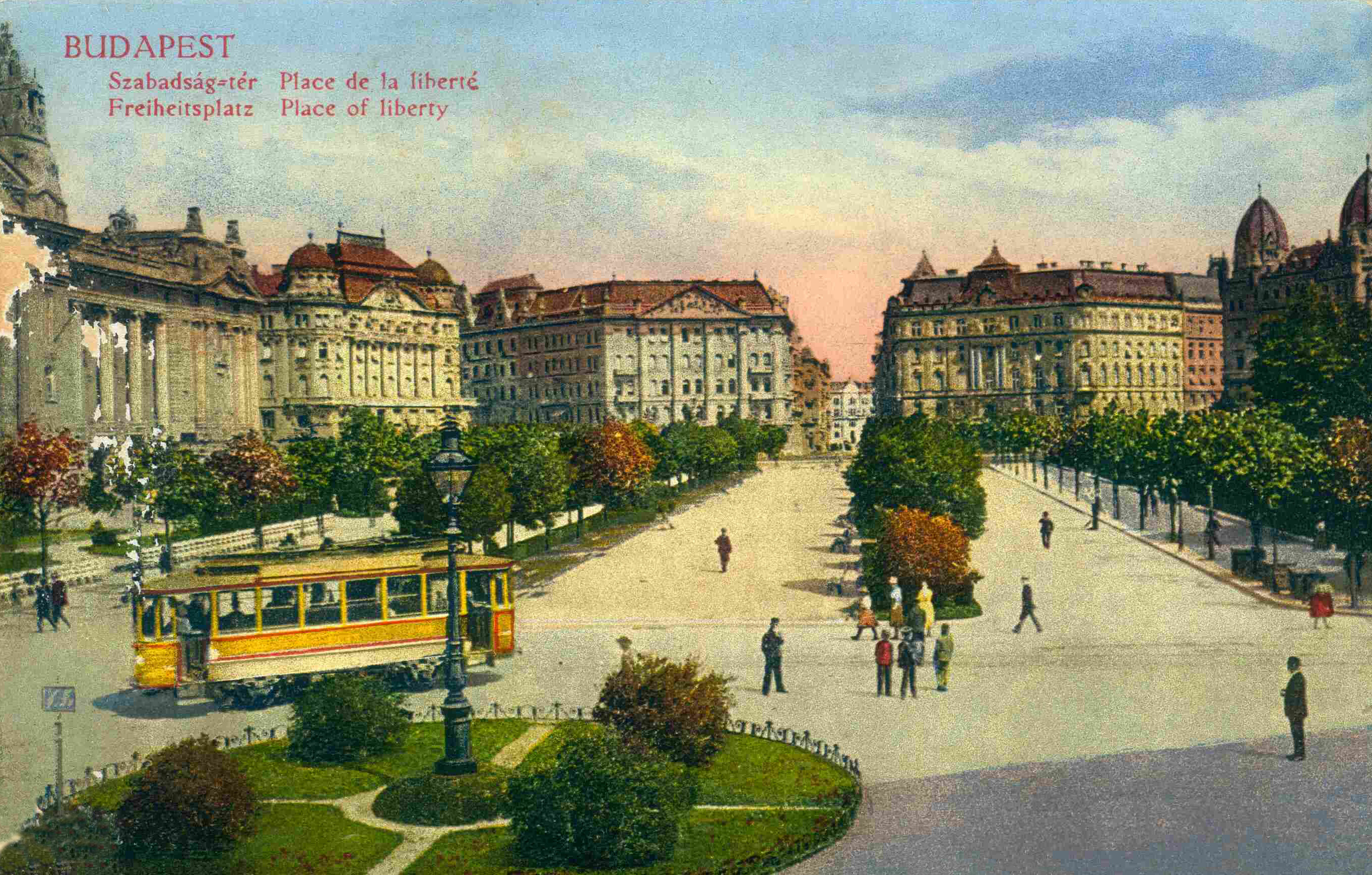
1912-es képeslap a budapesti Szabadság térrel

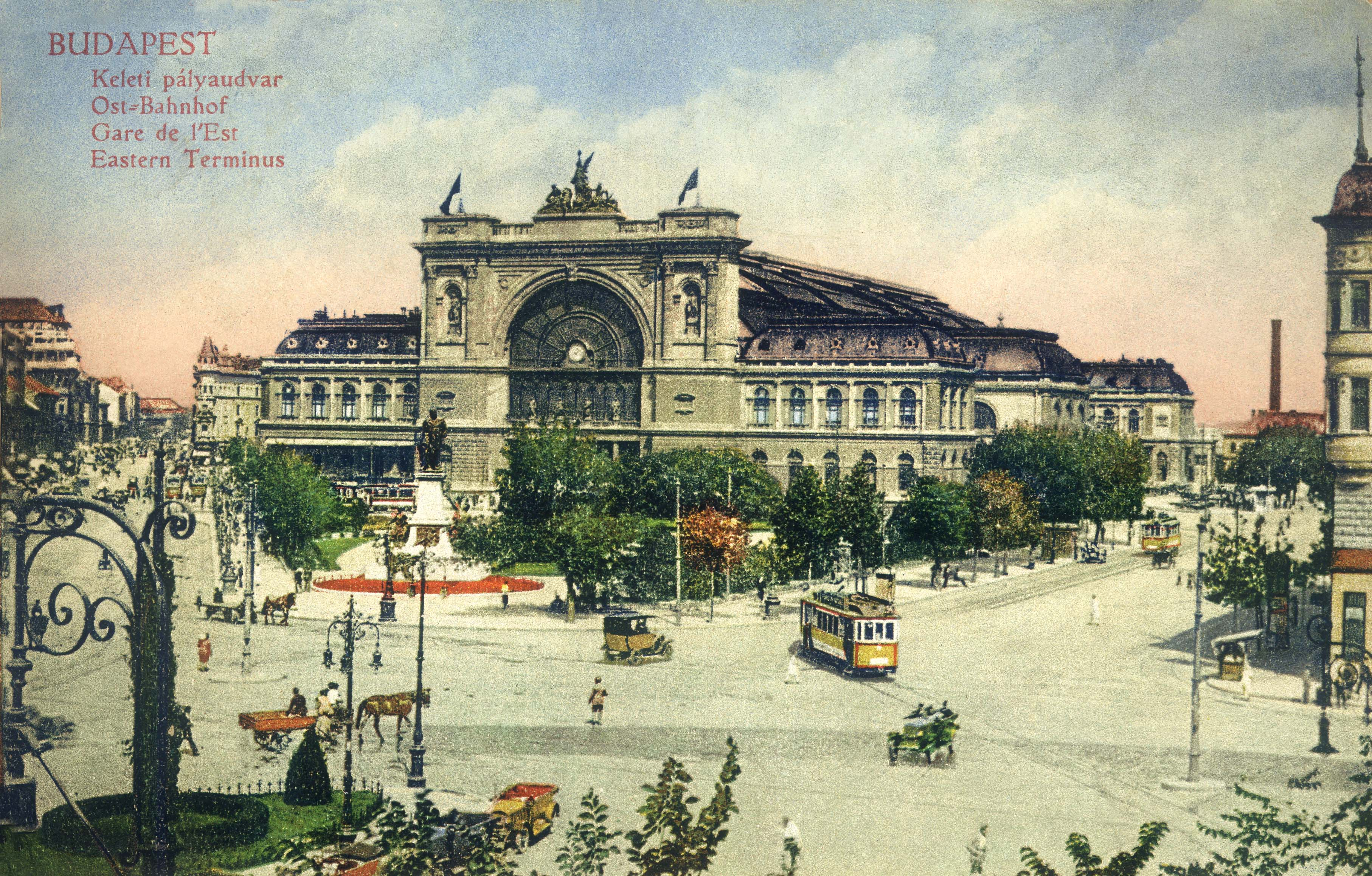
1912-es képeslap a Keleti pályaudvarral

Az 1860-as évek elején a Magyar Királyság a Habsburg Birodalom egyik tartománya volt. Az 1866-os porosz-osztrák háború megingatta a birodalom helyzetét, így 1867-ben, közel két évtizeddel a levert és véresen megtorolt 1848–49-es forradalom és szabadságharc után létrejöhetett a kiegyezés, és Magyarország a birodalomnak Ausztriával egyenrangú tagjává vált. A politikai-gazdasági önállóság önmagában is komoly építőipari konjunktúrát eredményezett, hiszen adminisztratív, katonai, oktatási épületek sorára volt szükség. Ez korrelál a 19. század második felében szerte Európában jellemző rohamos urbanizációval, amelynek részben a gépészet, az elektrotechnika és az építőipar fejlődése az oka. A városi népesség számának növekedésével párhuzamosan megnő a bűnözés aránya, és egyre nagyobb problémát jelentenek a járványos betegségek. A társadalom erre a közintézményrendszer fejlesztésével próbált választ találni. Magyarországon is fellendült az oktatási és kutatási intézmények, az egészségügyi intézmények (kórházak, népfürdők), a szegény- és árvaházak építése.
Általánosságban elmondható, hogy a historizáló építészet korszakára, szemben például a barokk építészetével, az első számú építtető szerepét az állam vette át, az egyház pedig megbízóként a háttérbe szorult. Meghatározó szerepet töltöttek be a privát beruházók is, elsősorban a magántulajdonú nagyvállalatok.
Budapest esetében a fejlődés ütemére az is serkentően hatott, hogy 1873-ban Buda, Pest és Óbuda összeolvadásával létrejött az egységes főváros. Az esedékes nagyszabású építkezésekre önálló szervezetet, a Fővárosi Közmunkák Tanácsát hozták létre, amely egészen 1948-ig működött. A beruházási hullámot ugyancsak erősítette az ország alapításának ezredik évfordulója 1896-ban, amelyre épületek és köztéri emlékművek sorát emelték országszerte.

## Elnevezés
A különféle stílusok formai jegyeit, elemeit vegyítő építészetre már a kortársak is az „eklektikus” jelzőt használták Magyarországon. Ez később, elsősorban a modern építészeti mozgalom teoretikusainak hatására pejoratív felhangot kapott, ennek ellenére egészen az 1990-es évekig általánosan használták. Az utóbbi évtizedekben a kevésbé negatív „historizáló építészet” kifejezés terjedt el a korszakra vonatkoztatva, bár ez némileg félrevezető, hiszen a romantikus vagy a klasszicista építészet is historizál, azaz korábbi formajegyeket használ.
A korszak nagy hatású iskoláira utalva ismert még az „akadémikus építészet” kifejezés is. Gyakran a „Beaux-Arts építészet” és a „Style Beaux-stílus” kifejezés használata a mérvadó, a meghatározó párizsi képzőművészeti iskolára, az École des Beaux-Arts-ra utalva.

## Periodizáció
|  | „A historizmus sem nem korszak, sem pedig egységes formanyelv, hiszen a neogótika, neoreneszánsz, klasszicizmus, neobarokk, orientalizmus stb. mind a „historizmus” fogalomkörébe tartozik. (…) A historizmus építészetére az esztétikum hangsúlyozása jellemző, helyesebben az építészet hagyományos esztétikai integritásának átmentése egy megváltozott igényekkel fellépő világba.” |
|  | – Moravánszky Ákos |

A historizmus Magyarországon a romantikus építészettel párhuzamosan, az 1860-as évek elején jelentkezett, elsőként a neoreneszánsz jegyeivel, amely mellé aztán felzárkóztak a neogótikus, a neoromán és a neobarokk építészet művelői. Az orientális, keleties építészet szintén már a romantikával párhuzamosan jelen volt Magyarországon, és mindvégig elsősorban a zsidó polgárság építkezéseire, ott is leginkább a szakrális épületekre jellemző.
A korai historizálás idején a konkrét példák felhasználása és a stílustisztaság jellemző. A Régi Műcsarnok (Láng Adolf, 1875–77) a Michele Sanmicheli tervezte veronai Palazzo Bevilacqua hatását viseli, a vele szomszédos, Rauscher Lajos tervei szerint emelt Képzőművészeti Egyetem a firenzei korai reneszánsz ihletésében készült. Az 1870-es évektől a fővárosi középületeknél gyakorlatilag a neoreneszánsz az „elvárt” stílus, és az itáliai mellett megjelennek a francia és a német reneszánsz formajegyei is. Az 1880-as évektől jelentkezett a neogótika és a neobarokk, a legkésőbb pedig a neoromán.
Az 1890-es évektől Magyarországon is jelentkező szecesszió nem váltotta fel a historizmust, hanem együtt élt annak kései szakaszával. Az első világháborút követően a historizálás új erőre kapott, és egészen az 1940-es évekig meghatározó építészeti irányzatot jelentett, amelyet elsősorban az állami és az egyházi megbízók preferáltak. A második világháborút követően a historizáló formanyelv voltaképpen teljesen eltűnt.

## A historizálás legfontosabb építészei Magyarországon

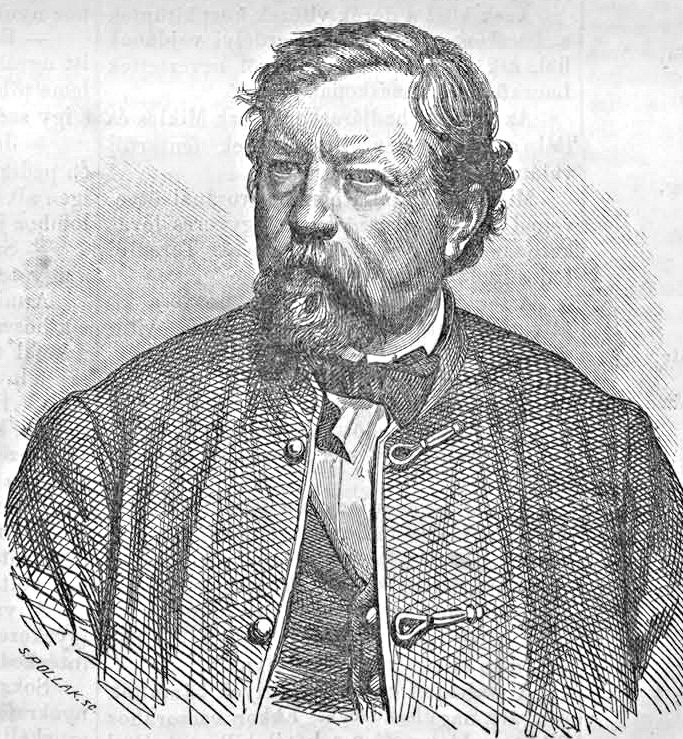
Ybl Miklós

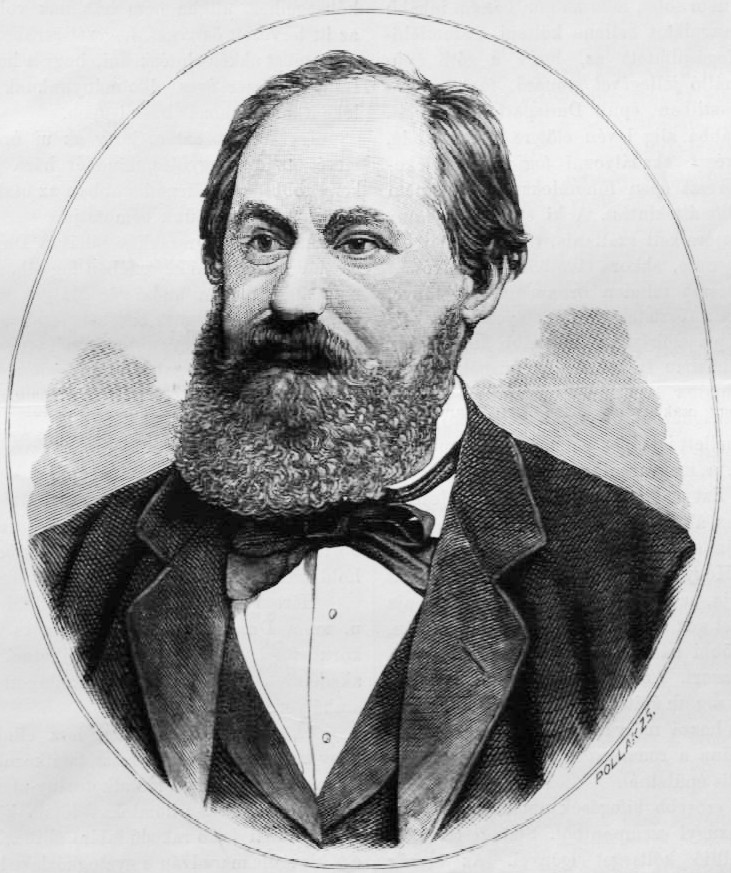
Steindl Imre

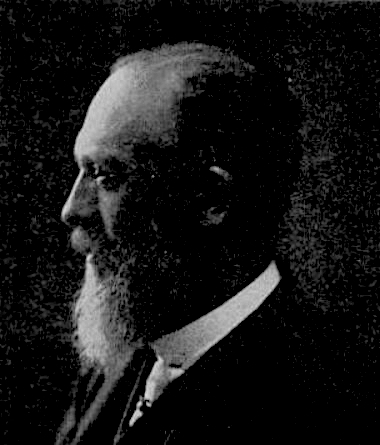
Schickedanz Albert

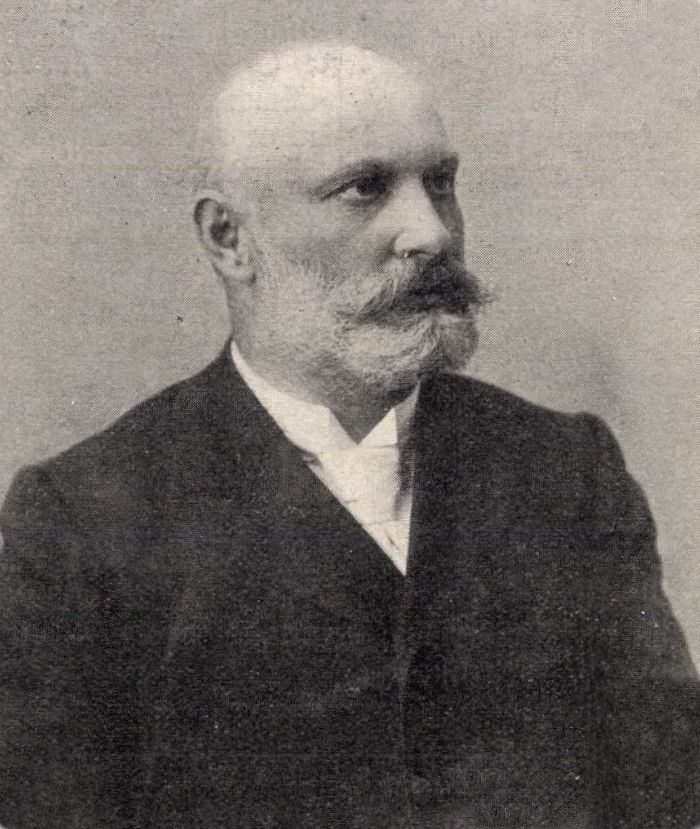
Hauszmann Alajos

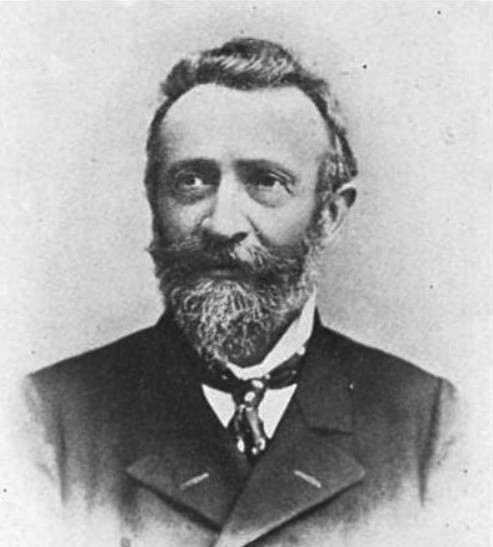
Pecz Samu

- Ybl Miklós (1814–1891) – pályája romantikus épületekkel indult; olaszországi utazása és Gottfried Semper munkáinak hatására fordult az itáliai reneszánsz stílusa felé, amelyet a hatvanas évektől szinte minden munkájánál használt. Elismertségét jelzi, hogy olyan fontos középületek fűződnek a nevéhez, mint a régi képviselőház, az Operaház, a Fővámház, valamint a Várkert Bazár. 22 éven át dolgozott a Szent István-bazilikán, amely javarészt az ő művének tekinthető. Őt bízták meg a királyi palota átépítésével is, de ezt sem tudta befejezni. Ő lett az első építész, akinek szobrot állítottak Budapesten.
- Weber Antal (1823–1889) – Hild József tanítványa, iskoláit Bécsben végezte. Számos romantizáló, vidéki kastélyépület után 1867-től a fővárosban dolgozott, nemesi palotákat és lakóházakat tervezett. 1881-től, Kolbenheyer Ferenc halála után a kultuszminisztérium vezető építésze lett, ő fejezte be az Üllői úti Klinikák épületegyüttesét, de több épülete áll a Bölcsészkar Múzeum körúti együttesében is.
- Szkalnitzky Antal (1836–1878) – a debreceni színház sikere nyomán újabb, historizáló teátrumokat tervezett Aradon és Székesfehérváron, de az ő munkája volt a Rákóczi út és a Múzeum körút sarkán álló régi Nemzeti Színház is. Ifjabb Koch Henrikkel közös fővárosi munkái az Oktogon négy sarokháza, a Petőfi Sándor utcai Főposta, valamint az Egyetemi Könyvtár.
- Steindl Imre (1839–1902) – a késő historizmus kiemelkedő mestere, elsősorban főműve, a budapesti Parlament okán. Ezt megelőzően tervei alapján épült a Múzeum u. 6–8. alatti egyetemi épület és a Váci utcai neoreneszánsz Új Városháza, illetve a Parlament építésével párhuzamosan tervezte a Rózsák terei Szent Erzsébet-plébániatemplomot. A Parlament avatóülése előtt két héttel hunyt el.
- Schulek Frigyes (1841–1919) – a Mátyás-templom újjáépítése mellett Schulek felelt a templom mögött, a Duna felé néző Halászbástya neoromán átépítéséért és reprezentatív kiképzéséért, bár terve a folyópartig vezető lépcsősorral nem valósult meg teljesen. Emellett számos helyreállításban vett részt.
- Petschacher Gusztáv (1844–1890) – osztrák származású magyar építész, 29 éves korában telepedett le Pesten. Legfontosabb munkái az Andrássy út 98. alatti Pallavicini-palota és a Kodály köröndön álló MÁV nyugdíjintézeti bérház (Andrássy út 88–90.).
- Id. Bobula János (1844–1903) – szlovák származású építész, többnyire neoreneszánsz stílusban dolgozott. Meghatározó munkái, a Barcsay utcai és a Trefort utcai gimnáziumok mellett a Budapesti Építészeti Szemle szerkesztőjeként is nagy hatással volt a kor architektúrájára.
- Schickedanz Albert (1846–1915) – legfontosabb munkája a budapesti Hősök tere, valamint az ide néző Szépművészeti Múzeum és a Műcsarnok megtervezése, emellett ő tervezte a szekszárdi múzeumot is (1900).
- Hauszmann Alajos (1847–1926) – a késő eklektika nagy hatású, rendkívül befolyásos mestere. A Blaha Lujza téri egykori Technológiai Múzeum (1889) épületét vörös és sárga téglából rakott, árkádos neoreneszánsz homlokzattal tervezte meg, a Kossuth téri Kúriát (1891–96, ma Néprajzi Múzeum (Budapest)) neobarokk motívumokkal. Az ezzel párhuzamosan épített New York-palota a kor legszebb bérházai közé tartozik. Ybl halálát követően Hauszmann fejezte be a budai királyi palota bővítését, de jelentős alkotása a Műegyetem Duna-parti főépülete is (1903–1909).
- Láng Adolf (1848–1913) – (eredetileg Lang) prágai születésű, osztrák származású építész, 26 éves korától Pesten élt, néhány Bukarestben töltött év kivételével. Legjelentősebb alkotása a fiatalkori Régi Műcsarnok az Andrássy úton; Steinhardt Antal partnerségével tervezte a pesti Magyar Színházat, a kassai és a pécsi színházakat, a szegedi Kultúrpalotát és a pécsi városházát.
- Czigler Győző (1850–1905) – fő műve a városligeti Széchenyi gyógyfürdő, amelynek épületét tanítványa, Dvorák Ede valósította meg. Fontosabb munkái közé sorolható az Andrássy út 3. alatt álló Saxlehner-bérpalota (1884–86), a Központi Statisztikai Hivatal székháza (1897) és a Műegyetem kémiai kar épülete (1904).
- Meinig Artúr (1853–1904) – német származású építész, harmincéves korától élt Magyarországon. Többnyire barokk stílusban dolgozott, legfontosabb műve az egykori Wenckheim-palota, illetve a Stefánián álló Park-klub.
- Pecz Samu (1854–1922) – 1889–1896 között az ő tervei alapján épült a Vámház körúti Központi Vásárcsarnok. 1890-ben az unitáriusok budapesti bérházát és templomát, 1896-ban a Szilágyi Dezső téri református templomot tervezte. Neki köszönhető a Magyar Országos Levéltár budai otthona és a Műegyetem 1909-re befejezett könyvtára; az egyetem professzoraként is dolgozott.
- Alpár Ignác (1855–1928) – legismertebb épülete az 1896-os millenniumi kiállításra emelt és később állandó jelleggel újraépített városligeti Vajdahunyad vára. Pénzintézetek építészeként is közkedveltté vált, többek között a Magyar Nemzeti Bank mai székházát és a Szabadság téri egykori Tőzsdepalotát is ő tervezte, késő historizáló modorban.

### Historizáló építészek a Monarchia után
- Foerk Ernő (1868–1934) – Friedrich von Schmidt tanítványaként Bécsben diplomázott, majd 1891-től Steindl asszisztenseként a Parlament kivitelezésén dolgozott. Legfontosabb műve a szegedi Fogadalmi templom. Mintegy félszáz temploma és középülete mellett helyreállításokon is dolgozott, például a kalocsai főszékesegyház vagy az ócsai román kori templom esetében.
- Sándy Gyula (1868–1953) – már a századfordulón az építészeti közélet meghatározó alakja, a felső-magyarországi reneszánsz építészet propagálója. Ebben a pártázatos reneszánsz modorban építette a Postapalotát a budapesti Széll Kálmán téren, valamint számos templomot, több esetben Foerk Ernővel közösen.
- Hültl Dezső (1870–1941) – Berniniről írt disszertációjával 1906-ban lett a műszaki tudományok doktora 1913-tól, a Műegyetem professzora. Igényes, neobarokk épületeket tervezett; ilyen a komáromi kultúrpalota (1913), a piaristák pesti gimnáziuma (1915), valamint a rend kecskeméti (1930–33) és váci (1940–41) iskolái. Tervezett modernebb épületeket is, mint a Cházár utcai autóbuszgarázs (1930).
- Hikisch Rezső (1876–1934) – ellentétben a kor legtöbb historizáló építészével, ő a klasszicizmus ihletésében tervezte a Bécsi úti kislakásos telepet 1928-ban. Tervei szerint épült Erzsébet királyné emlékművének körtemploma az Eskü (ma Március 15.) téren, 1932-ben.
- Lux Kálmán (1880–1961) – elsősorban műemlékvédelmi szakemberként ismert, de az ő tervei szerint épült a budapesti Sziklakápolna és a lillafüredi Palotaszálló, a két világháború közötti historizáló építészet egyik csúcsműve.
- Wälder Gyula (1884–1944) – fiatalkorától a barokk építészet csodálója, Hültlhez hasonlóan nagy hatású műegyetemi tanár. Legismertebb alkotásai közé sorolható a miskolci Zenepalota (1926–27) és a Postapalota (1937), a ciszterci rend lágymányosi temploma (1937–38) és gimnáziuma (1927–29), valamint a Fővárosi Közmunkák Tanácsának székháza, a tervezett Madách sétány nyitóépülete a Madách téren – ez utóbbi art déco formajegyeket mutat.
- Kotsis Iván (1889–1980) – a két világháború között a neobarokk építészek között vezető szerepet töltött be, ide sorolható munkái József főherceg tihanyi kastélya (1924–25), a zalaegerszegi ferences templom és kolostor (1925–27), a tihanyi halbiológiai intézet (1926) és a balassagyarmati csendőrség (1928). A harmincas években Székesfehérvár belvárosának helyreállítását irányította.

## Városépítészet, urbanisztika

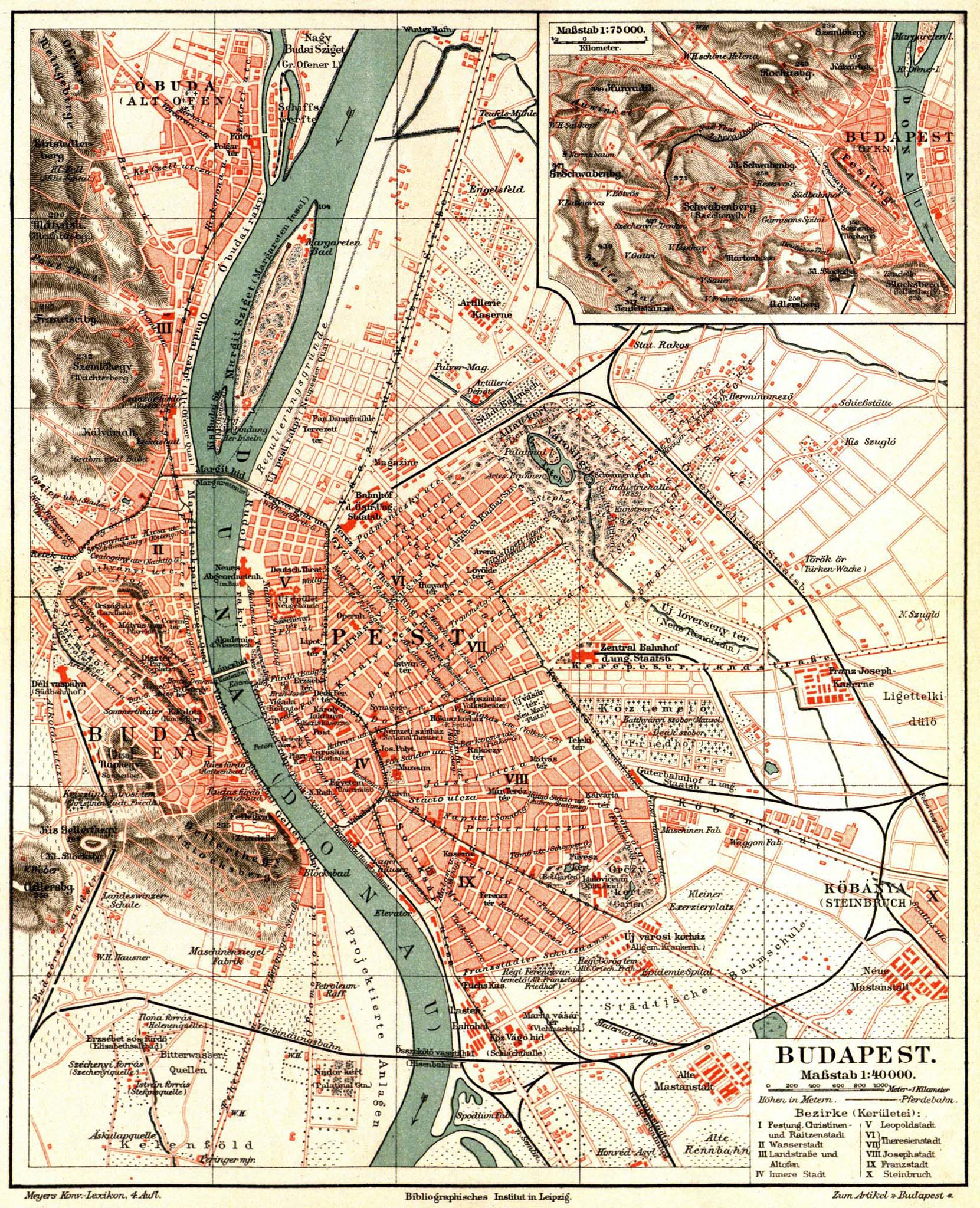
1888-as térkép Budapestről

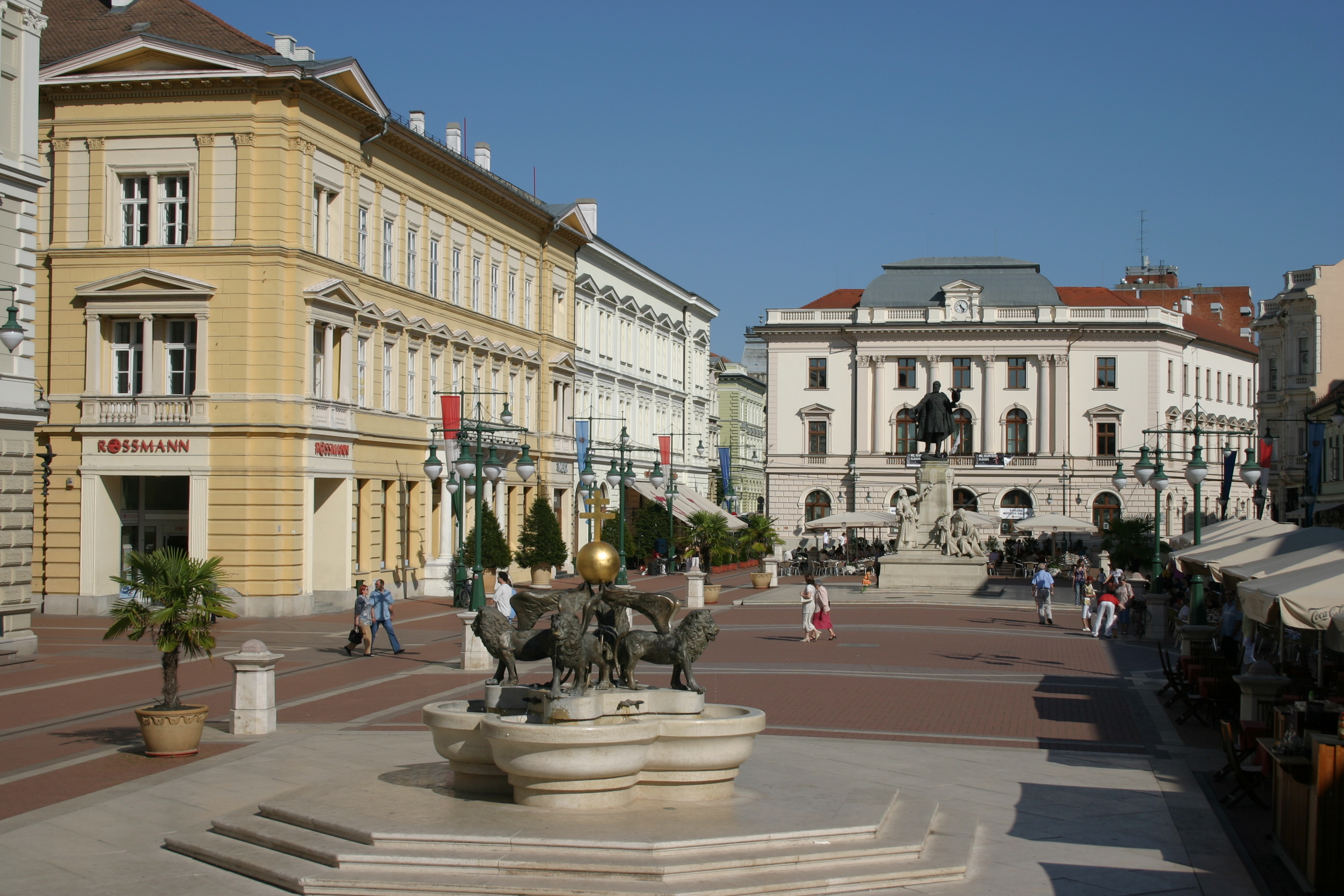
Klauzál tér, Szeged

Az 1867-es kiegyezést követő évtizedekben Budapesten hatalmas városépítészeti beruházások zajlottak, amelyek lényegében a mai napig meghatározzák a fővárost. 1870-ben törvény született a Fővárosi Közmunkák Tanácsának létrehozásáról, amely (elsősorban Podmaniczky Frigyes irányítása alatt, 1873–1905 között) számos nagy volumenű beruházást bonyolít a városban. Az intézmény felelt a Duna partjainak szabályozásáért, az egyesített főváros útjainak építéséért és fenntartásáért, beleértve a Nagykörút és a Sugár út kialakítását, az Operaház és az Országház felépítéséért, a királyi palota bővítéséért, a lipótvárosi templom befejezéséért, a Mátyás-templom helyreállításáért, a Hősök tere, a Ferenciek tere, a Szabadság tér kialakításáért.
1871-ben tervpályázatot írtak ki a város rendezésére, amelyet Lechner Lajos gyűrűs-sugaras elrendezésű, párizsi és bécsi mintára született terve nyert meg. Előzményének tekinthető Reitter Ferenc koncepciója a hajózható pesti csatornára, nagyjából a mai Nagykörút vonalában, amelyet azonban elvetettek. Lechner tervének készítésekor a Sugár út (a mai Andrássy út) építése már eldöntött ténynek számított, és felmerült a Nagykörút kialakításának ötlete is. A belvárosból a Városliget szélén újonnan kialakított Hősök terére vezető Andrássy út tervezett vonalán a kisajátított és megvásárolt házak bontását 1870-ben kezdték el, a kialakított 2318 méter hosszú sugárút mentén pedig 1885-ben kezdődtek az építkezések. Az utat két teresedés, az Oktogon és a Körönd harmadolta; az egyes szakaszokon különféle beépítési előírásokat érvényesítettek. Az út mentén elsősorban bérpaloták épültek, emellett itt kapott helyet a Magyar Államvasutak székháza, az Operaház, az út végén pedig felépült a Szépművészeti Múzeum és a Műcsarnok. Az Andrássy út kiváló tükre a korszak városépítészeti elképzeléseinek: az Oktogonig tartó szakasz beépítésén az azonos magasságú, párkányokkal lezárt homlokzatok egységes, sodró lendületű térfalat képeznek. Az Andrássy út első házainak kupolás kiképzése ugyancsak jellegzetes városkép-formáló elem; a sarokkupola vagy saroktorony építészeti hangsúlyként történő használata számos alkalommal visszaköszön a korban az Egyetemi Könyvtártól a budapesti neobarokk-szecessziós Klotild palotákon át a kolozsvári Státusházakig.
A Fővárosi Közmunkák Tanácsa által lebonyolított munkák közül ugyancsak figyelmet érdemel az egykori Újépület helyén kiképzett tér, a Szabadság tér kialakítása. Az U alakú tér Palóczi Antal tervei alapján készült, és javarészt középületek, pénzintézetek vagy kereskedelmi vállalkozások székházai kapta rajta helyet, többek között a budapesti Értéktőzsde állandó székháza, valamint az Osztrák–Magyar Bank központi épülete (ma a Magyar Nemzeti Bank székháza).
Megyeszékhelyeink közül Szeged az egyetlen, ahol a fővároshoz hasonló léptékű átalakítások zajlottak. Ennek oka a várost romba döntő 1879-es szegedi nagy árvíz, ami után a várost Lechner Lajos tervei alapján, a budapesti mintára gyűrűs-sugaras szerkezettel építették újjá, szabályozott, egységes hangulatú belvárossal. A Klauzál tér a mai napig kiváló példa a historizáló városépítészet szalonszerű, zárt köztereire, nagyobbrészt egységes homlokzati kiképzésű, kétemeletes házaival, a tér keskenyebb oldalára helyezett középülettel és a fókuszpontba állított emlékművel. Kevésbé ismert, de ugyancsak szép példája a korszak urbanisztikájának a révkomáromi Klapka György tér.
A historizáló városépítészet késői gesztusa a 42 méter széles kecskeméti Rákóczi út kialakítása 1902-ben, amely az Andrássy úthoz hasonlóan a település reprezentatív főútjaként, egy korábban elszlömösödött területen keresztül biztosítja az összeköttetést a nagyállomás és a belváros között.

## Középületek

### Adminisztratív épületek

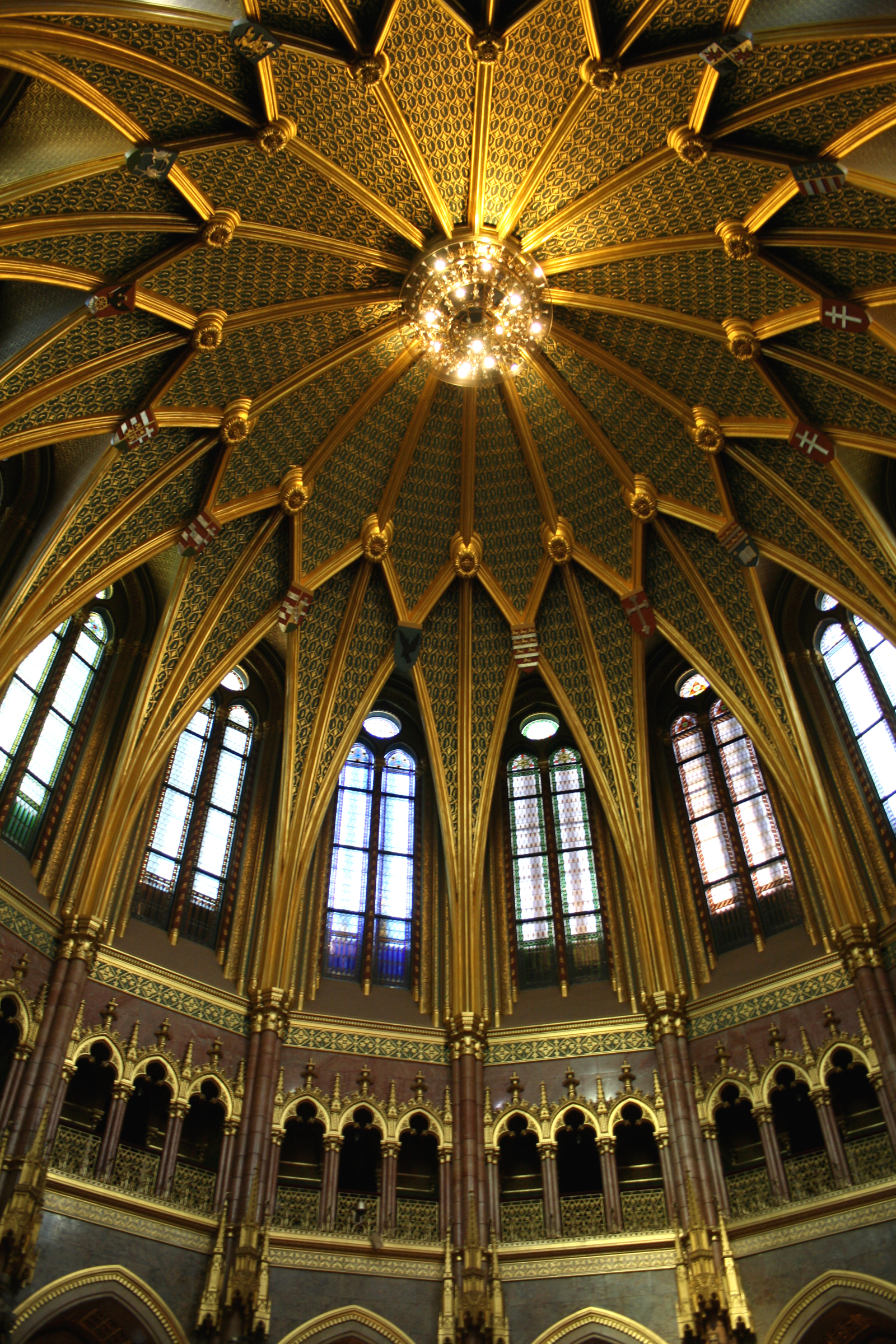
A kupolacsarnok mennyezete az Országházban

#### Az Országház
|  | „Én az új Országházánál új stílust nem akartam teremteni, mert ilyen, évszázadokra szóló monumentális épületet ephemer részletekkel nem kezelhettem, hanem igenis, arra törekedtem, hogy a középkor remek stílusába szerény módon, óvatosan, mint azt a művészet mindenkor okvetlenül megkívánja, nemzeti és egyéni szellemet hozzak be.” |
|  | – Steindl Imre |

A budapesti állandó országgyűlés számára a Nemzeti Múzeum mellett, Ybl Miklós tervei szerint 1865–66 között felépített Régi Képviselőház hamar kicsinek bizonyult, így 1882-ben pályázatot írtak ki egy új tervezésére. A beérkezett tervek többsége neoreneszánsz stílusban készült, Steindl Imre utóbb győztesnek választott munkája azonban neogótikus volt. Választását indokolta a magyar középkor dicsősége, valamint Charles Barry híres londoni Parlamentjének hatása mellett az is, hogy a stílus különbözzék a bécsi Parlament klasszicizmusától. A döntést a király személye körüli miniszter, Andrássy Gyula is pártfogolta.
A Duna-parton, 268 méter hosszan elnyúló, legszélesebb részén 118 méteres Parlament alapterülete tíz udvarával együtt 17 745 négyzetméter, térfogata 472 ezer köbméter. Ezzel építése korában a világ egyik legnagyobb épületének számított. A dunai nézetet a tömb közepén elhelyezett kupola uralja, a két oldalszárnyat pedig az üléstermek kiemelkedő tetői. Az épület két végén kiszélesedik, itt újabb reprezentatív termek helyezkednek el.Az alaprajz mindkét tengelyre nagyjából szimmetrikus, a térszervezés egyszerű. A Kossuth Lajos térről az épület főhomlokzatán nyitott kapukon át az előcsarnokba jutunk, innen újabb lépcsőn a nagyszabású főlépcsőházba. Ennek tetejénél található a több mint 27 méter belmagasságú kupolaterem. Innen balra és jobbra helyezkednek el az egykori felsőházi és alsóházi üléstermek. Az épület külsejét és belsejét a kor legjobb képző- és iparművészei díszítették.

#### Minisztériumok
A Parlament építése új minisztériumok szükségességét is felvetette. A Kossuth téren, a Parlamenttel szemben Bukovics Gyula tervei alapján készült el 1895–97 között a Mezőgazdasági Minisztérium nagyméretű épülete; neoreneszánsz homlokzatát a földszinten végigfutó árkádsor hatalmas ívei uralják, amely alatt a magyar agrártörténelem panteonját alakították ki. Fellner Sándor tervei alapján emelték a Pénzügyminisztérium új Szentháromság téri székházát 1901–1904 között. A vári hangulathoz és a szomszédos Mátyás-templomhoz stílusában illeszkedő, neogótikus, de túldimenzionált és túldíszített épületet a második világháború után visszabontották, ma jelentősen kisebb eredeti méreténél. Fellner tervezte és építette az igazságügyi minisztérium Markó utcai épületét is 1913–18 között.

#### Város- és megyeházák
A korszak leginkább reprezentatív, kifejező épülete ebben a kategóriában a Váci utcában emelt Új Városháza (1870–75). Steindl Imre eredetileg gótizáló terveket készített hozzá, de az 1870-es évekre a közintézmények stílusa a neoreneszánsz lett, így az építkezés megkezdése után néhány hónappal átdolgoztatták a már kész terveket. A nagyvonalú, vörös téglával és kerámiával díszített homlokzat a Váci utca szűkössége miatt jószerével átláthatatlan (a szemközti háztömb bontására több terv is született). Az épület különlegessége a neoreneszánszot a gótikával ötvöző lépcsőház, amelynek fémszerkezete Oetl Antal, korlátai pedig Ganz Ábrahám gyárában készültek.
1894–1900 között épült fel új a győri városháza, a pályázaton második helyezett Hübner Jenő tervei alapján, mivel az első díjas Alpár Ignác végül visszalépett. A jellegzetesen kései historizáló, alapvetően neobarokk épület tömegét magas, erkélyes torony uralja, amelyet az előreugró középrizaliton, a főbejárat mellett két kisebb torony kísér. Tömegkompozíciójában hasonló, de jóval korábbi az 1882–83 között épült városháza a szegedi Széchenyi téren, amelyet az árvíz után a meglévő épület felhasználásával épített újjá Lechner Ödön és Pártos Gyula, ugyancsak neobarokk stílusban, színes kerámiatetővel.
Szintén meglévő épület, az egykori Grassalkovich-kastély felhasználásával készült el Baja neoreneszánsz városházája 1896-ban, Jeney Mihály tervei alapján.
A közelgő millennium lázában égő ország nagyvárosaiba Alpár Ignác ugyancsak több megyeházát tervezett: a dévait (1889–90), a dicsőszentmártonit (1890), a nyíregyházit (1891–92) és a kolozsvárit (1897).

### Igazságügyi épületek

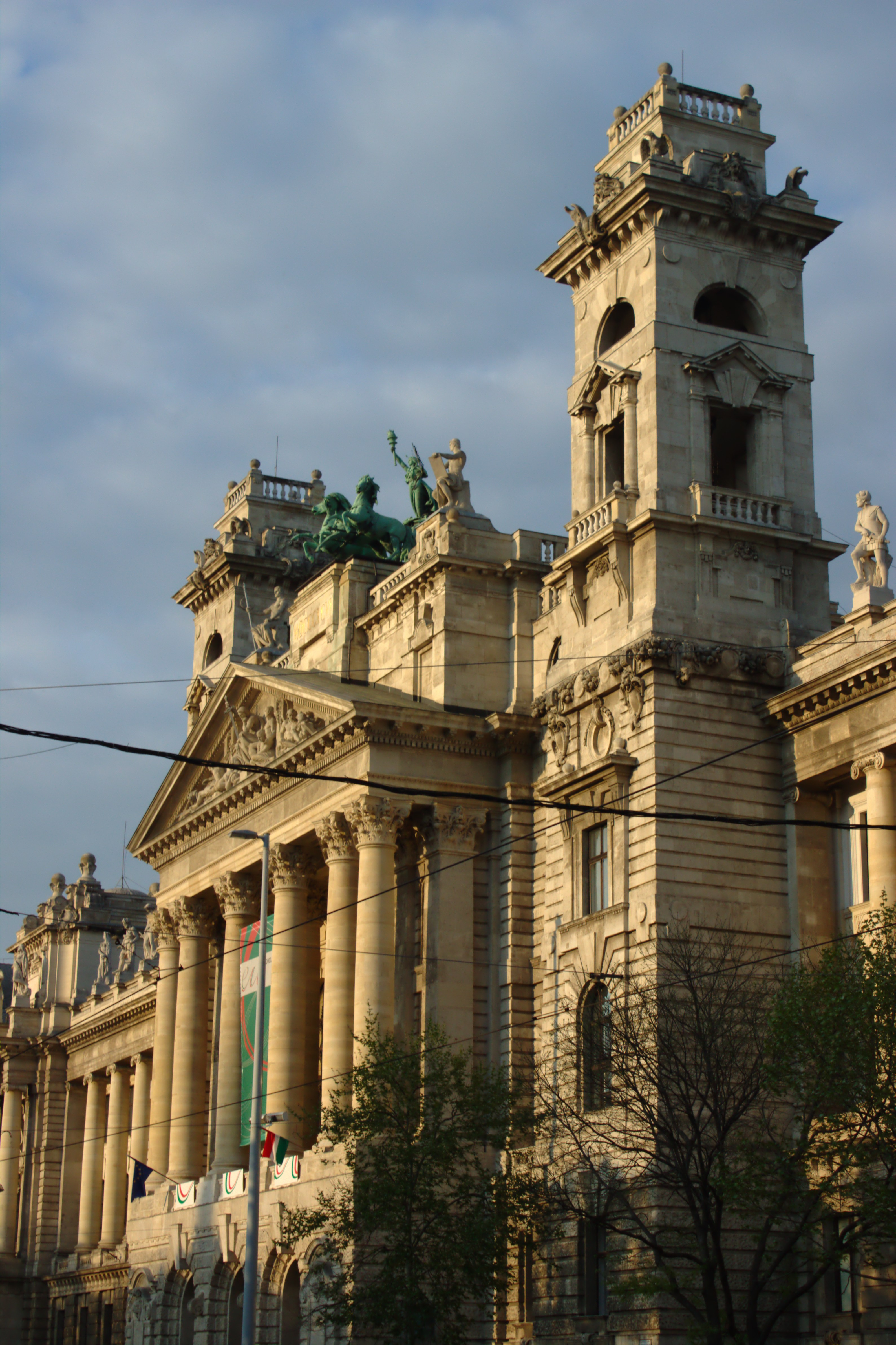
A budapesti Kúria (ma Néprajzi Múzeum) középrizalitja

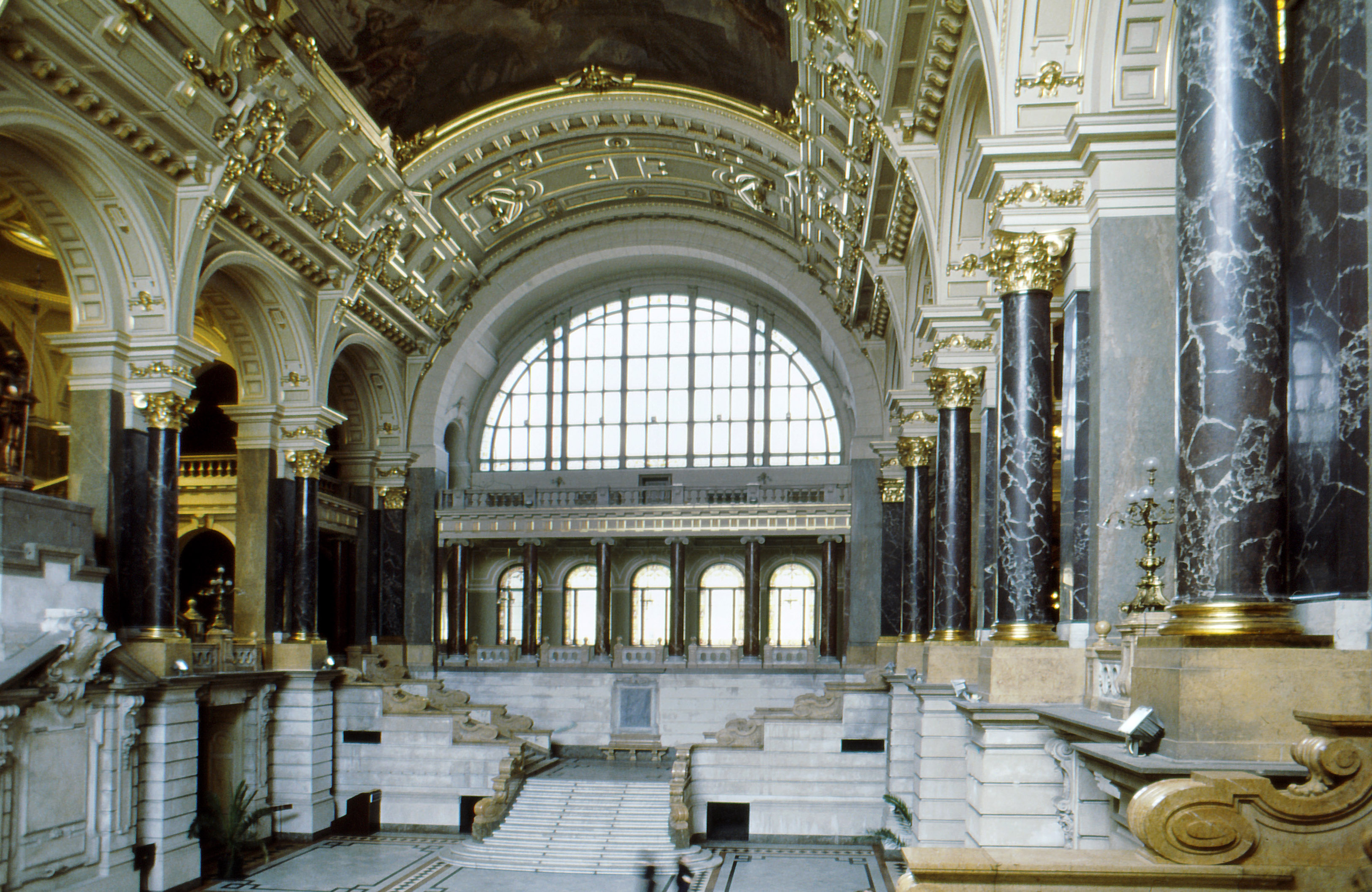
Az egykori Kúria előcsarnoka

A kor igazságügyi építészetének legfontosabb emléke a legfelsőbb bíróságnak helyet adó Kúria a budapesti Kossuth téren, amely Hauszmann Alajos tervei alapján épült 1893–96 között. A reneszánsz és barokk formákat ötvöző, méretes tömb homlokzatát alacsony tornyokkal közrefogott, előreugró, timpanonos középrizalit uralja, tetején az Igazság istennőjének hármas fogatával (Senyei Károly munkája). A timpanon szoborcsoportja Zala György műve, de a homlokzati szobrok elkészítésében Fadrusz János, Róna József és Donáth Gyula is közreműködött. Az épület legnagyobb szabású belső tere a hatalmas, ókori bazilikákra emlékeztető előcsarnok, amelyből kétoldalt lépcsőkön lehet feljutni az emeletekre. A bejárattal szemben, a második emelet magasságában egykor Justitia szobra fogadta az érkezőt, a mennyezeten ma is látható az Igazság diadalát ábrázoló falfestmény, Lotz Károly alkotása. Az épületben ma a Néprajzi Múzeum működik.
Az igazságügyi épületek specialistájának tekinthető Aigner Sándor, többek közt a szászrégeni, a galántai, a sárvári, a tasnádi járásbíróságok, a nagybecskereki törvényszék és a budapesti Fő utcai bíróság épületének tervezője – utóbbi halála után Hübner Jenő jelentősen módosított formában fejezte be. Ugyanebben a műfajban volt elismert nagyság Wagner Gyula, a helyi bíróság tervezője Szombathelyen, Szabadkán, Szekszárdon, Debrecenben, Máramarosszigeten, Szatmárnémetiben, Gyulán, Aradon, Lugoson, Szegeden és Egerben. Ő tervezte a szegedi Csillagbörtönt, a Mosonyi utcai toloncházat Budapesten, valamint a Maglódi úti gyűjtőfogházat is.

### Múzeumok és kiállítási épületek
A historizáló építészet korai korszakának értékes emlékei közé tartozik az 1875–77 között emelt Régi Műcsarnok, Láng Adolf korai főműve, amely a veronai Palazzo Bevilacqua (Michele Sanmicheli, 1530 k.) homlokzatának hatását mutatja. Néhány száz méterre, az Andrássy út végénél kialakított Hősök tere két oldalára két fontos, neoklasszicista stílusú kulturális épület került, mindkettő Schickedanz Albert és Herzog Fülöp tervei alapján: a Műcsarnok 1895-re, a Szépművészeti Múzeum 1900–1906 között épült fel. Az utóbbira a múzeumigazgató, Pulszky Károly készíti a pályázati kiírást, ezt nyeri meg Schickedanz és Herzog terve, amely a kiállítótermeket és raktárakat tartalmazó, neoreneszánsz architektúrájú tömbhöz a tér felé klasszicizáló, oszlopsoros főhomlokzatot csatol.
Az 1896-os millenniumi ünnepségek történelmi kiállítására Alpár Ignác terveit követve épült fel a Vajdahunyad vára, amelyet 1902–1907 között tartós anyagokból újjáépítettek, hogy a Mezőgazdasági Múzeum otthonaként szolgáljon. Ugyancsak az 1896-os kiállítás pavilonjaként épült eredetileg a Közlekedési Múzeum tömbje a Városliget túlsó szélén
A millenniumi építkezések jó példája a szegedi Kultúrpalota (ma Móra Ferenc Múzeum) reprezentatívnak szánt, de saját korának kritikusai által felületesnek talált épülete, amely Steinhardt Antal és Láng Adolf tervei alapján épült fel 1896-ra.

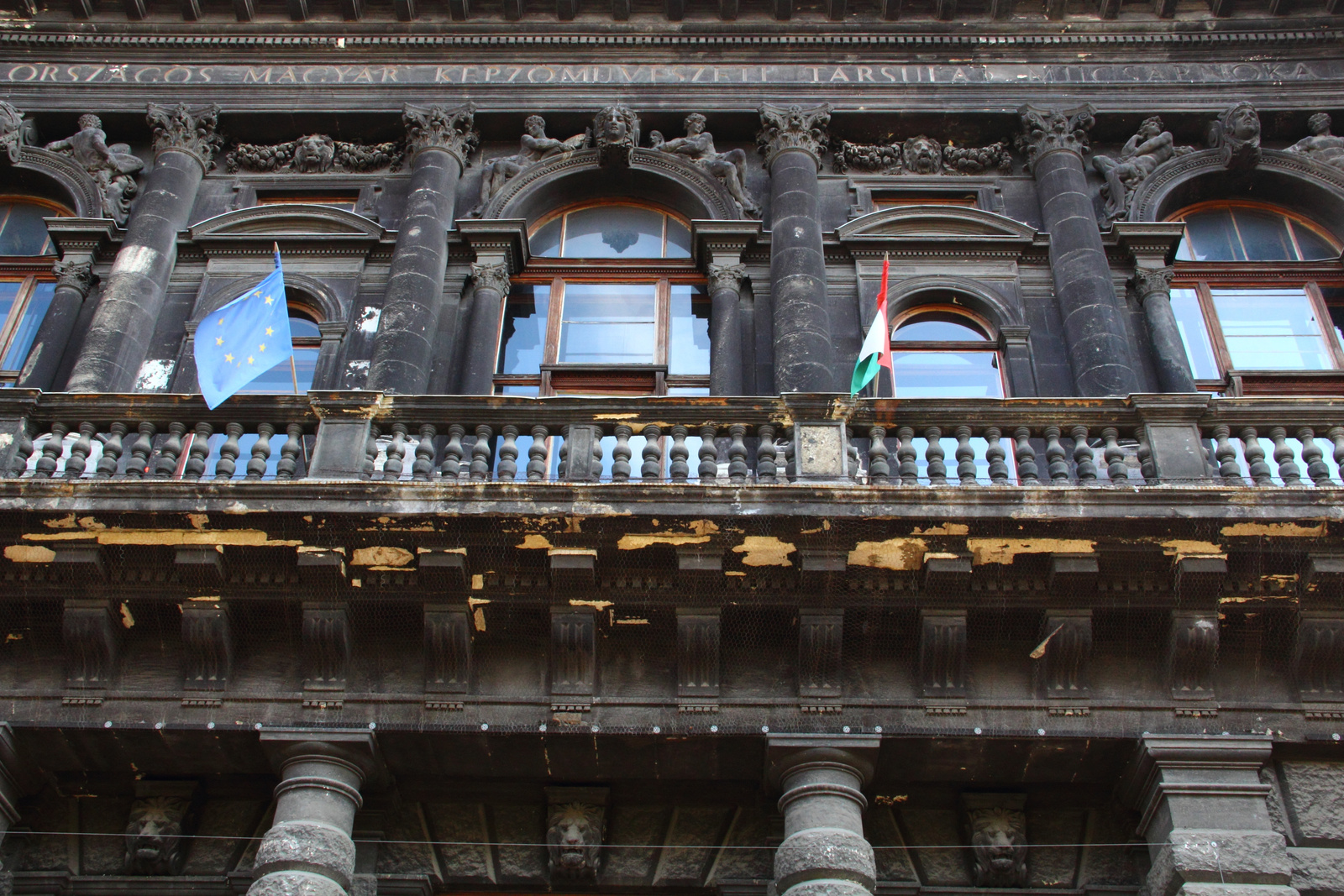
A Régi Műcsarnok homlokzatának részlete
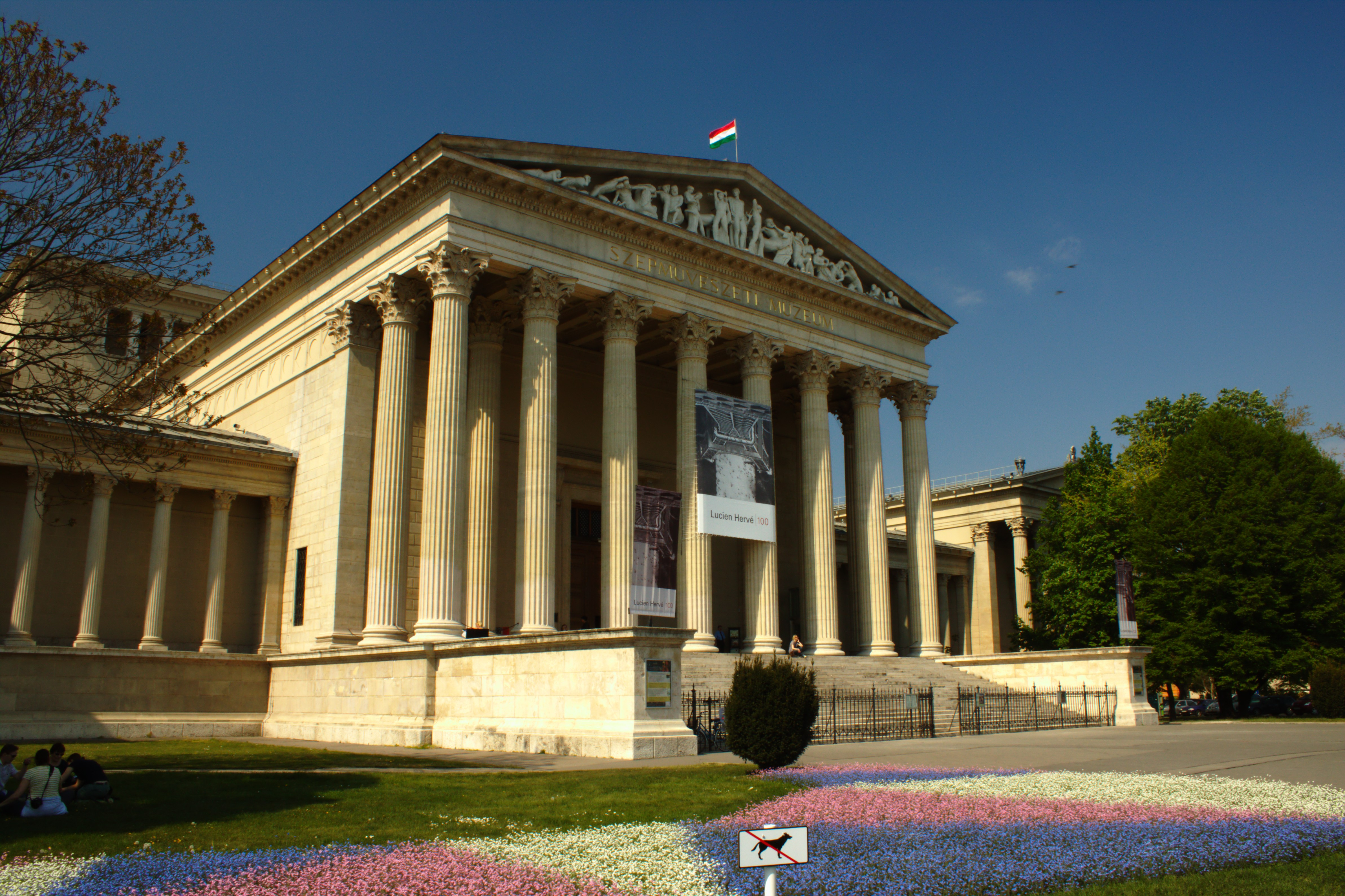
Szépművészeti Múzeum, Budapest
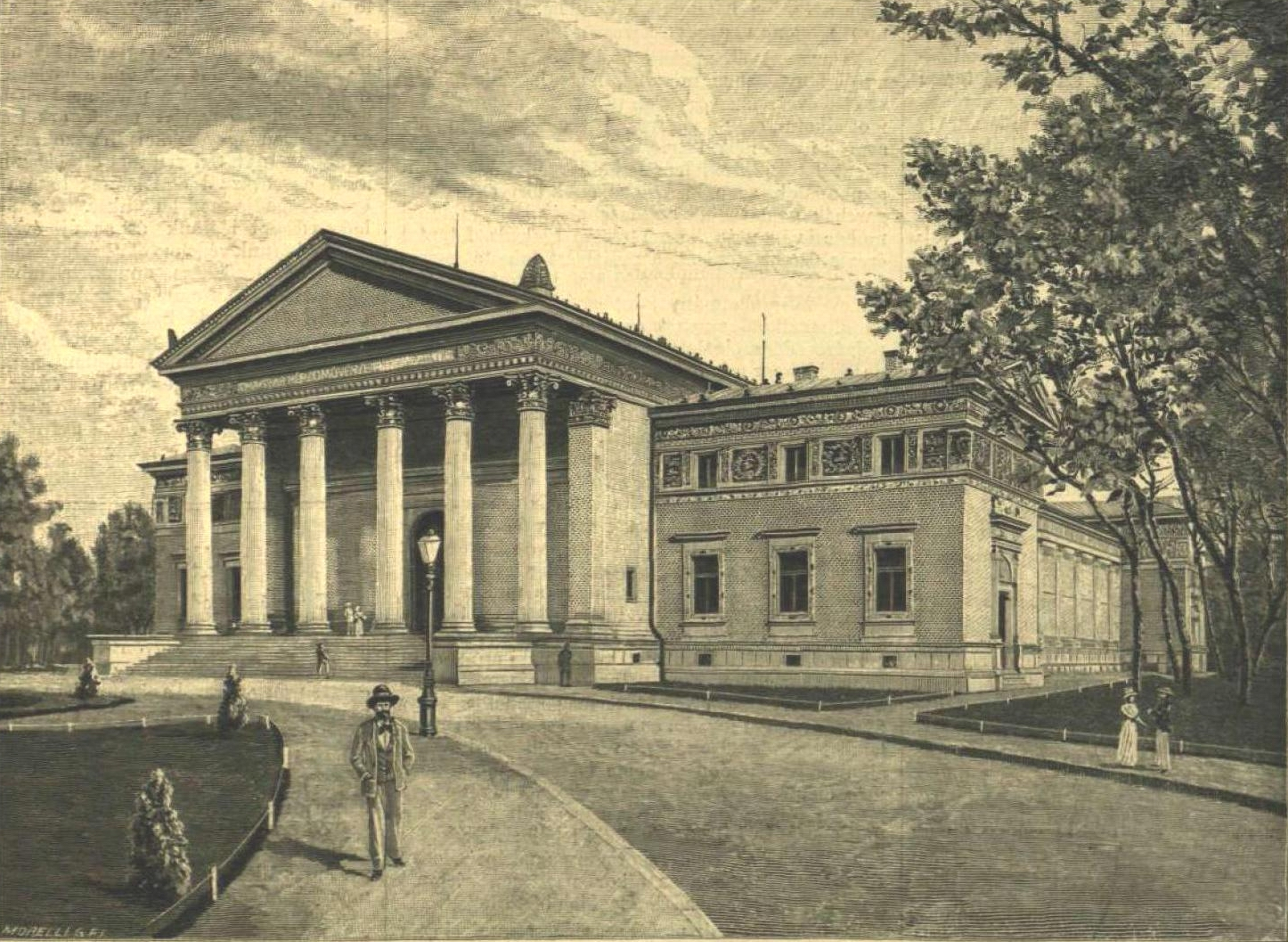
Képeslap a Hősök terén álló új Műcsarnokról
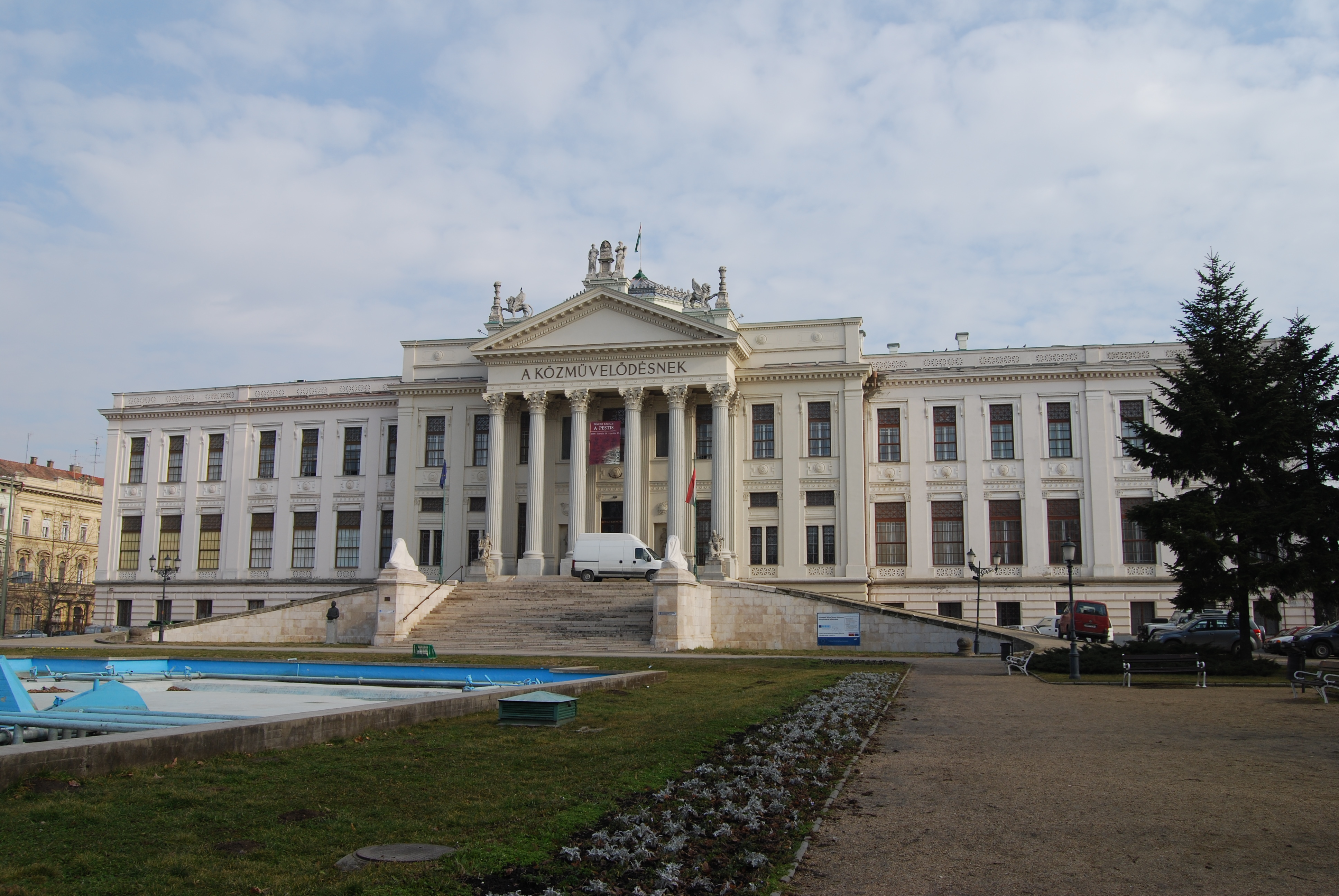
Móra Ferenc Múzeum, Szeged

### Oktatási, tudományos és egészségügyi céllal emelt épületek

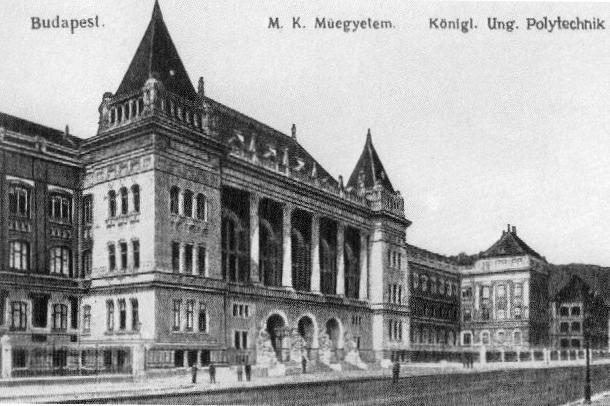
A Műszaki Egyetem főépülete 1909-ben

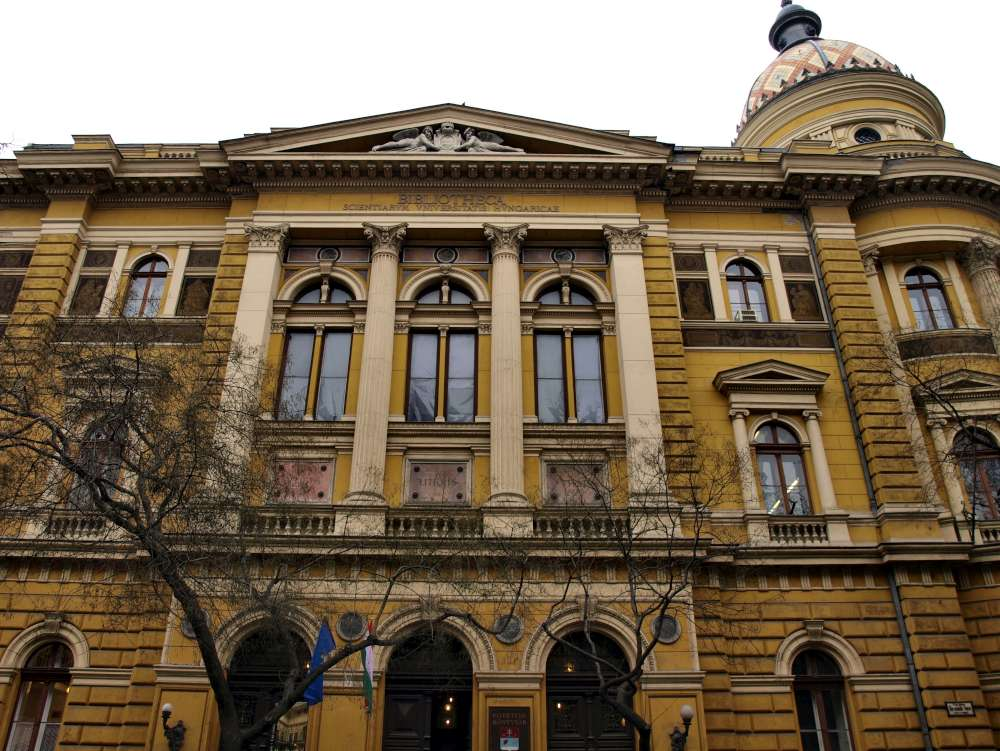
Az ELTE Egyetemi Könyvtárának homlokzata

Trefort Ágoston minisztersége (1872–1888) alatt erőltetett ütemű iskolaépítési programok indulnak, a Vallás- és Közoktatásügyi Minisztériumban önálló építészeti osztályt hoznak létre. Ez Trefort után is folytatódik: 1890–96 között a millennium alkalmából indított beruházássorozat részeként négyszáz iskolát emelnek szerte az országban.
A nagyszabású, reprezentatív célú oktatási épületek közül számos kiemelkedőt lehet említeni. Szkalnitzky Antal tervei alapján 1873-ra épül fel a pesti Egyetemi Könyvtár, az ország első állandó, nyilvános könyvtárépülete. A sarokkupolás, neoreneszánsz épület olvasótermébe, amelyet Lotz Károly és Than Mór freskói díszítenek, nagyszabású előcsarnokon és díszlépcsőn lehet feljutni. Ugyancsak Szkalnitzy terve szerint épült a Szegedi Főreáltanoda neoreneszánsz tömbje 1871–73 között (ma a Szegedi Tudományegyetem főépülete). 1899-re hasonló stílusban épült fel Alpár Ignác tervei szerint a Kolozsvári Egyetem (a mai Babeș–Bolyai Tudományegyetem) nagyméretű központi épülete Kolozsvárott. Az Andrássy úton Rauscher Lajos tervei alapján épül fel a Képzőművészeti Egyetemnek a firenzei kora reneszánsz hatását tükröző, sgraffitóval ékesített központi épülete (1874–76). Hauszmann Alajos tervei szerint épült fel a Műegyetem hatalmas méretű és igen összetett alaprajzú épülettömbje a Duna-parton, a Lágymányos feltöltött területén, 1903–1909 között.
Az iskolákhoz hasonló a kórházépítés fejlődése is, sőt, nem egy esetben összekötődik, elsősorban az építtető minisztérium kapcsán. Kolbenheyer Ferenc a kultuszminisztérium vezető építészeként tervezte többek között a Markó utcai (1874–76) és a II. kerületi gimnáziumokat (1896), valamint az egyetem sebészeti klinikáját és bonctani intézetét (1874–79) az Üllői úton (ma Semmelweis Egyetem). Halála után munkakörébe Weber Antalt kérték fel, ő fejezte be a Kolbenheyer által elkezdett Üllői úti klinikaegyüttest, illetve tervezte meg a Szentkirályi utca 46. alatti belgyógyászati pavilont, az angyalföldi elmegyógyintézetet (1881–83), valamint a Trefort-kerti egyetemi kampusz több épületét.
A Hauszmann Alajos tervei alapján emelt Szent István Kórház 1880–85 között épül fel az Üllői út mellett. Ez az ország első kórháza, amely a legkorszerűbbnek tartott járványügyi elvek alapján, egymástól különálló épületekben helyezi el a különböző osztályokat. Ez az ún. pavilonos elrendezés évtizedekig meghatározóvá válik a hazai kórházépítészetben, hatását mutatja többek közt a Kauser József tervezte Szent János kórház (1895–1898).

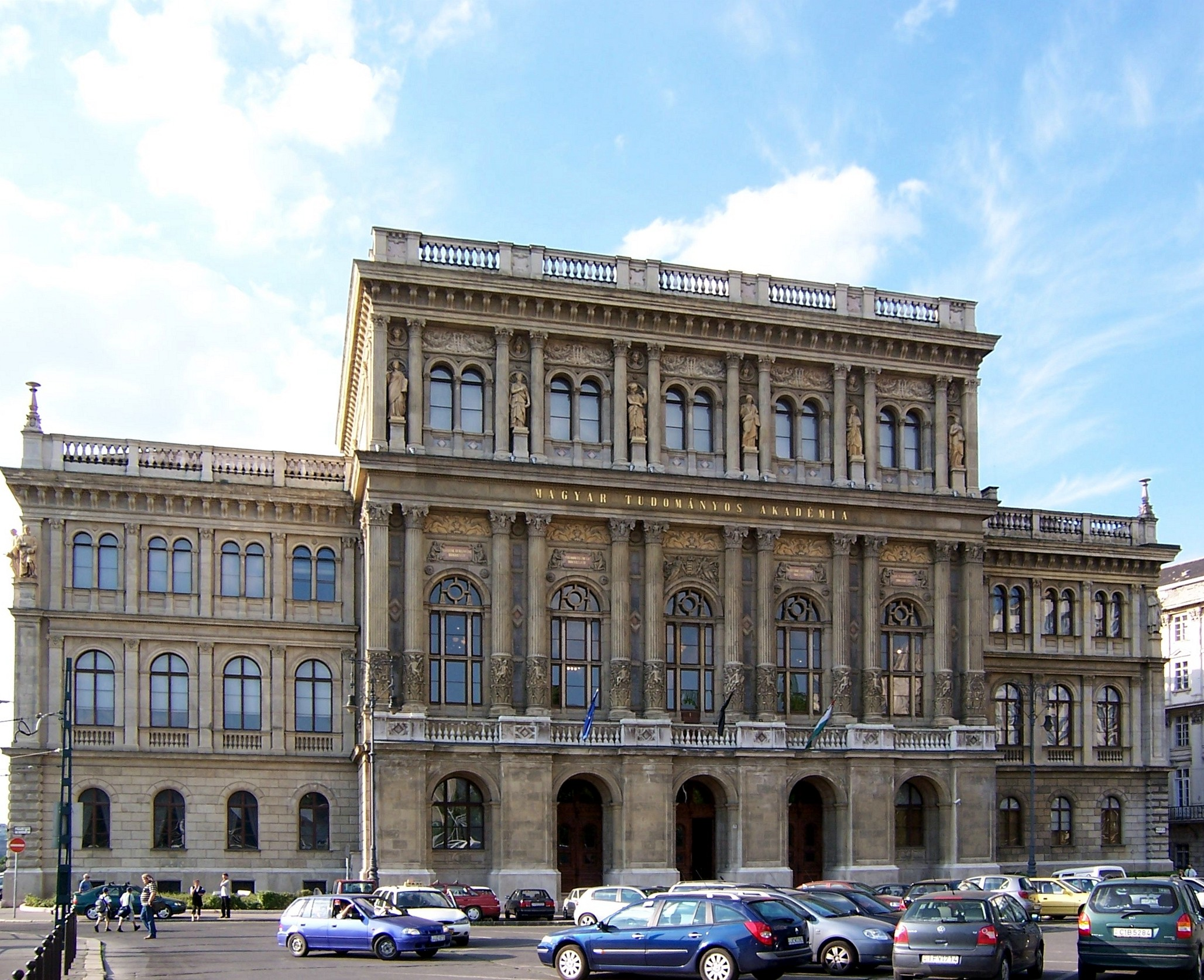
A Magyar Tudományos Akadémia székháza

#### Magyar Tudományos Akadémia
Az 1825-ben alapított Magyar Tudományos Akadémia székházának felépítésére 1860-ban országos gyűjtés indult. Az építési programot Henszlmann Imre állította össze, aki harmadmagával a mindössze három meghívottnak szóló tervpályázaton is elindult 1861-ben. Henszlmann egyértelműen a gótikus stílust preferálta, ám a közhangulat ellene szólt, mivel a gótikát a németekhez kötötték. Ez volt az első alkalom, hogy középítkezés kapcsán komoly stílusvita alakult ki a magyar sajtóban (később a Parlament kapcsán is lesz ilyen). A meghívásos pályázat eredménytelenül zárult, az Építészeti Bizottmány végül a kor két neves külföldi építészét, Leo von Klenzét és Friedrich August Stülert kérte fel egy-egy terv elkészítésére, majd utóbbi neoreneszánsz stílusú munkáját választotta. Az építkezés Ybl Miklós és Szkalnitzky Antal művezetésével zajlott, az új székházat 1865-ben adták át, Pest egyik első neoreneszánsz stílusú középületeként.
Mivel a telek az Akadémia számára túl nagynak bizonyult és a szűkös költségvetés sem engedte teljes felhasználását, hátsó részére Ybl tervei alapján egy stílusában illeszkedő bérházat emeltek. Ebben 1988 óta a Magyar Tudományos Akadémia Könyvtára működik. Az elkészült székház eleinte még így is túlméretezettnek bizonyult, így az alagsort a környék kereskedői használták, raktárként.

### Színházak, hangversenytermek, mozik, szórakozóhelyek
Az Osztrák-Magyar Monarchia színházépítészetének meghatározó szereplője Ferdinand Fellner és Hermann Helmer bécsi irodája; az itt tervezett 48 épületből számos Magyarországra készült, javarészt kötetlen neobarokk stílusban. A legfontosabbak a pesti Népszínház (később Nemzeti Színház, lebontva), a Szegedi Nemzeti Színház (1883), a pesti Vígszínház, a kolozsvári Nemzeti Színház és a kecskeméti Katona József Színház. Az ő munkájuk a Nagymező utcai egykori Somossy Orfeum épülete is, amely ma a Budapesti Operettszínház otthona.
Fellner és Helmer mellett magyar építészeknek is számos feladat jut a színházépítészet terén. A budapesti Astorián álló klasszicista Nemzeti Színházat 1873–75 között Szkalnitzky Antal tervei alapján építik át és bővítik bérházzal. A létrejött komplexum az ország egyik legreprezentatívabb színházépülete, de 1908-ban tűzveszélyességre hivatkozva bezárják. A Nemzeti társulata ekkor a közeli Népszínházba költözik át, de az Astorián álló tömböt még évekig raktárként használják, végül lebontják. Láng Adolf és a nála idősebb, jártasabb Steinhardt Antal közös irodájának alkotásai az 1960-as években a felismerhetetlenségig átépített pesti Magyar Színház (1897), a pécsi Nemzeti Színház (1893–95) és a kassai színház (1898–99). A kevésbé ismert mesterek közé tartozik Voyta Adolf Károly, Dés, Pápa, Nyitra, Zombor, Szatmár és Munkács kisebb méretű színházainak tervezője.
A korszak egyedülálló emléke a Schmahl Henrik tervei alapján emelt pesti Uránia filmszínház, amely eredetileg 1893-ban mulatónak épült, és csak 1899-től adott helyet az Uránia Tudományos Színháznak. A késő historizáló, a velencei gótika és a mór építészet elemeit felhasználó épületnek különösen értékes a belső tere, az előcsarnok és a nagyterem páratlanul épségben megmaradt enteriőrjei.
A korszak társadalmi életének kiemelkedő fontosságú helyszínei, egyben a belsőépítészet meghatározó emlékei a kávéházak. Budapesten máig eredeti formáját őrzi a Múzeum Kávéház és a New York, helyreállítva működik a Centrál kávéház.

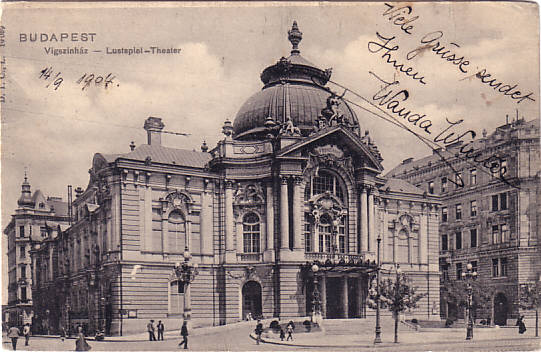
A Vígszínház korabeli képeslapon
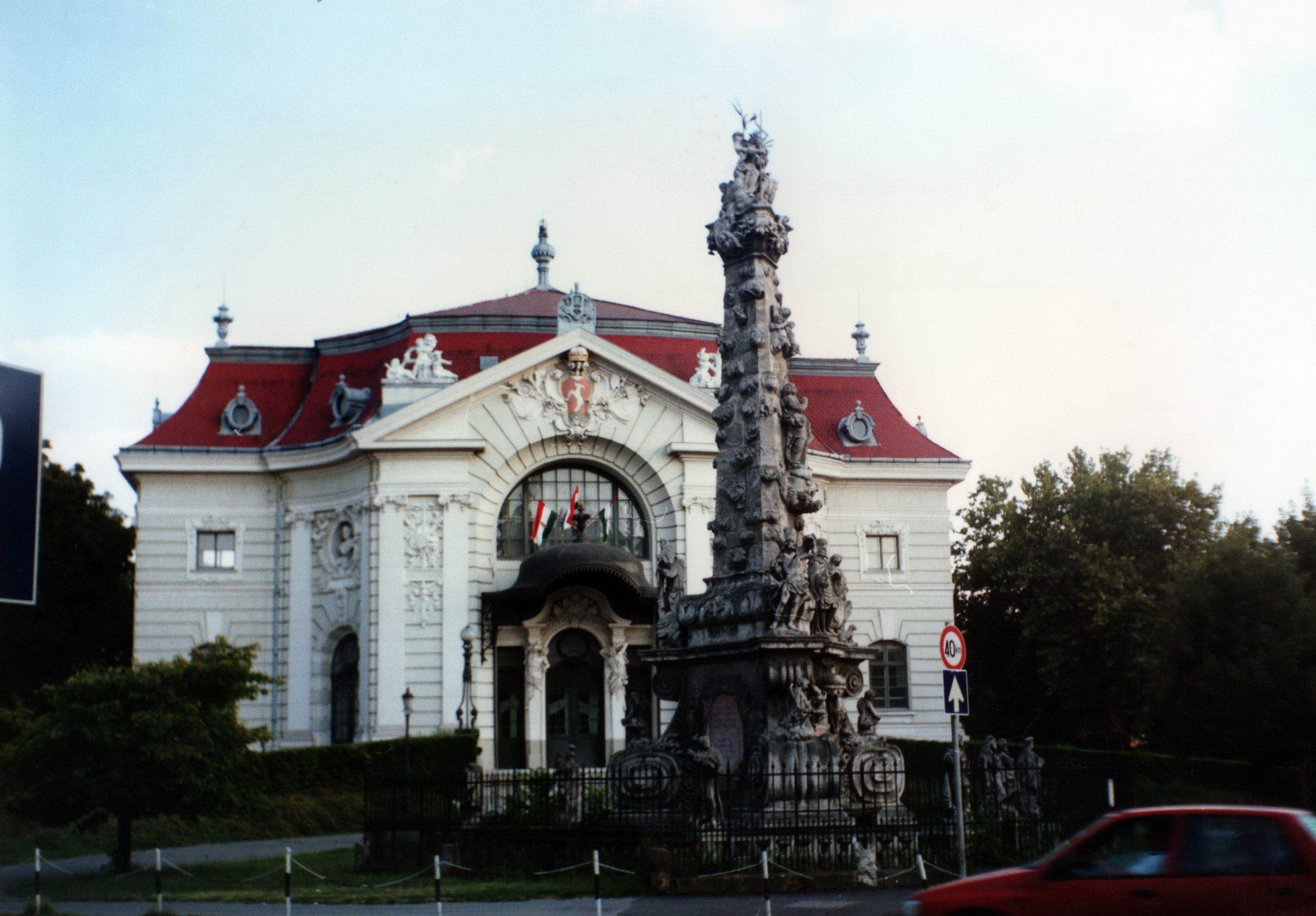
Katona József Színház, Kecskemét
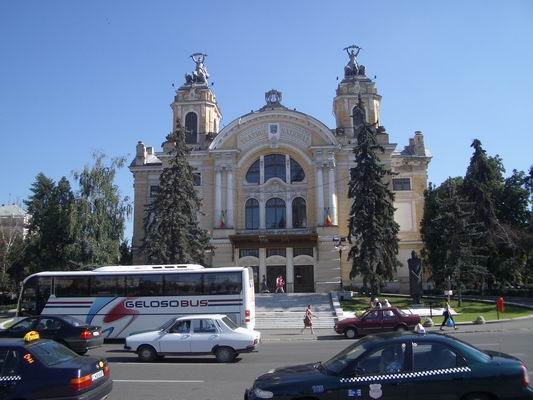
A kolozsvári színház
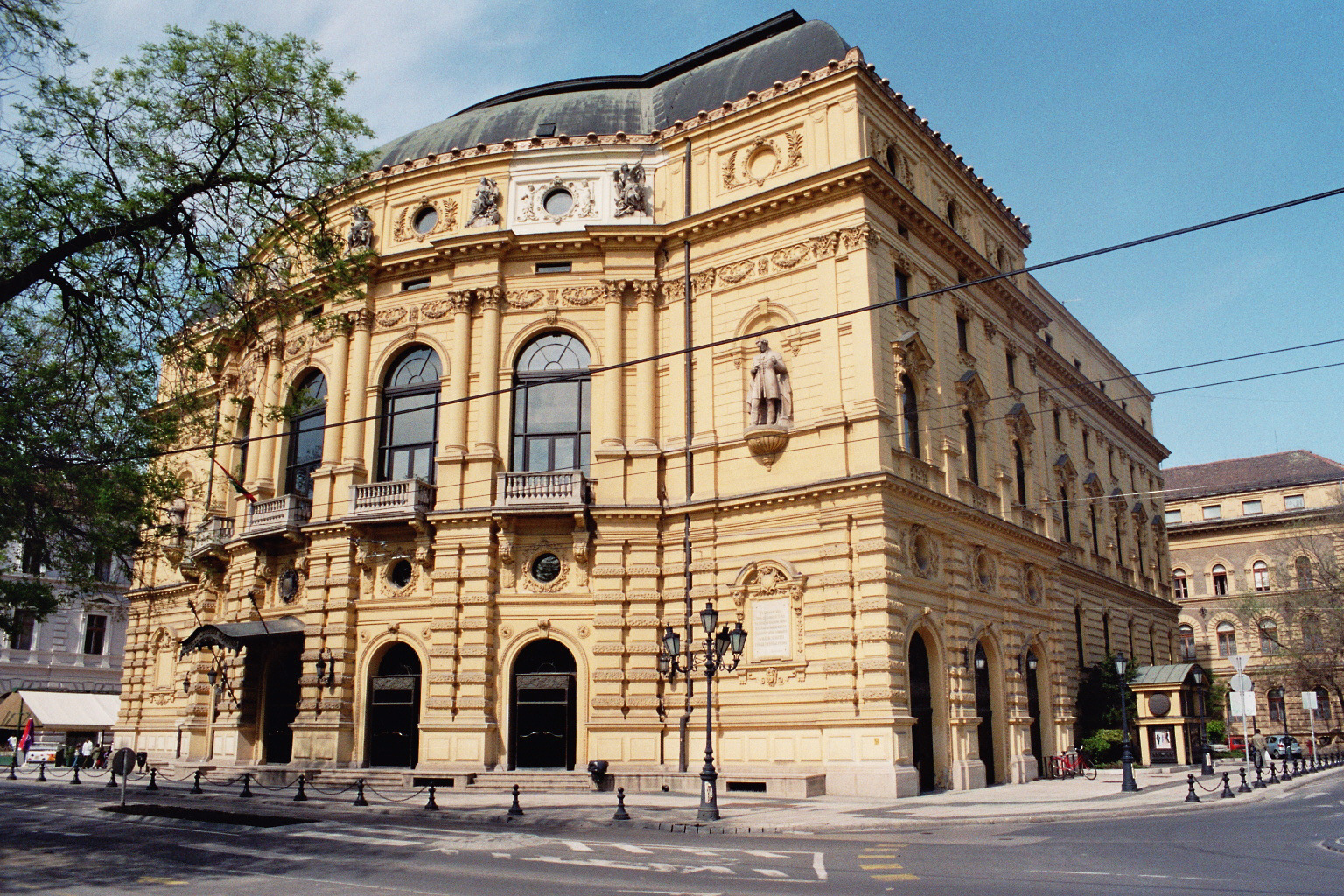
A Szegedi Nemzeti Színház
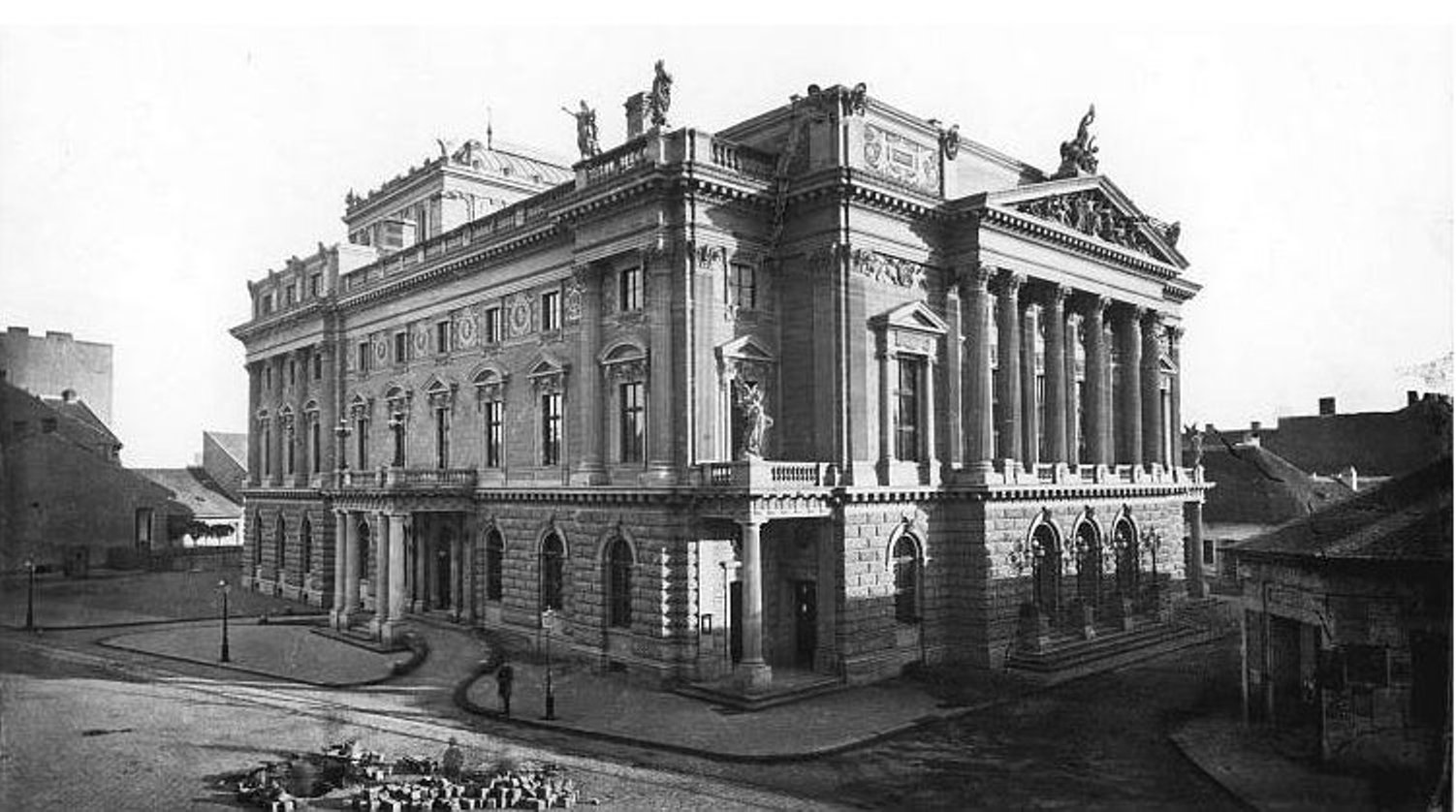
A lebontott Népszínház (később Nemzeti Színház) a budapesti Blaha Lujza téren

#### Magyar Állami Operaház
|  | „Ez a mesteri alkotás, ha abszolút méreteiben nem is, de tömören világos megfogalmazásával, a belső és a külső tökéletes összhangjával, a felületek részletgazdag, s egyúttal sansovinoian nemes megformálásával, pompás, harmonikus lépcsőházával, Lotz Károly freskójával koronázott ünnepélyes és mégis meghitten bensőséges hatású, kitűnő akusztikájú nézőterével a kor színvonalának csúcsteljesítményét jelentő, ma is kiválóan funkcionáló technikai berendezésével világszerte elismert operakultúránk méltó hajléka. Le kell már egyszer írni: ha abszolút méreteiben nem is, építészeti értékeit tekintve felülmúlja a kor nagyszabású, hasonló rendeltetésű épületeit, Charles Garnier párizsi (1860–1875), Eduard van der Nüll és August Siccardsburg bécsi (1861-1868) operaházát, Gottfried és Manfred Semper drezdai új udvari színházát (1871–1878).” |
|  | – Merényi Ferenc, 1970 |

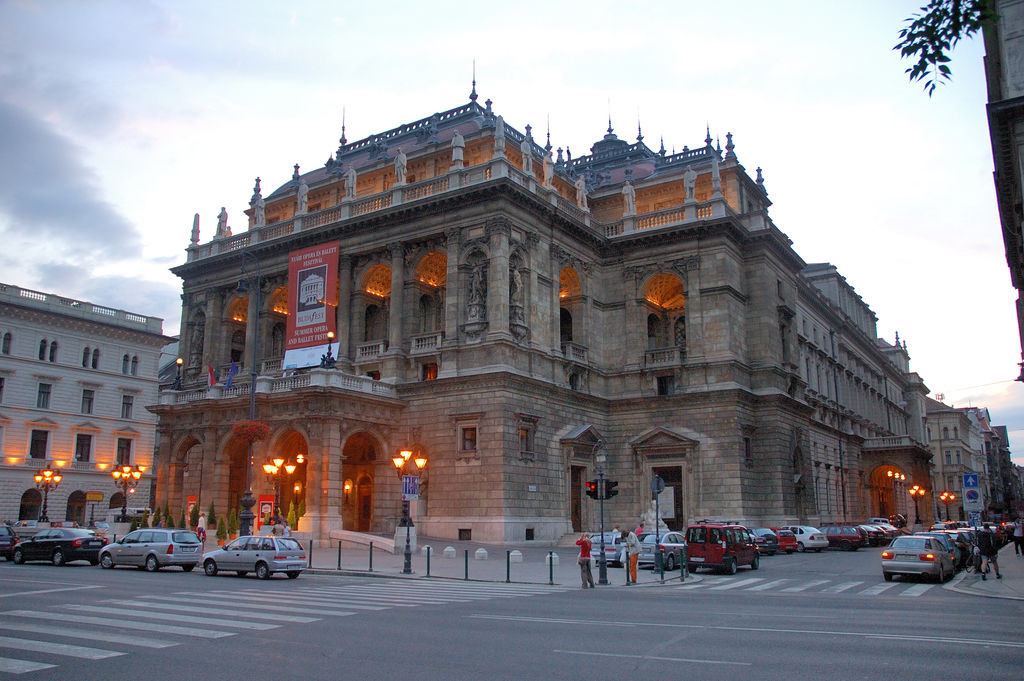
A Magyar Állami Operaház

Az állandó operaház megépítésének ötletét báró Orczy Bódog, a Nemzeti Színház igazgatója vetette fel 1872-ben. Miután kijelölték helyszínként az Andrássy út vonalára eső egykori Hermina teret, 1873-ban nemzetközi pályázatot írtak ki az épület tervezésére. A zsűri Ybl Miklós tervét nyilvánította győztesnek, amelyet az építész utóbb többször átdolgozott. A neoreneszánsz épület főhomlokzata a sugárút felé néz. A kapu a három árkádnyílásos kocsifelhajtóban nyílik, amelynek teteje teraszként használható az emeleti büféhez. A kocsifelhajtó felett a homlokzatot öt árkád nyitja meg, kétoldalt pedig egy-egy falpillérben szobrok állnak. A főpárkány feletti balusztrádos korlátot ugyancsak szobrok koronázzák. Az épületnek csak a főhomlokzatát burkolták kővel, a többi vakolt. Belül a kor egyik legszebbe enteriőr-együttese látható, az előcsarnokból a színházteremhez vezető, elegáns vonalú lépcsővel és a patkó alakú nézőtérrel. A díszítésben Than Mór, Lotz Károly, Székely Bertalan, Aggházy Gyula és Scholtz Róbert működtek közre. Az épület 1884-re készült el.

## Pénzügyi, kereskedelmi épületek, székházak

### Bankszékházak
A bankszektor fejlődése az egész korszakra jellemző, a pénzintézetek épületei meghatározzák a városképet. Buda és Pest egyik legkorábbi neoreneszánsz épülete a Budai Takarékpénztár 1860–62 között épült palotája a Lánchíd (ma Clark Ádám) téren (elpusztult). Mellette 1867–69 között, ugyancsak Ybl Miklós tervei alapján épült fel a Lánchíd Részvénytársaság ma is álló székháza. Ybl a Pesti Hazai Első Takarékpénztár számára két épületet is tervezett, 1869-ben a Károlyi Mihály u. 12. szám alatti, ma is álló neoreneszánsz épületet, 1874-ben pedig a közeli Kálvin téren az intézmény bérházát és új fiókját, amely a második világháborúban semmisült meg. Utóbbit a kritikusok nem sorolták sikerültebb munkái közé, a környezet léptékéhez képest igen magas és széles homlokzat elnyomta a Nemzeti Múzeum látványát is a tér felől.

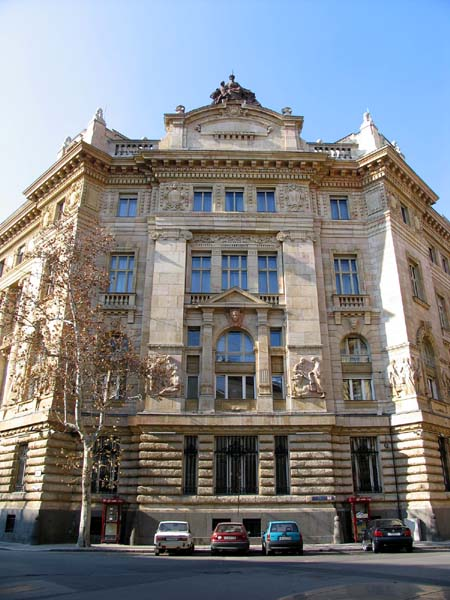
A mai Magyar Nemzeti Bank épületének sarokrészlete a budapesti Szabadság téren

A korszak bankspecialistájává nem Ybl, hanem Alpár Ignác vált, aki az 1900-as évek elejétől sorozatban tervezte a pénzintézeteket, utóbb már nem is pályázat eredményeként, hanem egyéni megbízással. Első komoly ilyen munkája az Osztrák-Magyar Bank Szabadság téri épülete (1901–1905). A rendkívül gazdag kiképzésű, monumentális kőkváderekkel és domborművekkel ékes homlokzatú, a belsőben többek közt Róth Miksa műhelyében készült üvegablakokat tartalmazó épület ma is áll, a Magyar Nemzeti Bank székháza. Ezzel párhuzamosan, 1905-re épült fel a Szabadság tér túloldalán található Tőzsdepalota. A tér teljes nyugati felét elfoglaló épület homlokzata rendhagyó, a klasszikus formákat és az ezek alapján kidolgozott, saját motívumokat szabadon ötvözi. A tengelyesen szimmetrikus (a Parlamentére némileg hasonlító) alaprajzú épületben két nagyméretű csarnokban folyt a tőzsdei tevékenység. A Tőzsdepalotát a II. világháború után évtizedekig a Magyar Televízió székházaként hasznosították. A következő pénzintézeti megbízást a Pesti Magyar Kereskedelmi Banktól kapta az építész, az 1905–1909, majd 1913–1917 között a Széchenyi István téren, az egykori Diana fürdő helyén felépült, reprezentatív belső kiképzésű házban ma a Belügyminisztérium működik.
Alpár munkásságában ezt követte a Pesti Hazai Első Takarékpénztárnak a Vörösmarty tér és a Váci utca sarkán álló tömbje (1908–1905). Az óriás oszloprenddel tagolt homlokzatú, a sarkon kerek, tömzsi tornyokkal hangsúlyozott épület gazdagon díszített belső terei nagyobbrészt ugyancsak épen maradtak napjainkig (a rendszerváltás után az újraalapított Tőzsde költözött ide). Ezzel csaknem párhuzamosan, 1909–1913 között emelték a Magyar Általános Hitelbank székházát, a József nádor térre tervezett nagyméretű épületnek azonban csak a kétharmada készült el, a harmadik helyén ma is áll a lebontani tervezett, klasszicista épület. A megvalósult részekben ma a Nemzetgazdasági Minisztérium működik. Alpár ilyen típusú megbízásai közül kiemelkedik az Anker Élet- és Járadékbiztosító Társaság Deák téri székháza, amely sajátos urbanisztikai gesztusként a telken nyitott új utcával párhuzamosan készült, bár it az eredeti tervekben átjáróház szerepelt. Az 1907–1910 között elkészült épület, figyelemfelkeltő, egyiptomias homlokzatával és piramisszerű tetejével már saját korában is rosszallást váltott ki.
Alpárnál kevésbé ismert mestere a pénzügyi épületeknek a Zürichben tanult Hubert József, aki harminckét vidéki székházat épített az Osztrák–Magyar Bank számára.
A historizálás és a szecessziós építészet közötti átmenetként említésre méltó még a Schmahl Henrik tervei alapján 1909–1912/13 között emelt Belvárosi Takarékpénztár, ismertebb nevén a Párizsi udvar a budapesti Ferenciek terén. Schmahl utolsó munkáján az általa kedvelt orientalizáló motívumokat alkalmazta, keverve neogótikus és szecessziós elemekkel. A Zsolnay-kerámiával gazdagon díszített homlokzat mellett az épület kiemelkedő értéke a bevásárlópasszázs, amelynek természetes fényt nem kapó üvegtetejét villanyégők százai világították meg.

### Posta, távközlés
A pesti Főposta 1869–71 között Szkalnitzky Antal tervei alapján épült a Petőfi Sándor utcában. Nagyszabású, neoreneszánsz homlokzata kevéssé érvényesül a szűk utcákban. A Nagymező utcában Balázs Ernő tervei alapján, 1900–1903 között épült fel a város első telefonközpontja, a Terézvárosi Telefonközpont, neogótikus-neoreneszánsz stílusjegyekkel, már részben a szecesszió hatását mutatva.

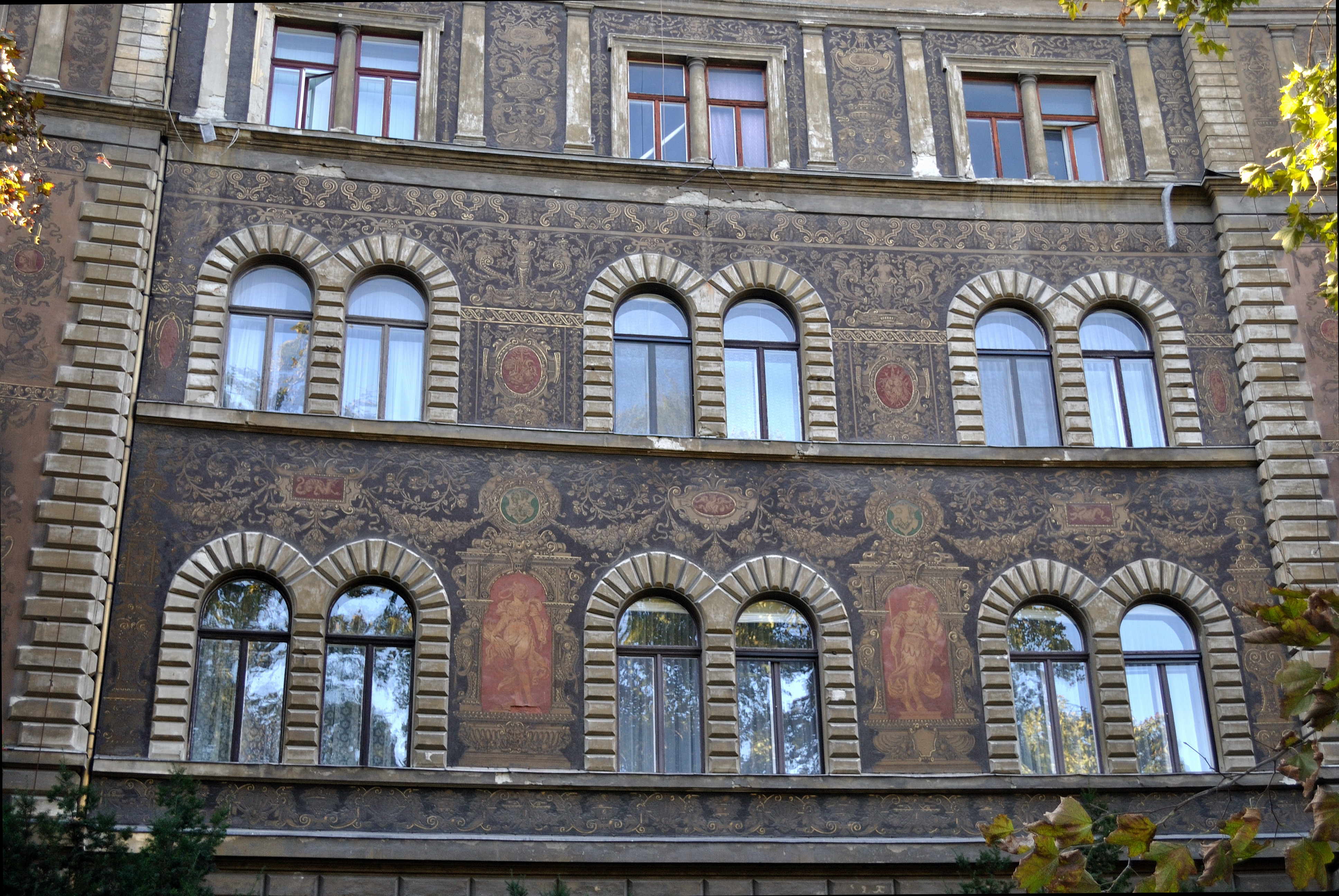
A Kodály körönd 1. homlokzati részlete

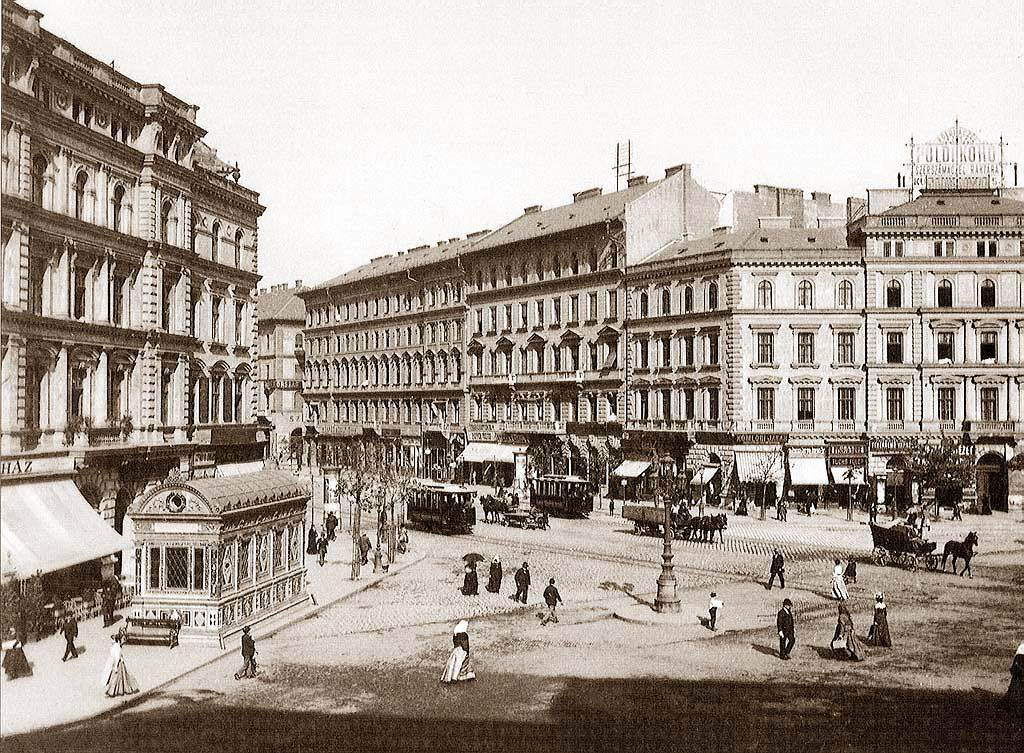
Az Oktogon archív fényképen

## Polgárházak, bérházak, városi paloták
„Míg 1870-ben mindössze 2485 házat számláltak Budapesten, a század végéig 6455 s a világháború kitöréséig 5535 új ház épült, a házak száma tehát 45 év alatt megötszöröződött, míg a lakosság csak három és félszeresére növekedett!” – írja Borbiró Virgil 1937-ben. Ezeknek a házaknak a többsége három-négyemeletes körfolyosós bérház, palotaszerű, neoreneszánsz, ritkábban neobarokk vagy neogótikus homlokzattal. A lakóházak között alapvetően két típust különböztethetünk meg: a bérház kizárólag kiadott lakásokat tartalmaz, a bérpalota viszont a módos építtető saját lakását is magába foglalja, nemegyszer önálló lépcsőházzal, és szinte mindig az első emeleten. A korszak jelentős építőipari újításai közül a bérházakban is megjelentek a duplaablakok, a vasbeton poroszsüveg födém, vagy a távfűtés. Általános maradt azonban az egyes épületeken belül is óriási társadalmi különbség: míg az utcai fronton négy-ötszobás, saját fürdőszobás, tágas lakások épültek, a cselédek a belső udvari szárnyak szűkös szobáiban laktak és közös, folyosói vécét használtak.
A nagy számból nyilvánvalóan következik, hogy a korszakban számos, kifejezetten bérházak építésére szakosodott építész működött, mint például Freund Vilmos vagy Wellisch Alfréd. A historizálás építészetének jellegzetes lakóházai közé sorolható Szkalnitzky Antal négy, hasonlóan formált (csak apró részletekben eltérő) épülete, amelyek a budapesti Oktogon térfalát képezik. Az 1872–74 között emelt házak egyedileg nem kiemelkedőek, de együttesként már figyelemreméltó városképi értéket jelentenek. Ehhez hasonló bérpaloták és bérházak jellemzik a korban beépített utcák nagy részét; az Andrássy úton szinte kizárólag neoreneszánsz stílusban és értékes építőanyagok felhasználásával, míg a Nagykörúton változatosabb stílusban, vakolatarchitektúrával.
Ugyancsak figyelmet érdemel a Kodály köröndön álló MÁV Nyugdíjintézeti bérház, szinte teljes egészében sgraffitóval borított homlokzata nyomán (tervező: Petschacher Gusztáv, a sgraffitókat Rauscher Lajos készítette, 1879–81). Átellenben ugyanannak a megbízónak Kauser József tervezett a francia reneszánsz ihletését tükröző bérházat (1882). Jellegzetesen túlzsúfolt, plasztikus homlokzattal építette meg Linzbauer István a Vörösmarty téri Haas-palotát (1872–73), amelyben az utókor a historizáló építészet tipikus eltévelyedését látta (a II. világháborúban kiégett, majd lebontották). A leginkább reprezentatív bérházakat általában pénzintézetek építtették, ilyen a Hauszmann Alajos tervei alapján épített New York-palota, a Deák téri Anker-ház (Alpár Ignác) vagy a már szecessziós jegyeket viselő Gresham-palota (Quittner Zsigmond műhelye, valószínűleg Vágó József és László közreműködésével).

## Városi paloták
A Nemzeti Múzeum átadásától ennek nagytermében, majd a szomszédos, Ybl Miklós tervei szerint felépített Képviselőházban ülésezett a magyar országgyűlés egészen az új Parlament elkészültéig. Itt épült fel a (mára elpusztult) Nemzeti Lovarda is, ugyancsak Ybl munkájaként. Elsősorban ennek köszönhető, hogy az 1850-es évektől számos nemesi palota, majd bérpalota épült a múzeum környékén, kialakítva a Palotanegyedet. A Festetics család számára 1862–65 között, Ybl Miklós, majd Wechselmann Ignác vezetésével emelt palota jellegzetes példája a nagyvárosi, reprezentatív nemesi otthonnak: külsejében a 16. századi itáliai reneszánszot idézi, a nyilvánosságnak szánt belső terek azonban a 17–18. századi francia barokk és rokokó belsőépítészetét. Ugyancsak Ybl tervei alapján épült a Károlyiak palotája 1863–65 között, elegáns, francia reneszánsz stílusban, a Múzeum utca 11. alatt pedig a család palota-bérháza Szkalnitzky Antal tervei alapján, 1869–71 között. Ezzel szemben az Almásy család Gottgeb Antal tervezte egyszintes palotája áll, itáliai villákat idéző belső udvarral.
A Festetics-palota szomszédságában 1870 körül Baumgarten Alajos munkájaként elkészült az Esterházy család kétszintes palotája. A mai Bródy Sándor és Puskin utcák sarkán Dégenfeld-Schomburg Imre bérpalotája épült fel 1874-re, Ybl tervei alapján. A közelben áll a Weber Antal tervei alapján készült Ádám-palota (1875), amelynek emeleti loggiáját eredetileg Lotz Károly freskói díszítették.
Bár meghatározó, a neoreneszánsz stílus nem egyeduralkodó a Palotanegyedben: a Múzeum utca 17. szám alatt 1881-re neobarokk-neorokokó stílusban épült fel a Károlyi-Csekonics-palota a Fellner és Helmer építésziroda tervei alapján, a Wenckheim családnak pedig Meinig Artúr tervezett neobarokk palotát, rendkívül díszes belső teremsorral (1887, ez ma a Fővárosi Szabó Ervin Könyvtár otthona). Ugyancsak neobarokk formában épült fel a Törley család palotája a Bródy Sándor u. 16. alatt, Ray Rezső tervei alapján 1894-ben.
A Nagykörútra, valamint az Andrássy útra kevésbé jellemzőek a nemesi építkezések, elsősorban gazdag polgárok építtettek itt bérpalotákat. A kivételek közé sorolható a Teréz körúton emelt Batthyány-palota (Hauszmann Alajos, 1884), amely az építtető kívánságának megfelelően a firenzei Strozzi-palota arányosan kicsinyített másaként épült meg. Innen nem messze, az Andrássy út 98. alatt áll a Petschacher Gusztáv tervei alapján épült, kolonnádos homlokzatú Pallavicini-palota (1882), a 120. szám alatt pedig Weber Antal tervei alapján emelték 1877-ben az Erdődy-palotát (ma átépítve az Oroszországi Föderáció követsége).

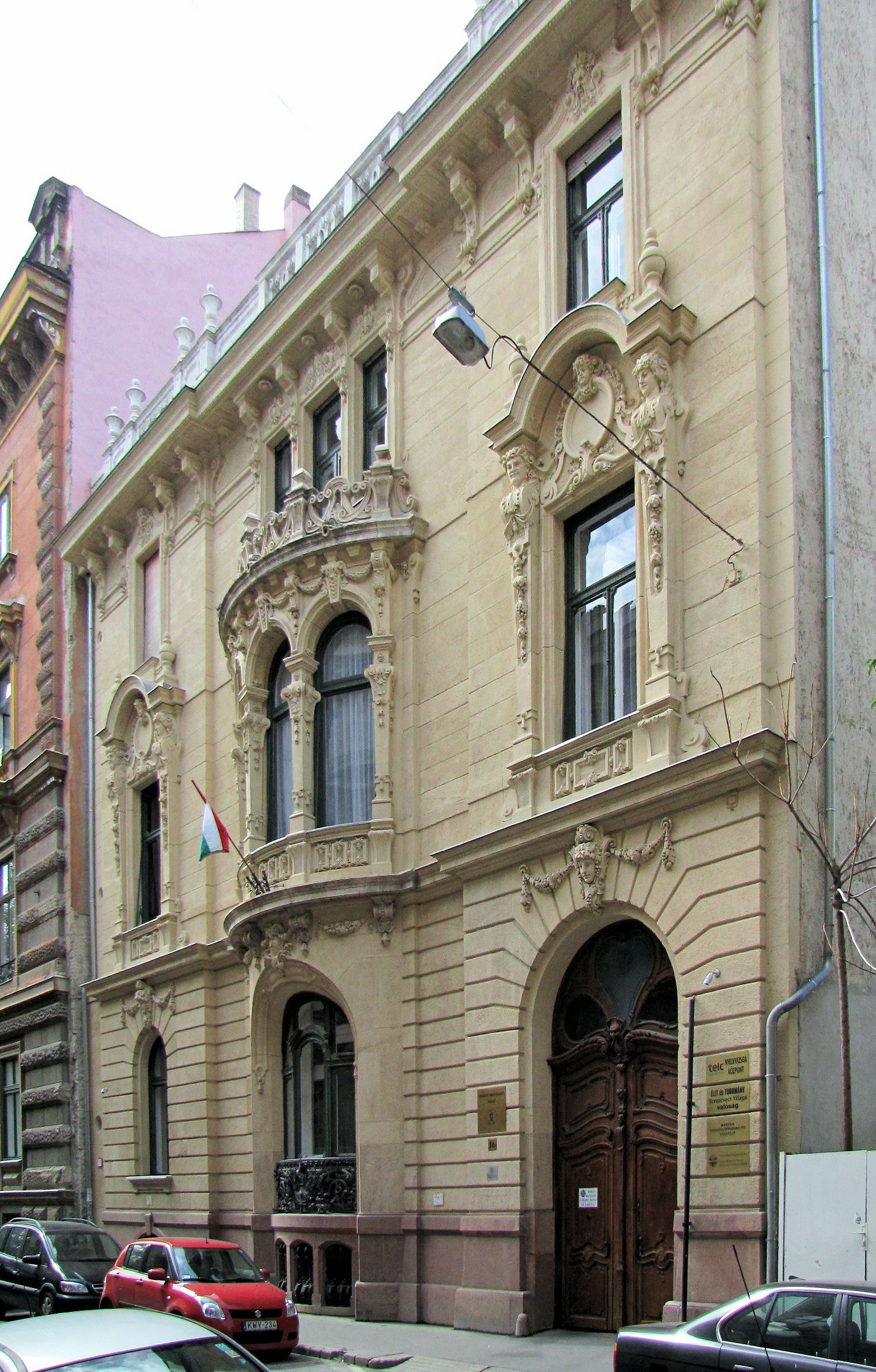
Törley-palota, Budapest
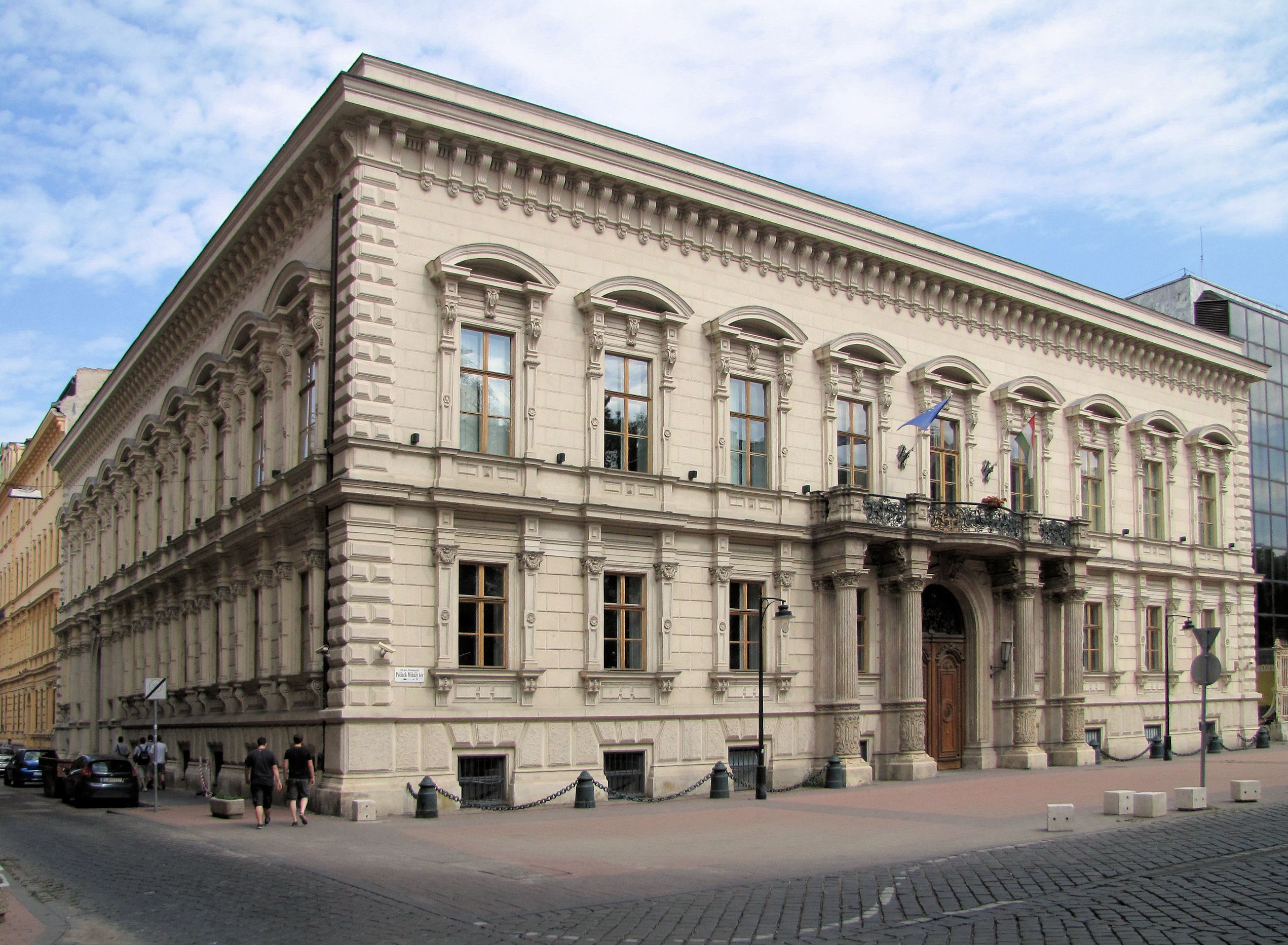
Festetics-palota, Budapest
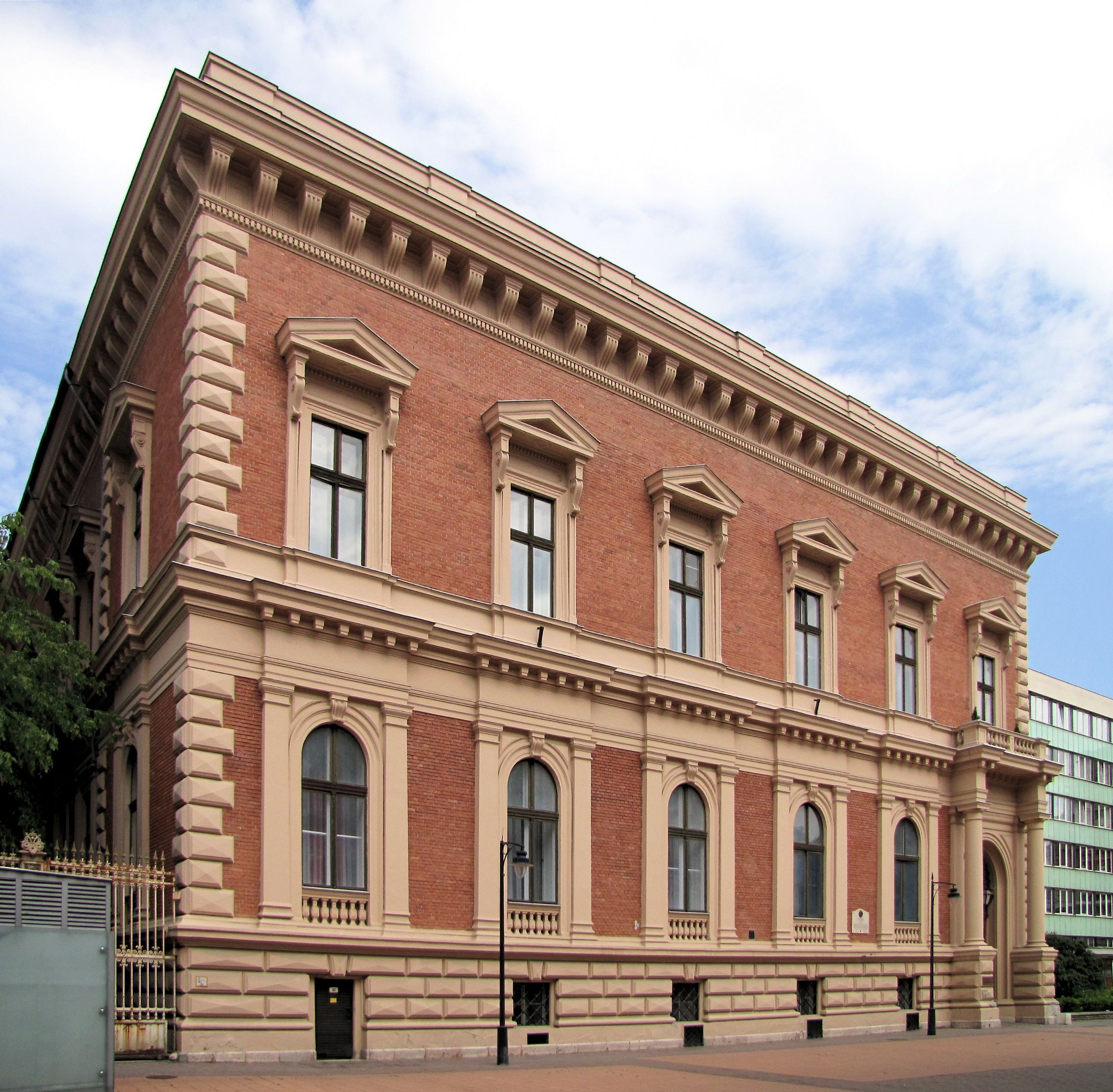
Esterházy-palota, Budapest
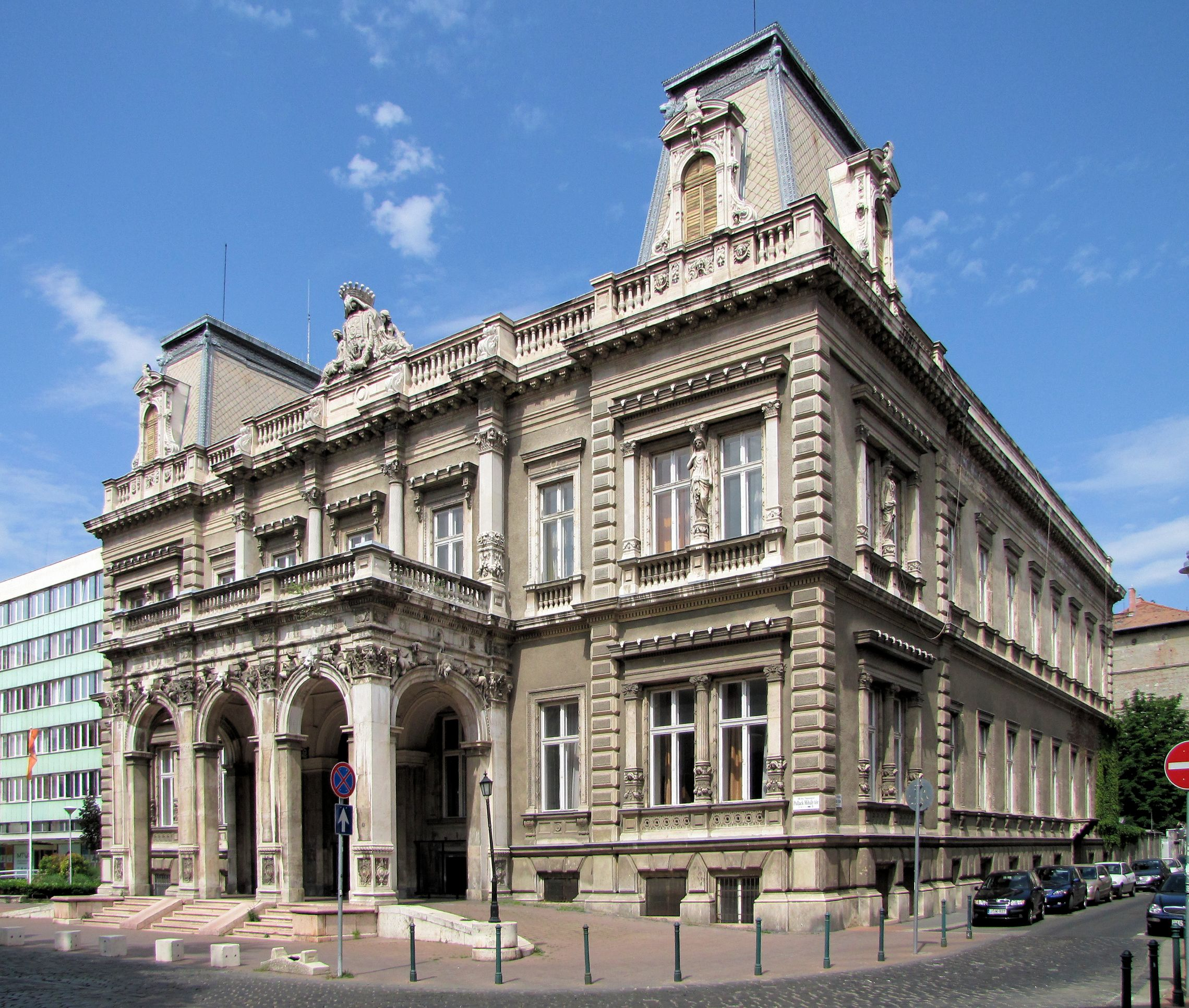
Károlyi-palota, Budapest
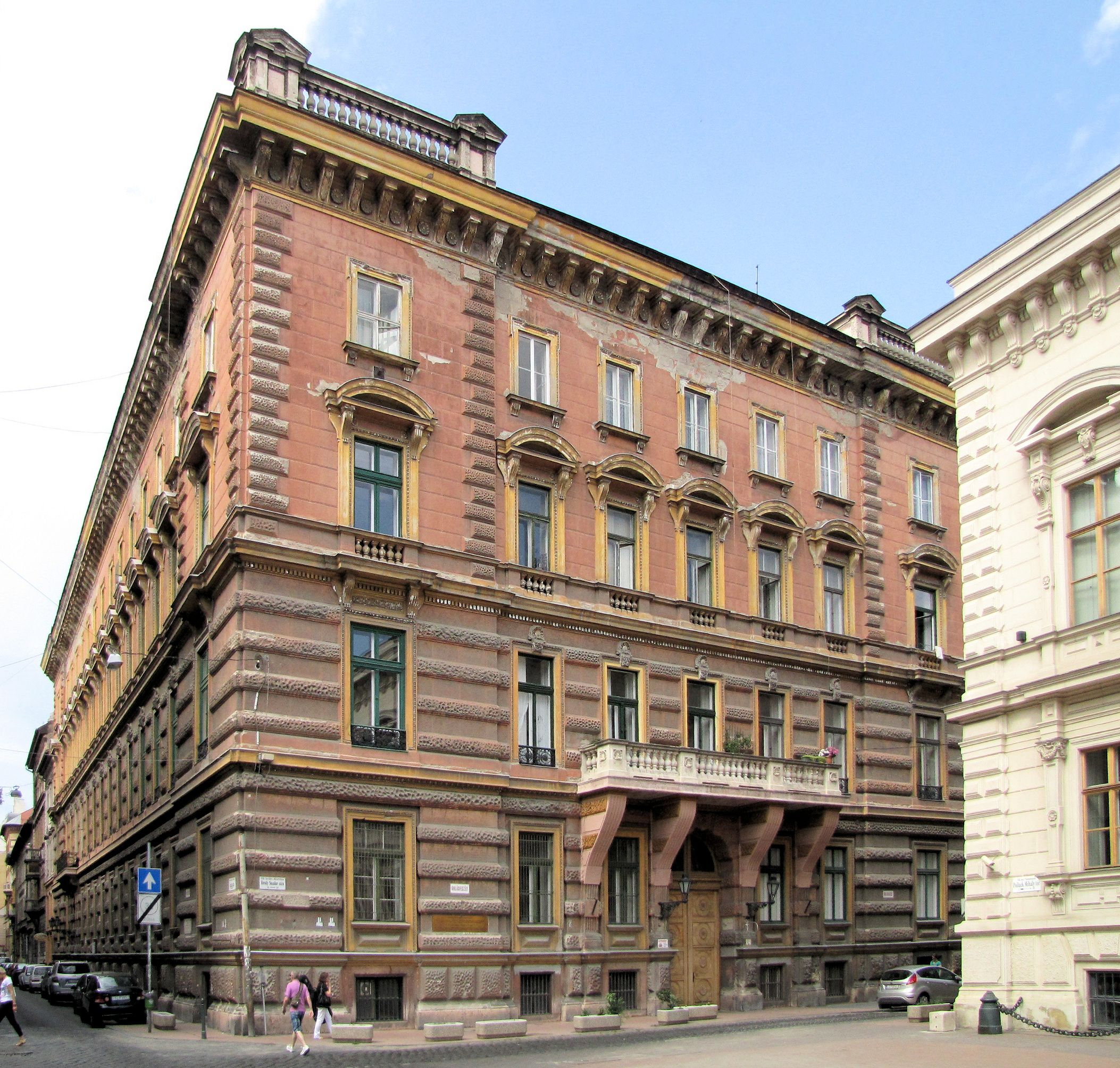
Dégenfeld-Schomburg Imre bérpalotája, Budapest
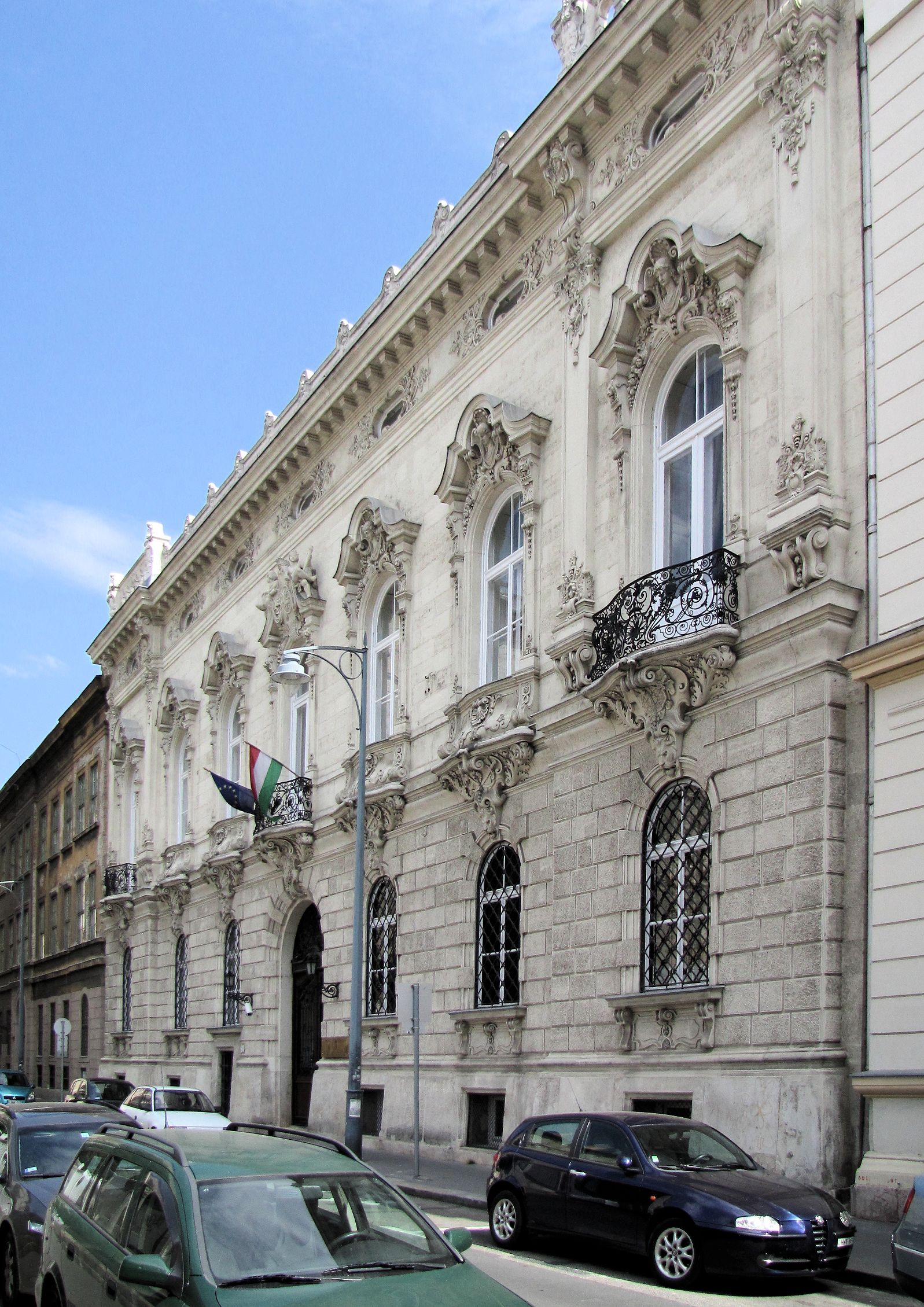
Károlyi-Csekonics-palota, Budapest
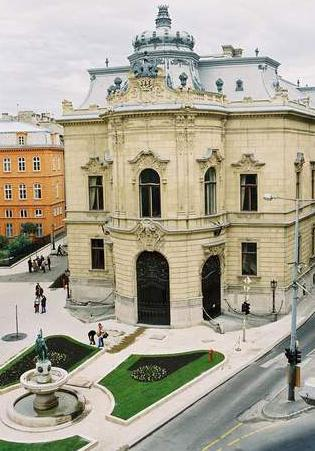
Wenkcheim-palota, Budapest
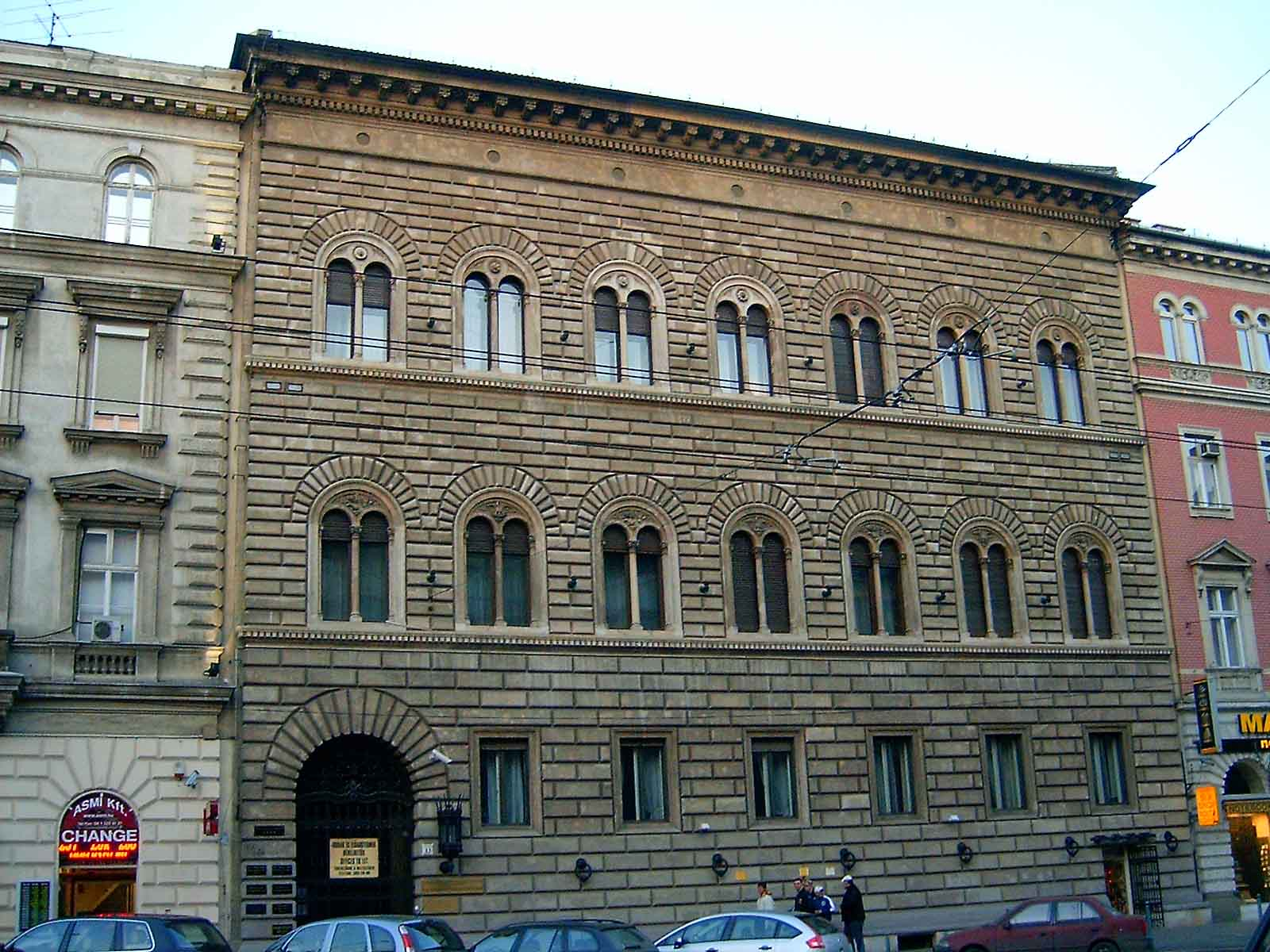
Batthyány-palota, Budapest
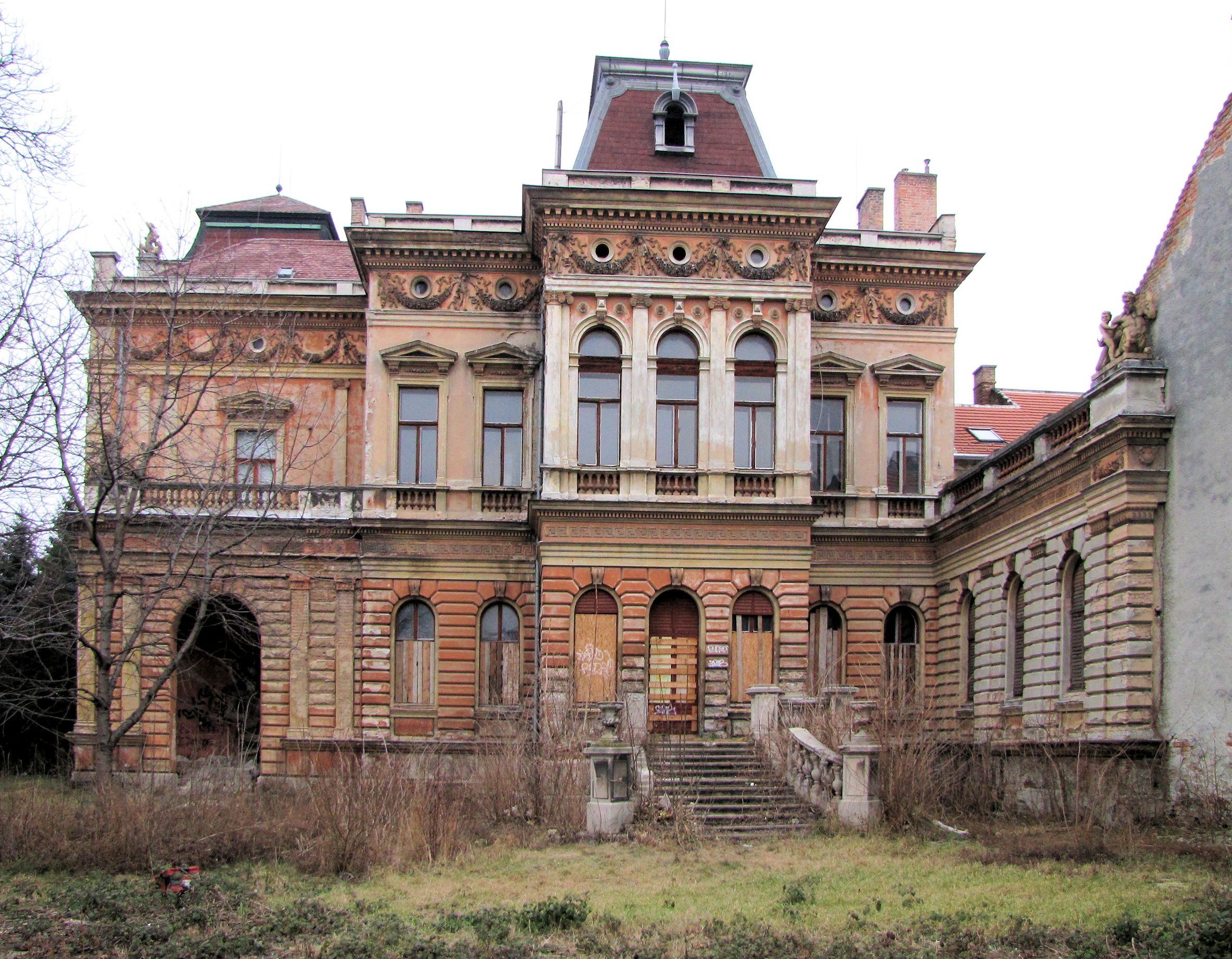
Historizáló palota Sopron belvárosában

### A budai királyi palota

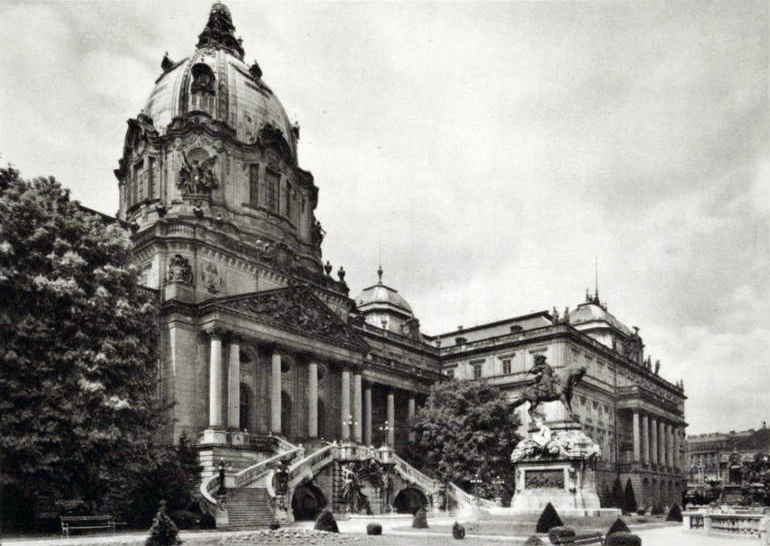
A királyi palota főhomlokzata a kupolával és a Habsburg-lépcsővel 1926-ban

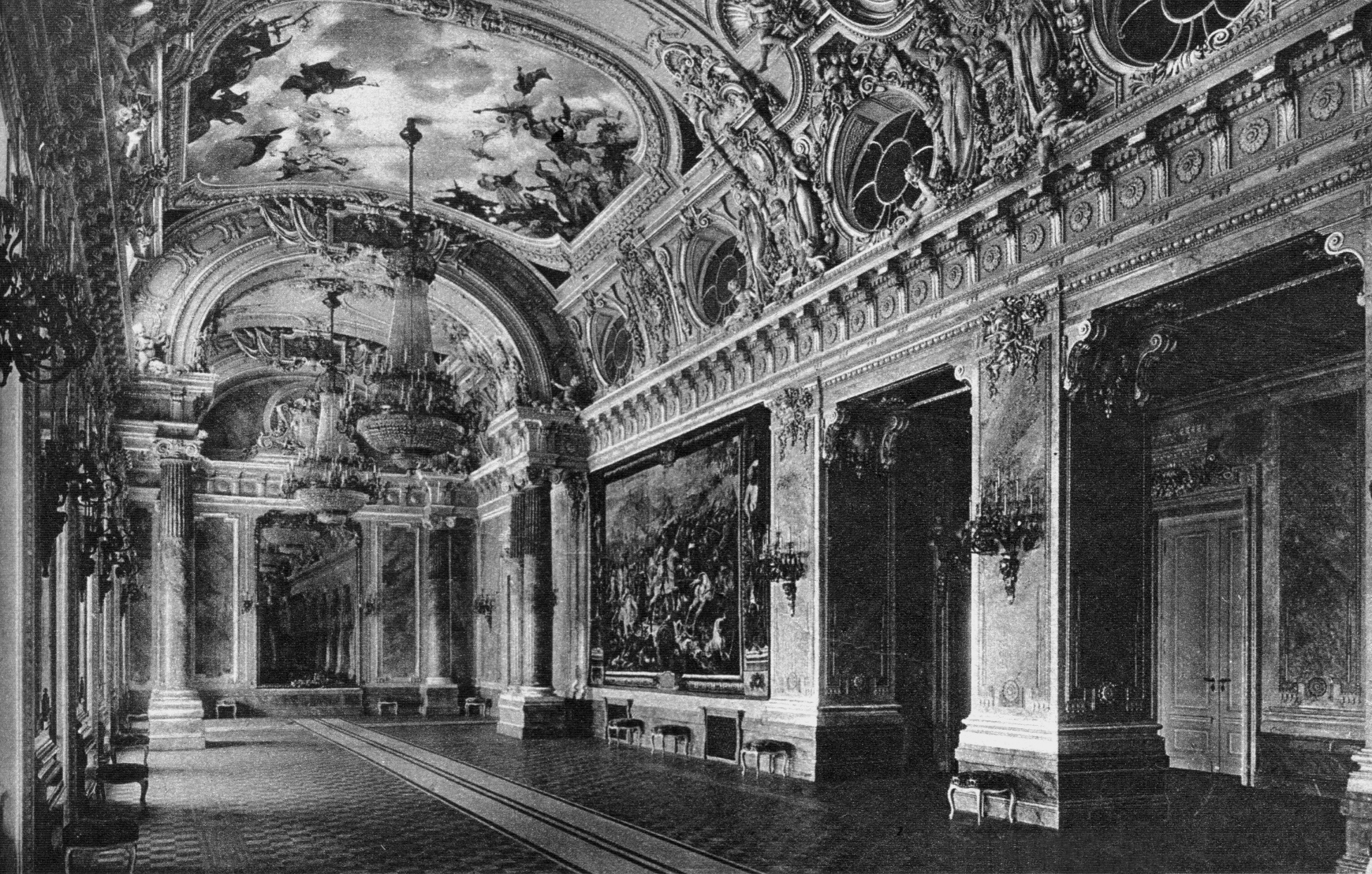
Díszterem a királyi palotában

A Parlament mellett a korszak legnagyobb volumenű, reprezentatív célú építkezése a budai királyi palota átépítése és bővítése. A Mária Terézia által építtetett palota 1849-ben teljesen kiégett, az 1850-es években állították helyre. A század végére az ország vezető osztályában megfogalmazódott az igény egy reprezentatív királyi palota építésére, amely felveszi a versenyt a bécsi uralkodói lakhellyel; ezt az 1867-es kiegyezés után Ferenc József is támogatta.
Az 1874-től megkezdődő építkezések vezetését Ybl Miklósra bízták. Ybl átépítette és közlekedésre alkalmassá tette a középkori erődítmény maradványait, a Várhegy lejtőjén lefutó kortinafalakat, és az ő tervei alapján épült a Clark Ádám téren ma is látható országcímeres támfal. A Duna-parton húzódó házsor lebontása árán Ybl maradandó dunai panorámát biztosított a palotának; itt épült fel a Várkert Bazár, illetve a királyi székhely vízellátást biztosító Budaújlaki vízmű.
A palota bővítésével elsősorban új nyilvános és kiszolgáló helyiségek létesítése volt a cél, miután Ybl a palotától északra fekvő barokk Fegyvertárat elbontandónak ítélte, és helyére kupolás testőrpalotát tervezett. Magát a palotát nyugat felé bővítette, a meglévő udvar lezárásával: a Várhegy platójáról kilépve hatalmas alépítményt tervezett, amelyet öt emelettel fejelt meg. Ebben az úgynevezett főhercegi szárnyban kaptak helyet az uralkodó pár lakosztályai.
Ybl 1891-ben elhunyt. A munkák folytatását Hauszmann Alajos vette át, aki Ybl terveit erőteljesen átdolgozta. Legfontosabb változtatása az volt, hogy (Ybl egy korábbi tervváltozatát követve) a palota alaprajzát egy kelet-nyugati tengelyen megtükrözve újabb belsőudvaros szárnyat épített a Szent György térre néző homlokzattal és főbejárattal, a hosszan elnyúló épületegyüttes dunai homlokzatának közepére pedig nagyméretű kupolát helyezett, csúcsán aranyozott Szent Koronával. A krisztinavárosi szárnyat viszont az Ybl tervezte kupola helyett manzárdtetővel fedte. Akárcsak elődje, stílusában Hauszmann is igazodott a Mária Terézia-korabeli épületszárnyakhoz. A palota egyes részletein, például a Mátyás-kúton vagy a kupolán már szecessziós elemek is megjelentek, amelyek még határozottabban jelentkeztek a belsőben. A királyi palota enteriőrjei a korszak iparművészeti csúcsteljesítményének tekinthetőek, a Duna-parti szárnyban kialakított 304 méter hosszú teremsor Európa-szerte párját ritkította. Főbb elemei: a 724 négyzetméteres, 15,5 méteres belmagasságú nagy bálterem, a büfécsarnok, valamint a Habsburg-terem Lotz Károlynak a Ferenc Józsefet és Erzsébet királynét ábrázoló mennyezetképével. Innen lehetett kijutni a Habsburg-lépcsőn keresztül a dunai teraszra, amelyen Róna József Savoyai Jenőt ábrázoló szobrát állították fel. A millenniumi ünnepségekre készülve Hauszmann kibővítette a Mária Terézia-féle tróntermet is az udvar felé kialakított hajóval.
A palota a II. világháborúban kiégett és súlyosan megrongálódott. Az 1950–60-as években megmaradt belsőépítészeti elemeit is elbontották, a külsőt pedig átalakítva építették újjá, így ma csak részben mutatja az Ybl–Hauszmann-féle állapotot.

## Vidéki rezidenciák
A gyors városiasodás hatására a vidéki nemesi lakok építése a háttérbe szorul, egyre többen inkább fővárosi palotákat építtetnek. Az arisztokrata családok többsége ideiglenes jelleggel, nyaranta használja a vidéki lakokat, megjelenik viszont egy új, feltörekvő, a mezőgazdaságból meggazdagodott arisztokrata réteg. A historizmus kastélyépítészetére a gazdag tömegtagolás, a stíluselemek bőséges halmozása és a reprezentativitásra törekvő külső és belső kiképzés jellemző. Az alaprajzi elrendezés alapvető jellemzője a gazdasági és a kiszolgáló helyiségek elkülönítése a mindennapi élet színteréül szolgáló helyiségektől.

### Jelentős kastélyépületek a historizmus korából
- Károlyi-kastély, Parádsasvár (1868–72) – A Károlyi család építészeként Ybl Miklós nemcsak a család parádi birtokának új, neoreneszánsz stílusú központját, de még egy kastélyt két szállóépületet és egy fürdőt is tervezett a Parád hoz tartozó Parádfürdőn. A romantikus kastélyépítészet hatását mutató, de részleteiben már historizáló kastélyépület vöröstéglás homlokzattal készült.
- Károlyi-kastély, Füzérradvány (1860–70-es évek) – A 16. századi eredetű épületet Károlyi Ede építtette át Ybl Miklóssal mai formájára. A neoreneszánsz kastély különlegessége a szokatlanul karcsú torony, valamint a belső eredeti itáliai reneszánsz berendezési tárgyai és épített elemei, amelyeket a tulajdonos Olaszországban vásárolt.
- Nádasdy-kastély, Nádasdladány (1873–76, 1880-as évek) – A Tudor-stílusú, neogótikus épületegyüttest a családi birtokon Linzbauer István tervei alapján kezdték építeni, majd az 1880-as években Hauszmann Alajos fejezte be.
- Wenckheim-kastély, Szabadkígyós (1874–80) – A vakolt homlokzatú neoreneszánsz kastély Ybl Miklós tervei alapján épült fel, ő tervezte a nem messze álló gazdasági épületeket és a sírbolt is. A rendkívül összetett tömegű épület a kor egyik legszebb kastélya, reprezentatív belső tereinek egy része és nagyméretű parkja is megmaradt.
- Kégl-kastély, Csala (ma Székesfehérvárhoz, korábban Pákozdhoz tartozó lakotthely) (1876–78) – A Hauszmann Alajos tervei alapján épült, kővel és téglával borított homlokzatú, tornyos kastélyépület neoreneszánsz stílusú. A második világháború után elhanyagolták, igen rossz állapotba került.
- Andrássy-kastély, Tiszadob (1880–85) – Alpár Ignác és Meinig Artúr tervei alapján, a Loire-menti kastélyok hatására francia gótikus stílusban épült az Andrássy család tiszadobi birtokán, a folyó árterében. A parkban található, tiszafákból kialakított labirintus a kor kertművészetének egyedülálló magyarországi emléke.
- Schossberger-kastély, Tura (1883) – A legújabb kutatások cáfolják, hogy Ybl Miklós tervezte volna a Loire-menti kastélyok hatását mutató, gazdag kompozíciójú, neoreneszánsz épületet; a tervező személyét valószínűleg Bukovics Gyulában kell keresni.
- Festetics-kastély, Keszthely (1883–87) – A barokk kastélyt Viktor Rumpelmayer tervei alapján építették át, aki az U alakú komplexum egyik szárnyát lebontotta, és nagyobb udvart képezett ki, toronnyal kötve össze a két, stílusában összehangolt épületrészt.
- Andrássy-kastély, Betlér (1880-as évek) – a 17. századi épület mai, neoreneszánsz formáját Andrássy Manó megbízásából nyerte el. A Kárpát-medencében szinte egyedülálló módon teljes eredeti berendezése fennmaradt, ma múzeum.
- Károlyi-kastély, Nagymágocs (1896–97) – A neobarokk kastélyt Károlyi Imre gróf építtette, a tervező neve nem ismert. A hatalmas, gazdagon kiépített, szobordíszes park közepén álló, U alaprajzú, kétszintes épület mellett a birtokon neoromán stílusú templom is épült. A kastély ma is meglévő, értékes belső terei között említhető a lépcsőházas előtér és az első emeleti kápolna.

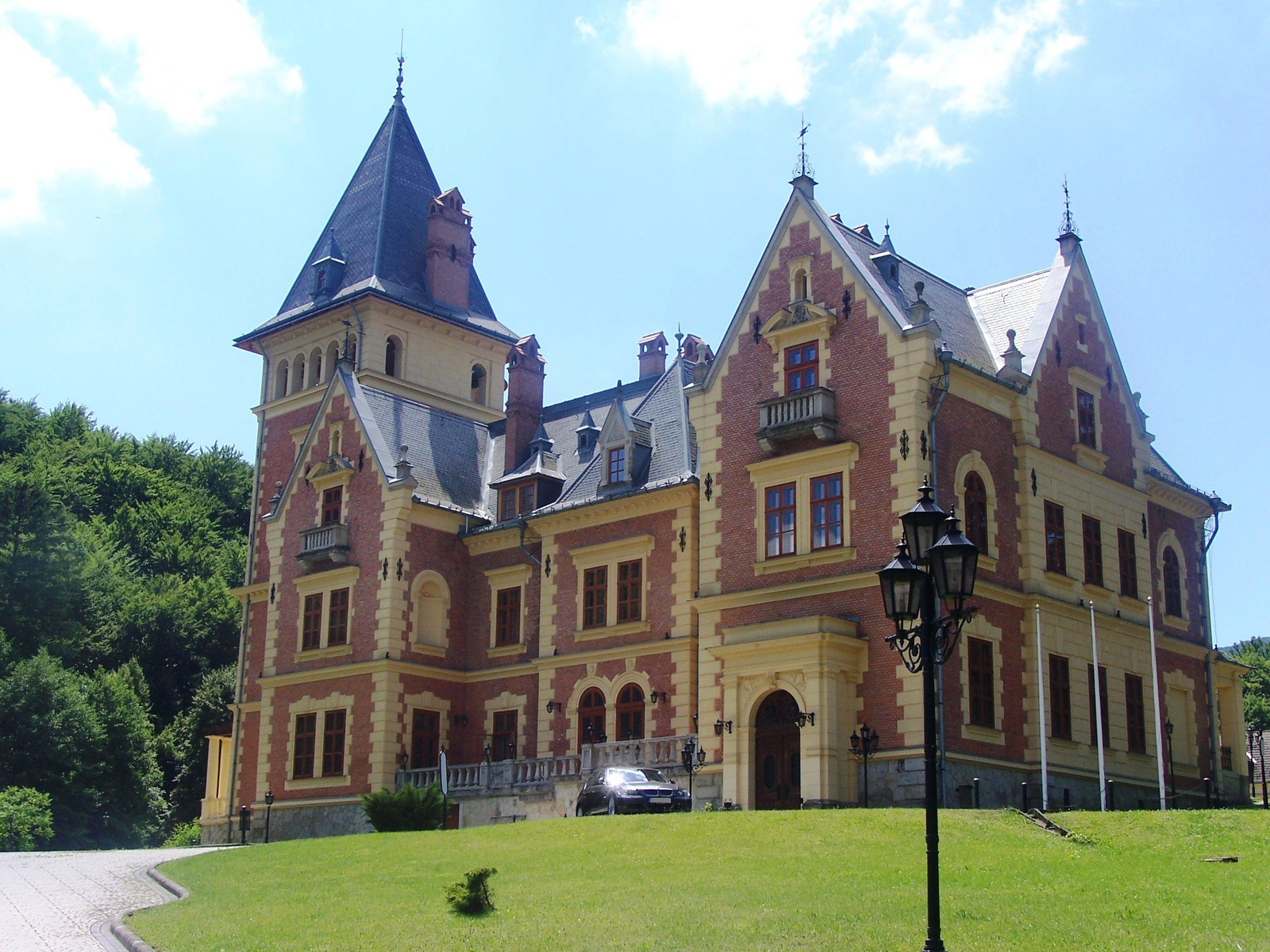
Károlyi-kastély, Parádsasvár
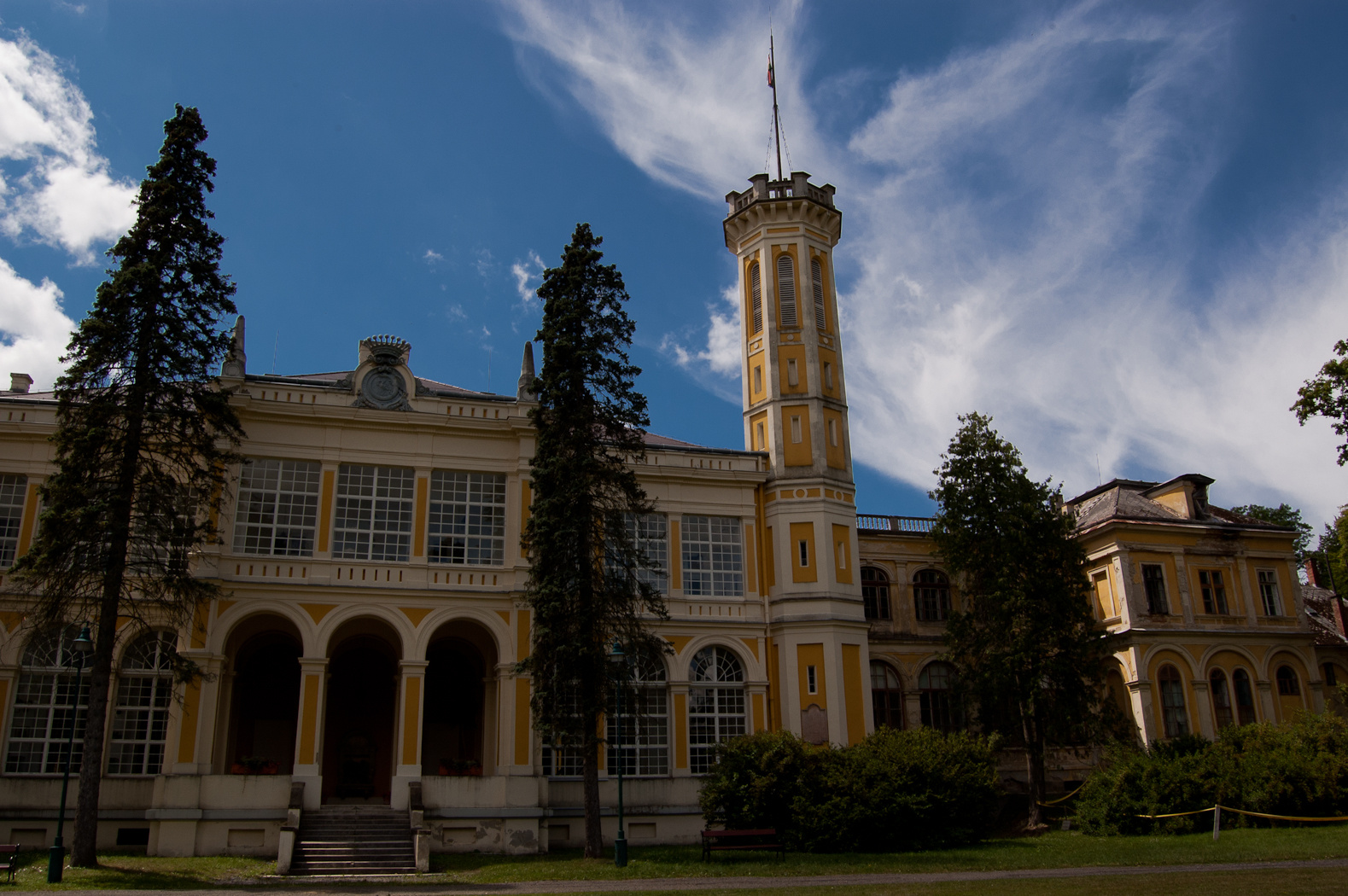
Károlyi-kastély, Füzérradvány
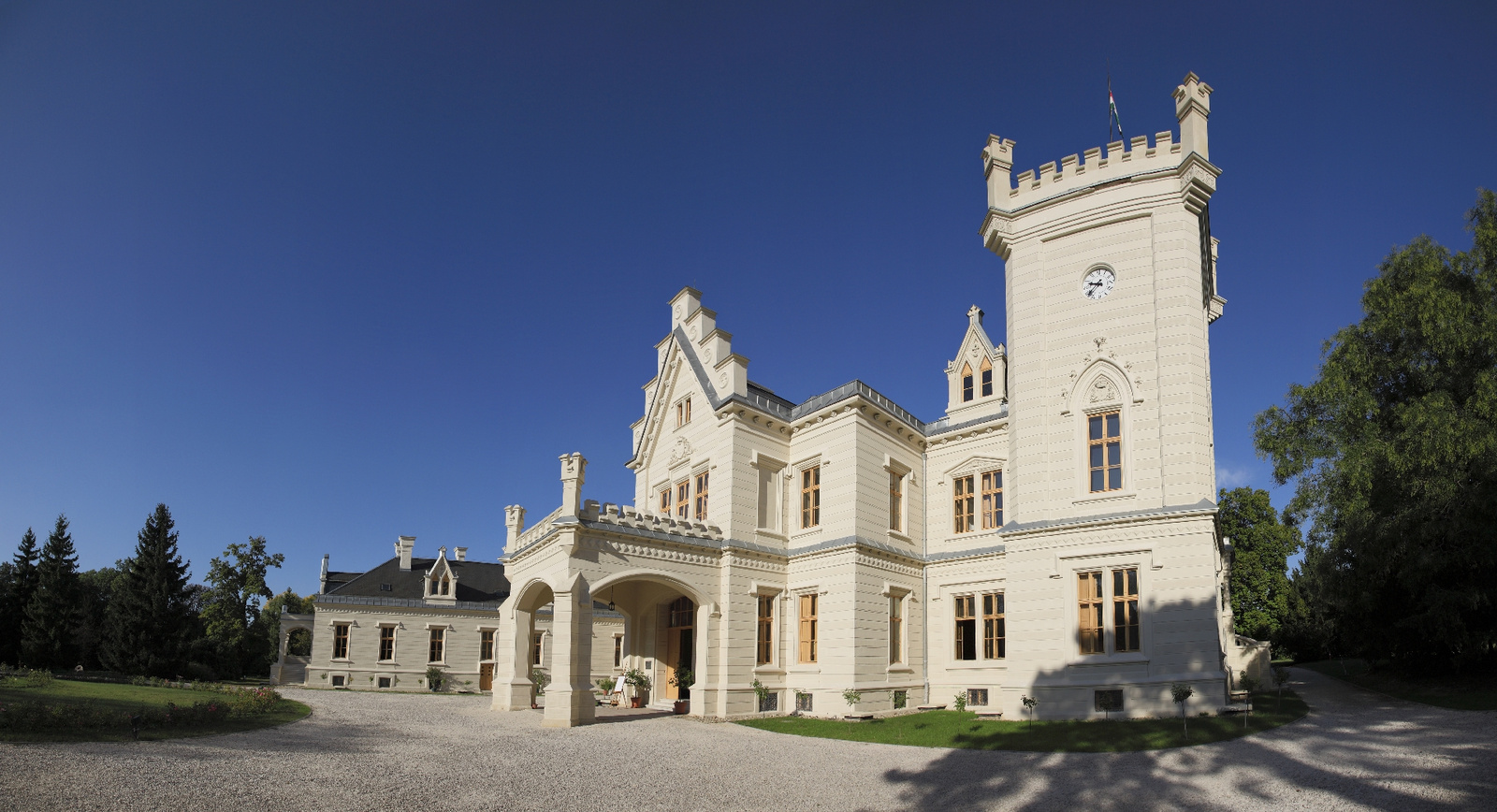
Nádasdy-kastély, Nádasdladány
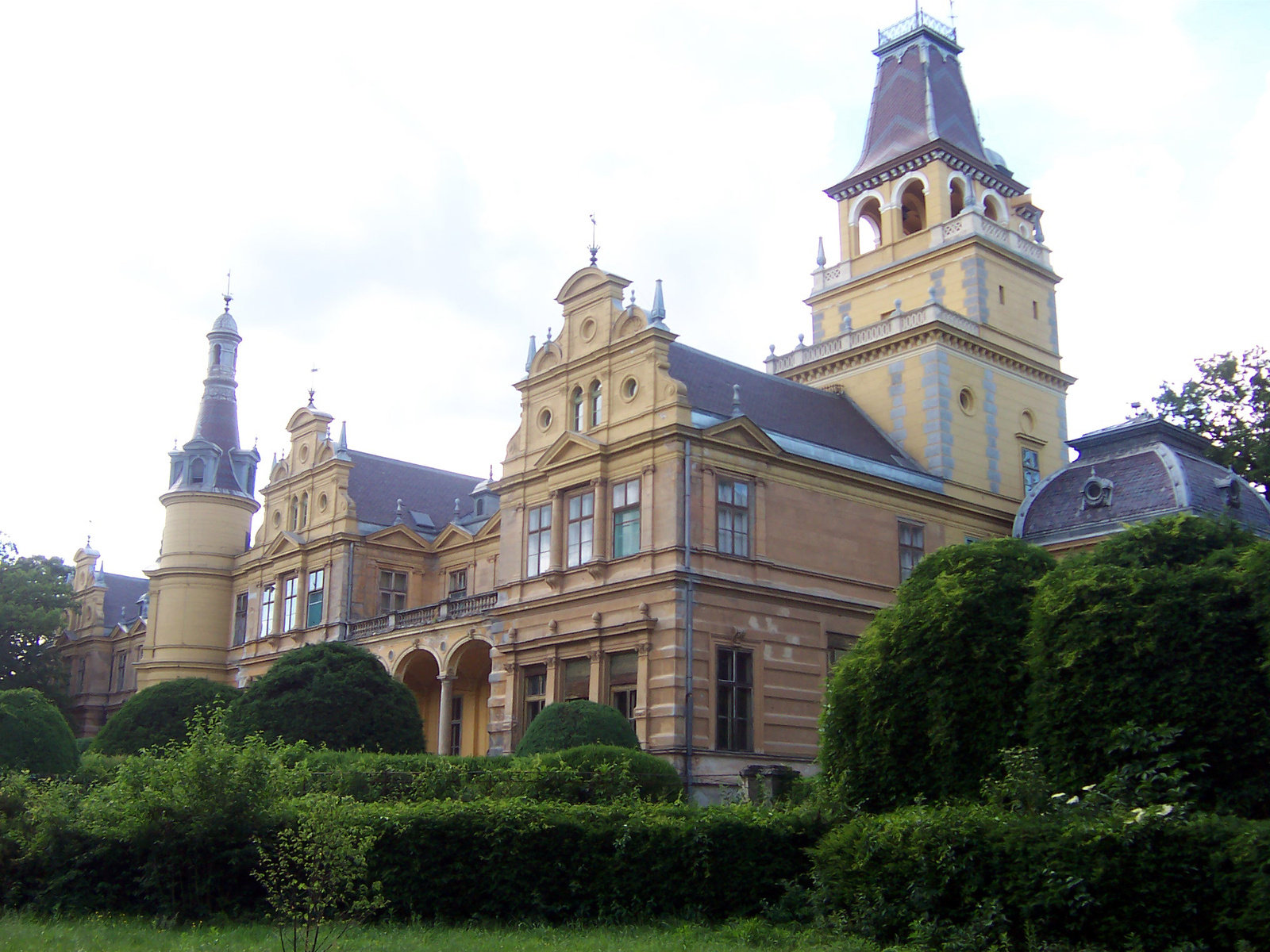
Wenckheim-kastély, Szabadkígyós
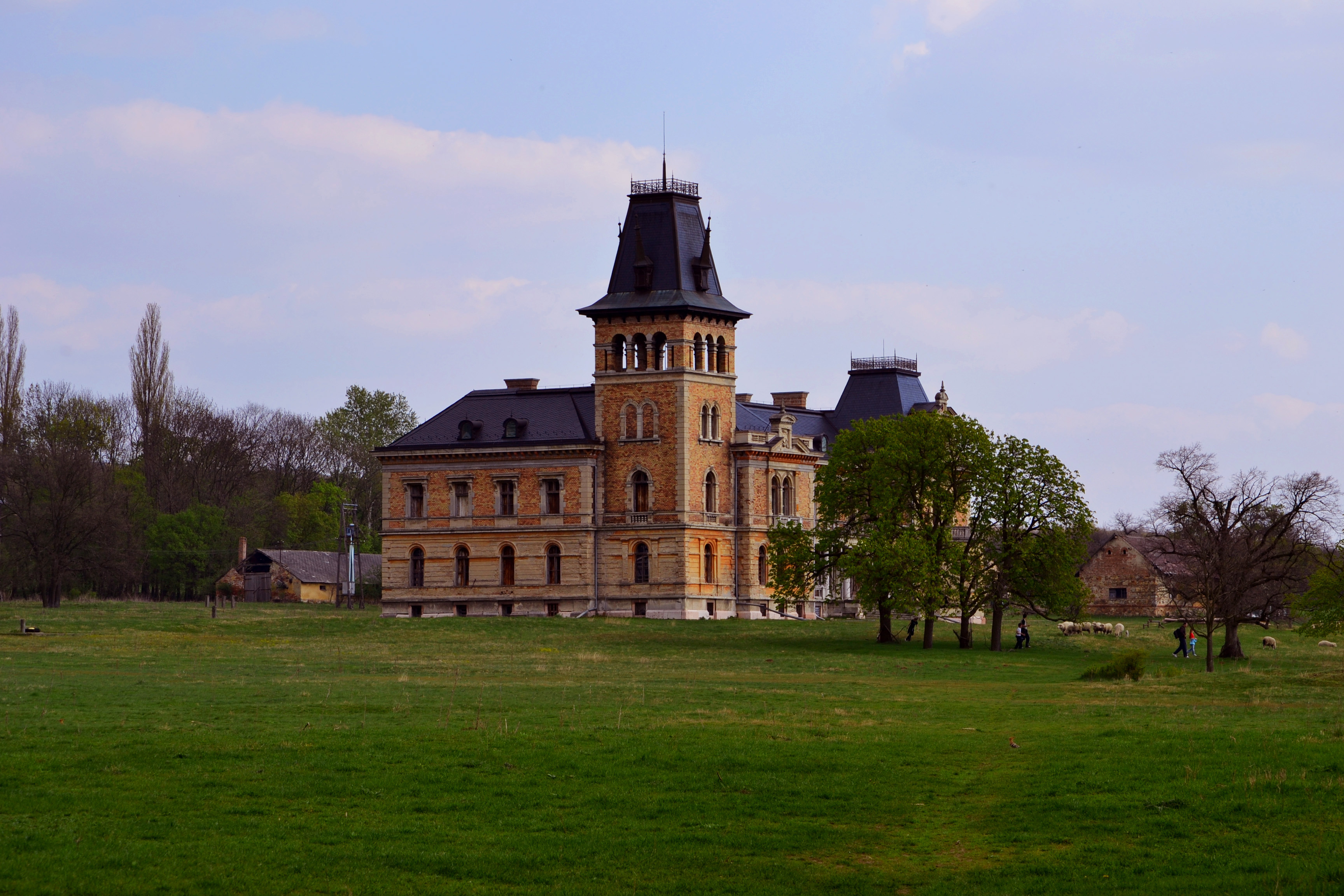
Kégl-kastély, Székesfehérvár-Csalapuszta
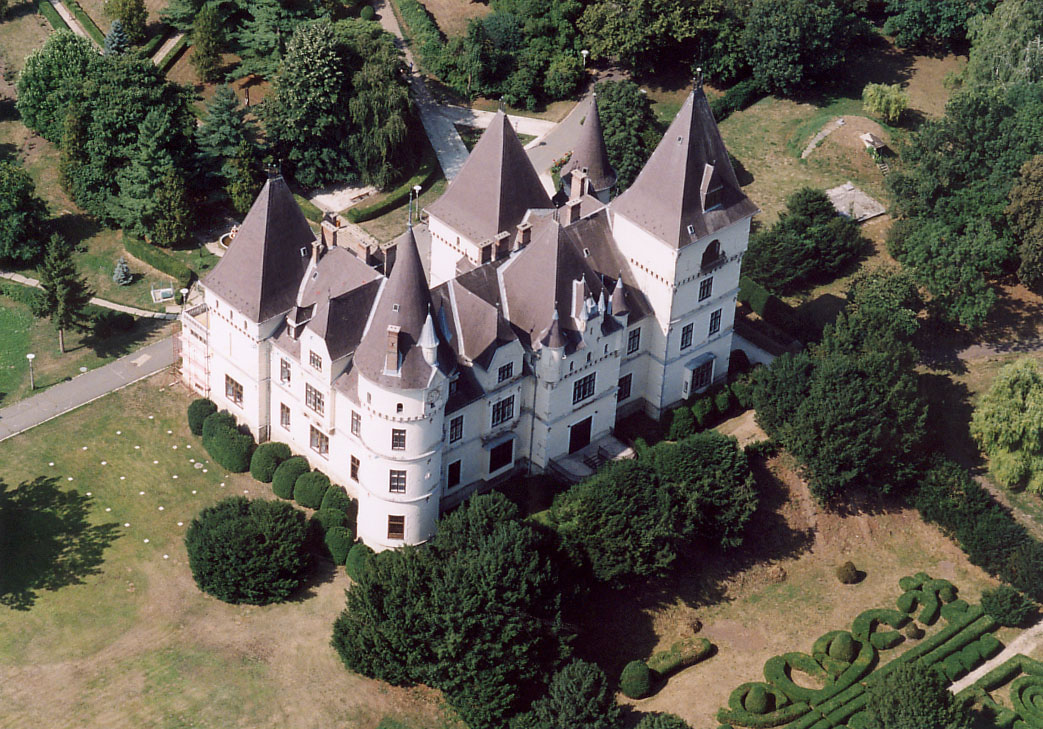
Andrássy-kastély, Tiszadob
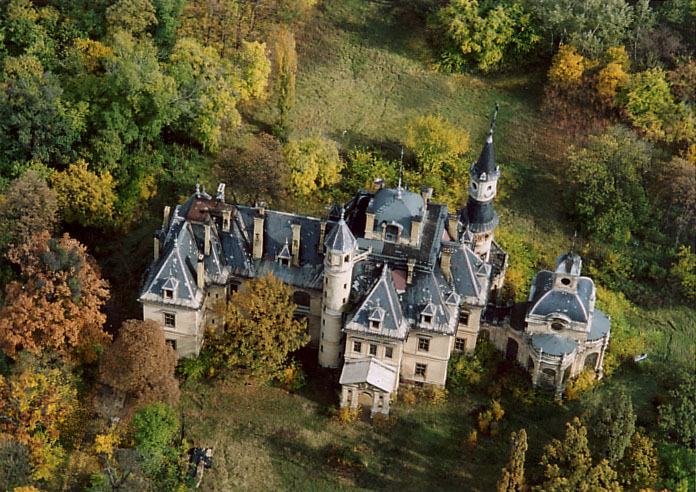
Schossberger-kastély, Tura
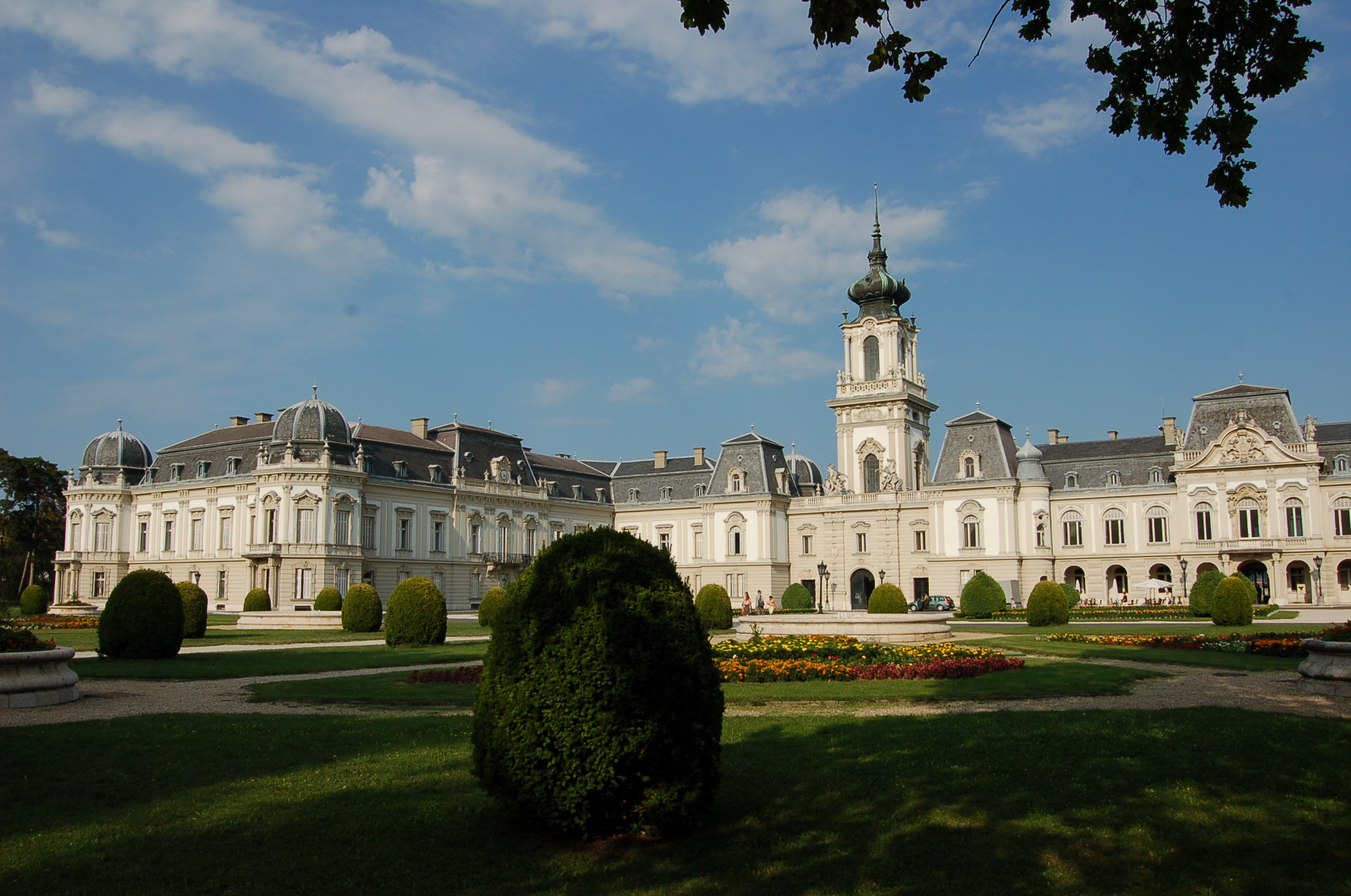
Festetics-kastély, Keszthely
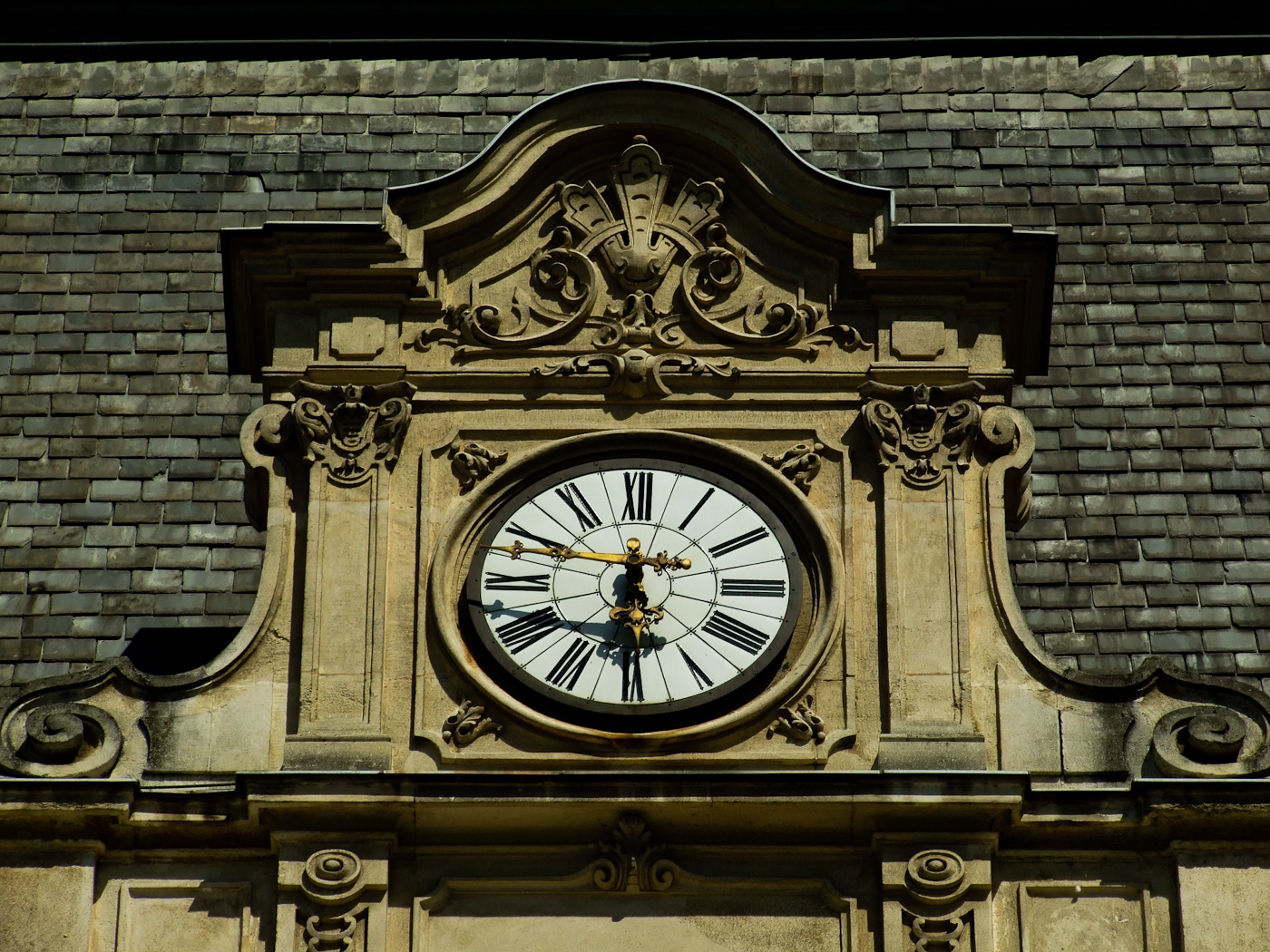
A keszthelyi Festetics-kastély homlokzatának részlete
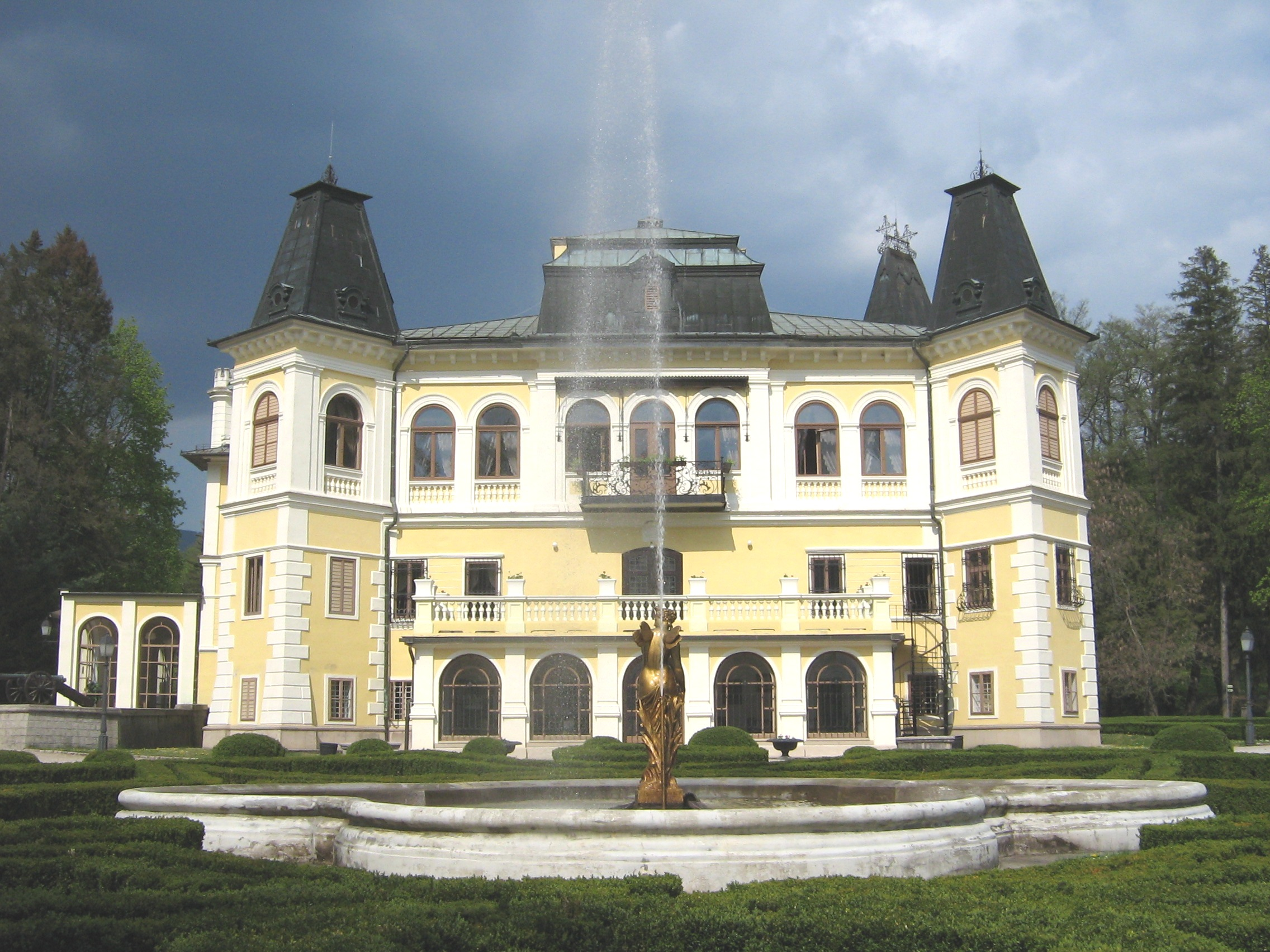
Andrássy-kastély, Betlér
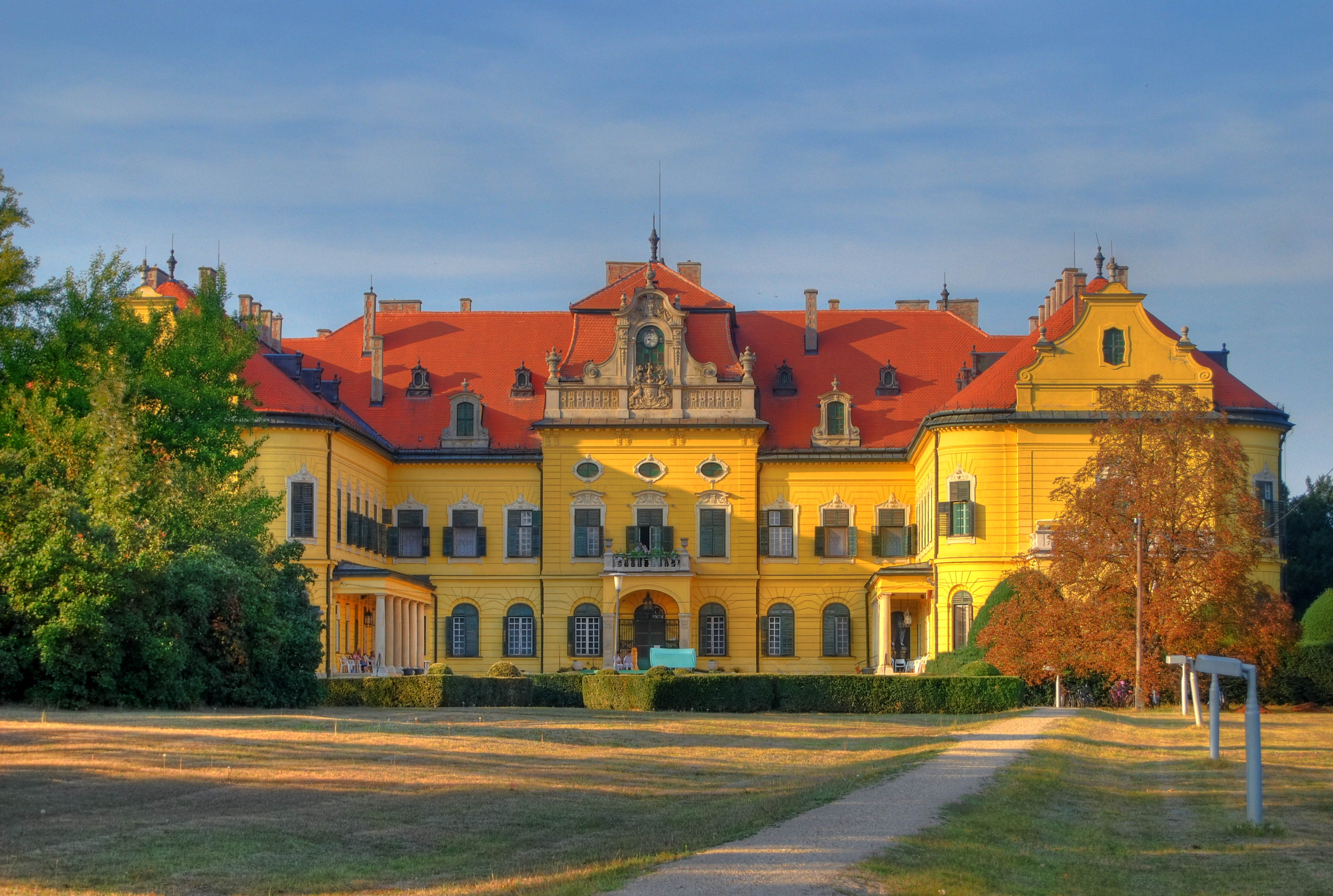
Károlyi-kastély, Nagymágocs

## Vallási célú épületek

### Templomok

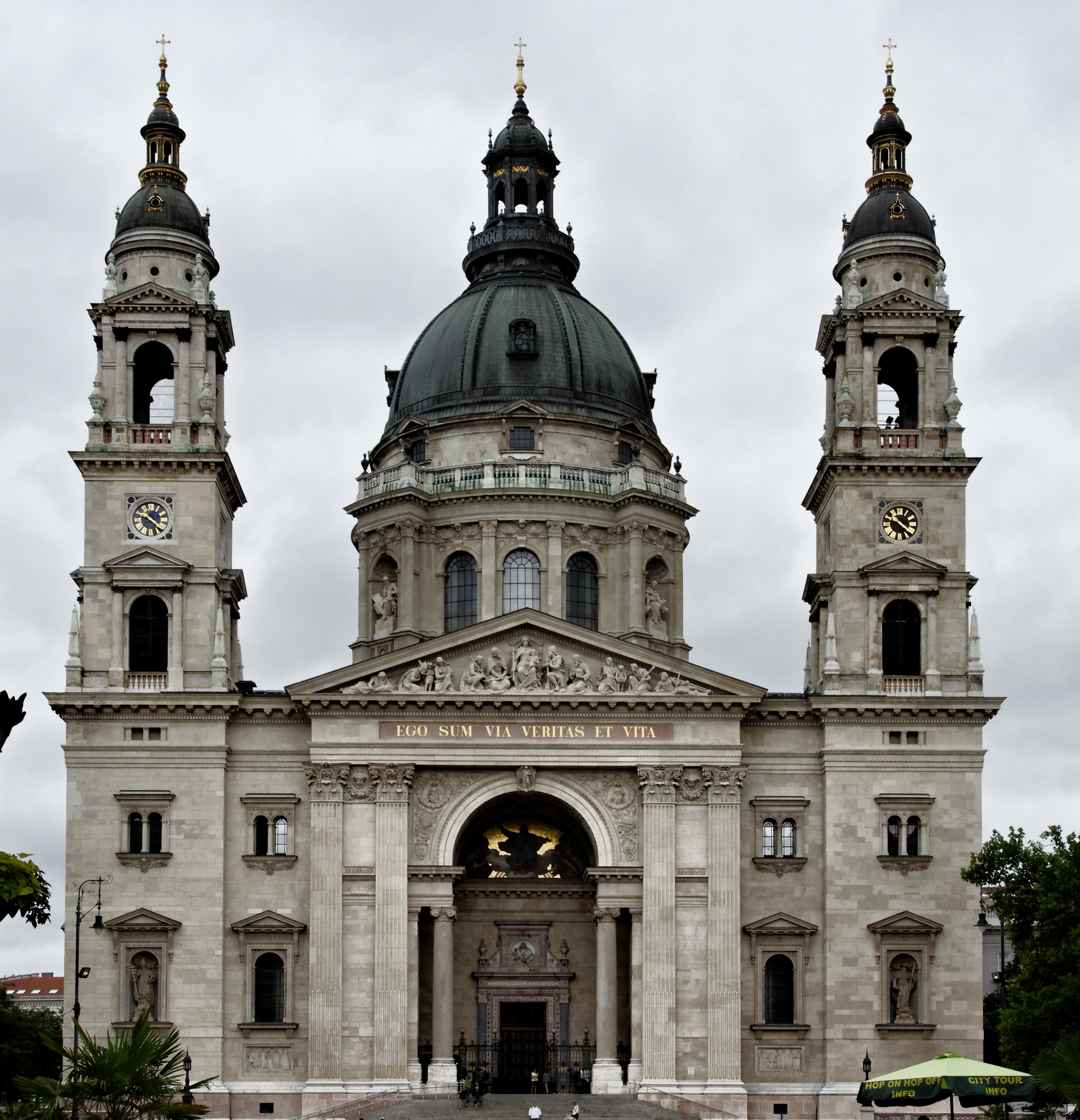
Szent István-bazilika, Budapest

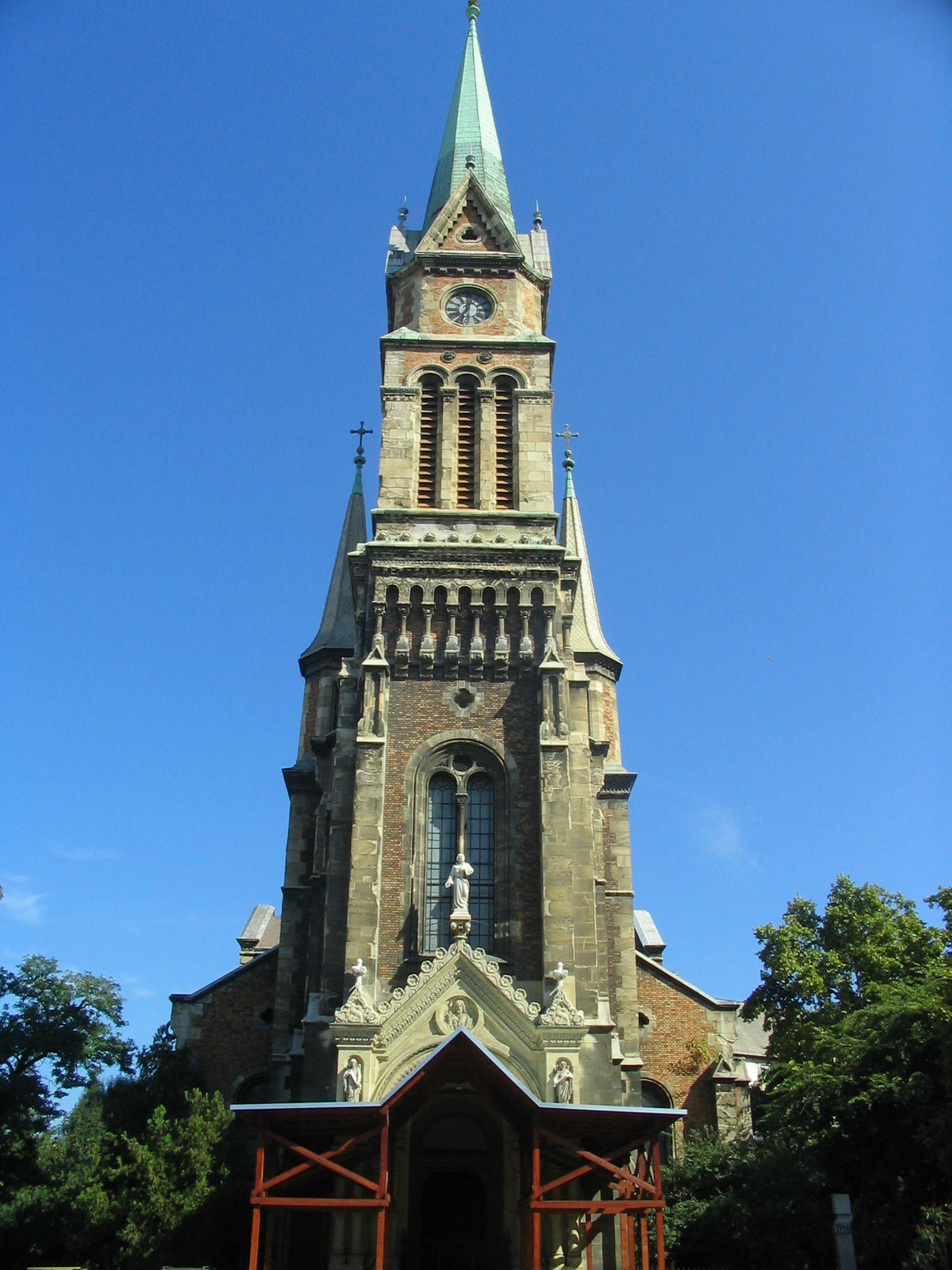
Assisi Szent Ferenc-templom, Budapest

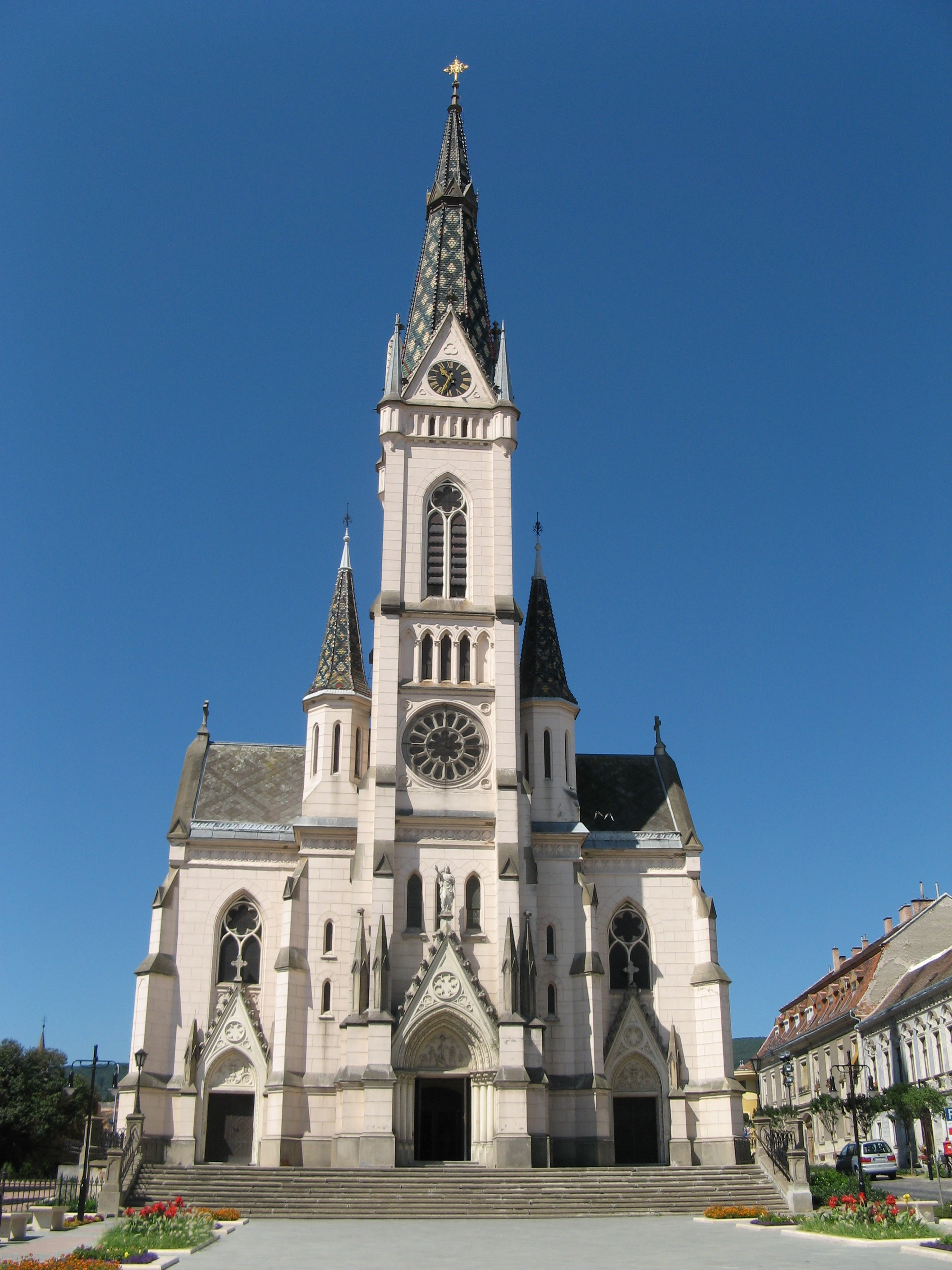
Jézus Szíve-templom, Kőszeg

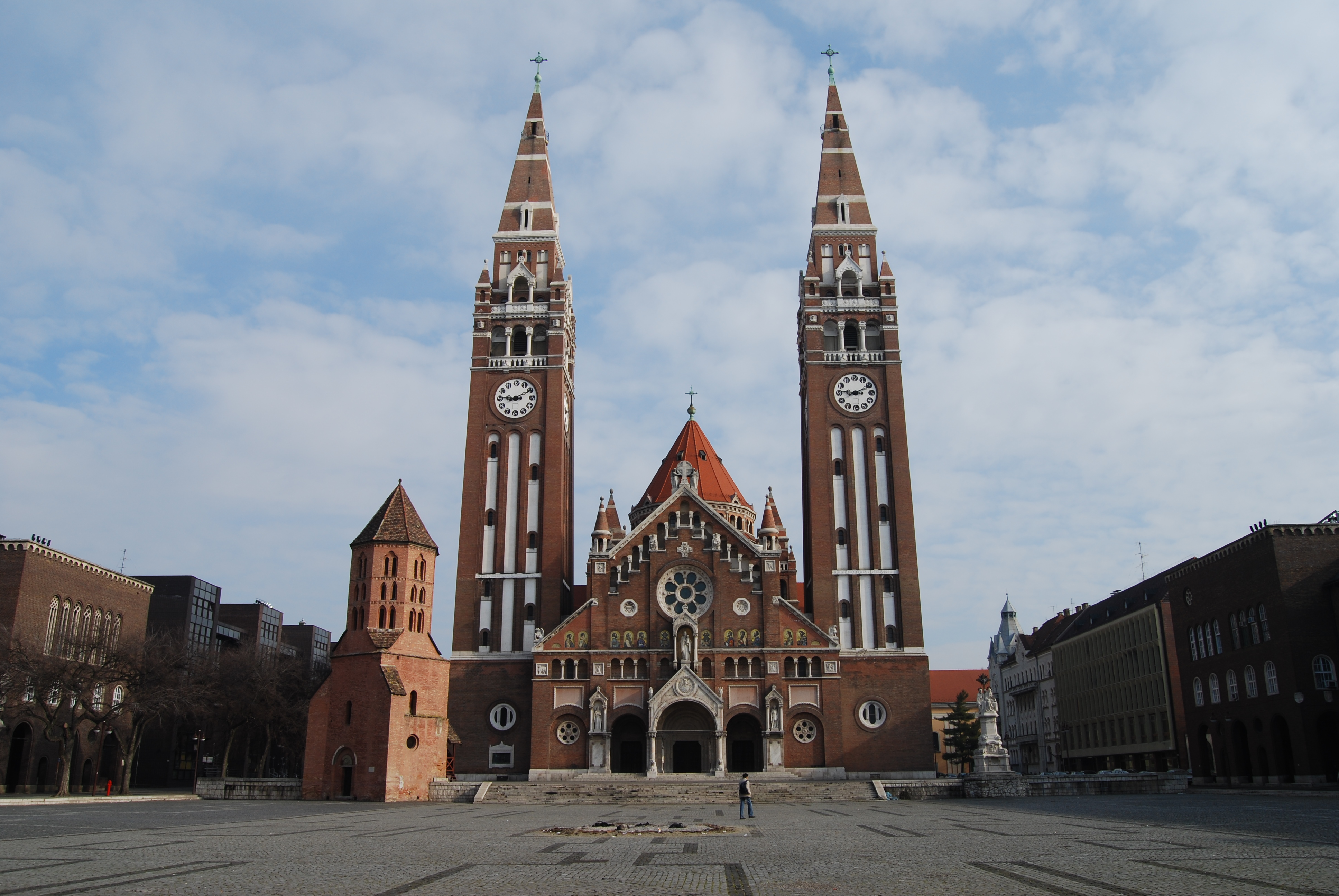
Fogadalmi templom, Szeged

A historizáló építészet idejére végképp megszűnnek a keresztény felekezetek közötti különbségek. A leginkább közkeletű stílus a neogótika: Pecz Samu ennek elemeit használva építette meg az unitáriusok budapesti templomát és bérházát 1890-ben, a Szilágyi Dezső téri református templomot 1894–96 között, és a fasori evangélikus templomot 1905-ben. Neogótikus a meggyilkolt Erzsébet királyné emlékére emelt, 1908-ra elkészült Üllői úti római katolikus Örökimádás-templom is. (A tervező, Aigner Sándor legfőbb vetélytársa itt Friedrich von Schmidt egy másik tanítványa, Hofhauser Antal volt, aki utóbb az 1915-re elkészült Thököly úti Rózsafüzér királynéja-templomnál mutathatta meg, mit tud a gótikáról.) A történelmi reminiszcenciák nem gátolták meg a tervezőket abban, hogy innovatívan alkalmazkodjanak a kényszerítő körülményekhez: Pecz az unitáriusok kápolnáját például a második emeletre helyezte, hogy a telket gazdaságosabban ki tudja használni.
A két világháború között a neogótika helyébe a neobarokk lép, elsősorban Wälder Gyula és Kotsis Iván templomépítő tevékenységének köszönhetően, igaz, utóbbi francia neoromán stílusban tervezi a Regnum Marianum utóbb felrobbantott Magyarok Nagyasszonya-templomát a Városligetben. Neoromán stílusban építi Möller István is a Lehel téri Árpád-házi Szent Margit templomot, de más okból: a korábban általa helyreállított zsámbéki templom mintájára, annak életnagyságú „modelljeként”. A korszak protestáns templomainál, elsősorban Sándy Gyula hatására megjelenik a pártázatos felvidéki reneszánsz hatása is. Neoklasszicista stílusban, kimondottan az esztergomi bazilika mintájára épül a Rezső téri Magyarok Nagyasszonya-templom (Kismarty-Lechner Jenő, 1931), és a stílus hatását mutatja a Pozsonyi úti Hálaadás református templom is (Tóth Imre és Halászy Jenő, 1937–40).

#### A kor kiemelkedő templomépületei (az építés időrendjében)
- Szent István-bazilika, Budapest (1851–1905) – Az 1838-as árvíz emlékére emelt templom tervezését Hild József kezdte el, de mai, neoreneszánsz külső képét Ybl Miklósnak köszönheti, a belső befejezését pedig Kauser József felügyelte. Az évtizedek során az épülő templom stílusában egyre távolodott az eleinte előképként szolgáló esztergomi és egri székesegyházaktól. Az eredetileg tervezett, oszlopos főbejárati portikusz helyett végül Leon Battista Alberti mantovai Szent András-székesegyházának mintájára készült el a szokatlan, félkör záródású fülkébe helyezett főbejárat. A kupola előképei között említhető a londoni Szent Pál-templomé, Christopher Wren munkája,[35] valamint a párizsi Invalidusok dómja. A homlokzati szobrokat Fessler Leó faragta, a kapu feletti mozaikot Than Mór tervei alapján a velencei Salviati cég készítette, akárcsak a kupola mozaikját (itt Lotz Károly volt a tervező). A belső dekorációján a kor legnevesebb képzőművészei dolgoztak, többek között Benczúr Gyula, Strobl Alajos, Fadrusz János és Senyei Károly.
- Mátyás-templom, Budapest (újjáépítés: 1874–1896) – A 13. században alapított, többször át- és újjáépített templom a legutóbbi, Schulek Frigyes által vezetett rekonstrukció során nyerte el mai képét. Alapvetően Schulek munkája a templom mai képe, a gazdagon díszített neogótikus homlokzattal, amely részben (például a toronyablakok esetében) a megtalált eredeti formákra támaszkodik. A belső gazdag neogótikus berendezése, Lotz Károly, Székely Bertalan és Zichy Mihály festményei és freskói, valamint Mikula Ferenc és Hausen István szobrai szintén ekkor készültek.
- Székesegyház, Pécs (újjáépítés: 1877–1891) – A középkori-barokk templomot csaknem teljesen újjáépítették a kor neves bécsi mestere, Friedrich von Schmidt tervei alapján. A négytornyos, új épület felépítésében a német, formáiban az olasz romantikát idézi. A hajó egyenes záródású mennyezetének a hildesheimi bazilika szolgált mintaként. A belső díszítését a bécsi Karl Andreä és Moritz von Beckerath, valamint Székely Bertalan és Lotz Károly készítették, a szobrászati munkákat Kiss Györgyre és Zala Györgyre bízták.
- Assisi Szent Ferenc-templom, Budapest (1867–1879) – Az 1838-as pesti árvízben megrongálódott ferencvárosi plébániatemplom helyén Ybl Miklós tervei alapján készült el az új. A neoromán részletformákat, de gótikus arányokat mutató, egyhajós, kereszthajóval bővített épület homlokzatán Ybl kedvelt párosításaként sóskúti mészkövet és sajtolt téglát alkalmazott. Az oltárképeket Than Mór és Lotz Károly festették.[36]
- Jézus Szíve templom, Kőszeg (1892–1894) – A neogótikus stílusú, háromhajós épületet a bécsi Ludwig Schöne tervei alapján emelték. A homlokzat közepén álló, 57 méter magas toronyhoz kétoldalt kisebb lépcsőtornyok csatlakoznak. A belső díszítőfestése Otto Kott munkája, a színes üvegablakok magyar szenteket ábrázolnak. Az oltárok Bécsben és Tirolban készültek. A korban már ritka kivételnek számít, hogy az épület szinte teljes egészében osztrák mesterek munkája.
- Szent Erzsébet-templom, Budapest (1893–1901) – Steindl Imre a Parlament munkálatainak vezetése mellett pályázott Erzsébetváros új plébániatemplomának tervezésére, majd (Pecz Samut és Aigner Sándort maga mögé utasítva) el is nyerte a megbízást. A hatalmas méretű, neogótikus templom homlokzatát sárga tégla borítja, amelyet faragott kőelemek és színes terrakotta szobrok díszítenek. A kéttornyos, háromhajós épület alapvetően a francia középkor ihletésében készült. A rendkívül gazdagon díszített belső tér ma is a kor legszínvonalasabbjai közé tartozik, bár a második világháborúban elpusztult üvegablakokat csak részben sikerült pótolni.
- Szilágyi Dezső téri református templom, Budapest (1894–1896) – A budai Duna-parton álló, vörös téglából épült, Zsolnay-kerámiacseréppel fedett épületet Pecz Samu tervezte. A református szertartásnak megfelelően Pecz kerülte a hosszhajós megoldást, helyette rendhagyó, ötszög alaprajzú hajót tervezett. A főhajó tömegéből négy szentélyszerű bővítmény ugrik ki, a tetőre pedig tízszögű kupola került.[37]
- Nagyboldogasszony-templom (Bátaszék) (1899–1903) – Az ország egyik legnagyobb vidéki neogótikus temploma, amely a mezőváros fejlődését demonstrálta. A középtornyos, egyhajós, kereszthajóval bővített téglaépület Hofhauser Antal munkája.
- Székesegyház, Veszprém (újjáépítés: 1907–1910) – A középkori eredetű, barokk köntöst viselő templomot szinte az utcaszintig elbontva neoromán székesegyházat „állított helyre” Aigner Sándor. A régi épületből csak a gótikus szentély és kripta maradt meg. A vakolt homlokzatú, nyugati toronypáros épület kazettás síkmennyezettel fedett hajójának falfestményeit Szirmay Antal készítette, a második világháborút követően készült üvegablakok Árkayné Sztehlo Lili munkái.
- Fogadalmi templom, Szeged (1914–1930) – Az 1879-es nagy szegedi árvíz emlékére emelt székesegyházé az utolsó nagy historizáló templomépítkezés Magyarországon. A helyszínt 1883-ban választotta ki a városvezetés, az első terveket pedig neoromán stílusban Schulek Frigyes készítette. Ezeket később Foerk Ernő dolgozta át, a Schulek által alkalmazott fehér kőburkolatot tégla-kőre cserélve. A nagyszabású épület széles homlokzatának két szélén 93 méterre nyúló tornyok állnak, összképét ezek mellett a kereszthajónál elhelyezett, nagyméretű kupola uralja. A belsőt többek között Róth Miksa és Zsellér Imre üvegablakai díszítik. Stílusában igen hasonló Foerk másik nagyszabású és ugyancsak 1930-ra elkészült műve, a budapesti Babér utcában álló Szent Mihály-plébániatemplom.

### Zsinagógák
A historizmus orientalizáló, mór stílusú zsinagógaépítészetének meghatározó korai példái a romantikus építészethez is sorolható Dohány utcai zsinagóga (Ludwig Förster, 1854–59), valamint a Rumbach utcai zsinagóga (Otto Wagner, 1869–1872).
A kor zsinagógaépítésének kiemelkedő alakja Baumhorn Lipót, aki több mint húsz önálló épületet tervezett erre a célra. Baumhorn 1883–1894 között Lechner Ödön és Pártos Gyula irodájában dolgozott, és korai korszakára a zsinagógaépítészet hagyományosnak tekinthető orientalizmusa és a historizáló elemek ötvözése a jellemző. Ide sorolható a Dohány utcai zsinagóga hatását mutató esztergomi (1888), a mára lebontott fiumei (1895) és nagybecskereki (1896), a temesvári (1899), a szolnoki (1898), a pesti lipótvárosi zsinagóga terve (1899, nem épült meg) és a főművei közé sorolható a szegedi Új zsinagóga (1900–1902). Utóbbit nemcsak mérete, de rendkívül gondos kidolgozása és gazdag dekorációja is kiemeli a sorból. Alaprajza Baumhornra jellemző módon görögkeresztet formál, egyforma hosszúságú hajókkal. A középrész felett összetett, gazdag díszítésű kupola emelkedik. A templom üvegablakai Róth Miksa műhelyében készültek.
A 20. század első éveiben Baumhorn továbbra is mór stílusú zsinagógákat tervez, szép példája ennek a korszakának a brassói zsinagóga. A tízes évektől aztán munkáin egyre erőteljesebben jelennek meg a szecesszió formajegyei.

## Alkalmi építmények, ideiglenes épületek
Az 1851-es londoni világkiállítás sikere nyomán a 19. században nagy népszerűségnek örvendtek a korszak tudományos, művészeti és kereskedelmi eredményeit bemutató nemzetközi tárlatok és rendezvények. A Párizsban sorozatban rendezett világkiállításokon rendszeres látogatók voltak a magyar építészek: 1867-ben Hauszmann Alajos és Schulek Frigyes töltött hónapokat a városban a kiállítás apropóján, az 1878-as párizsi világkiállításnak Schickedanz Albert személyében akadt magyar szakmai látogatója. A század második felének világkiállításai számos magyarnak hoztak kiállítóként is sikereket. Az 1873-as bécsi világkiállításon például művészeti éremmel tüntették ki a pesti Andrássy út beépítésének gipszmakettjét, az 1900-as párizsin pedig Hauszmann Alajos Grand Prix-t nyert a királyi palota Szent István-termének terveivel és a berendezés egyes darabjaival.
Az 1900-as párizsi világkiállításra elsőként épült önálló magyar pavilon; Bálint Zoltán és Jámbor Lajos alkotásában, amely a Vajdahunyad vára mintájára hazai történeti épületek mixtúrája, többek között Róth Miksa és Jungfer Gyula munkáit is díjjal ismerték el. Magyarország részt vett az 1902-es torinói, az 1904-es St. Louis-i, az 1906-os milánói és az 1911-es torinói világkiállításokon is, de az ezeken emelt pavilonok már egyértelműen a szecesszió hatását mutatták.

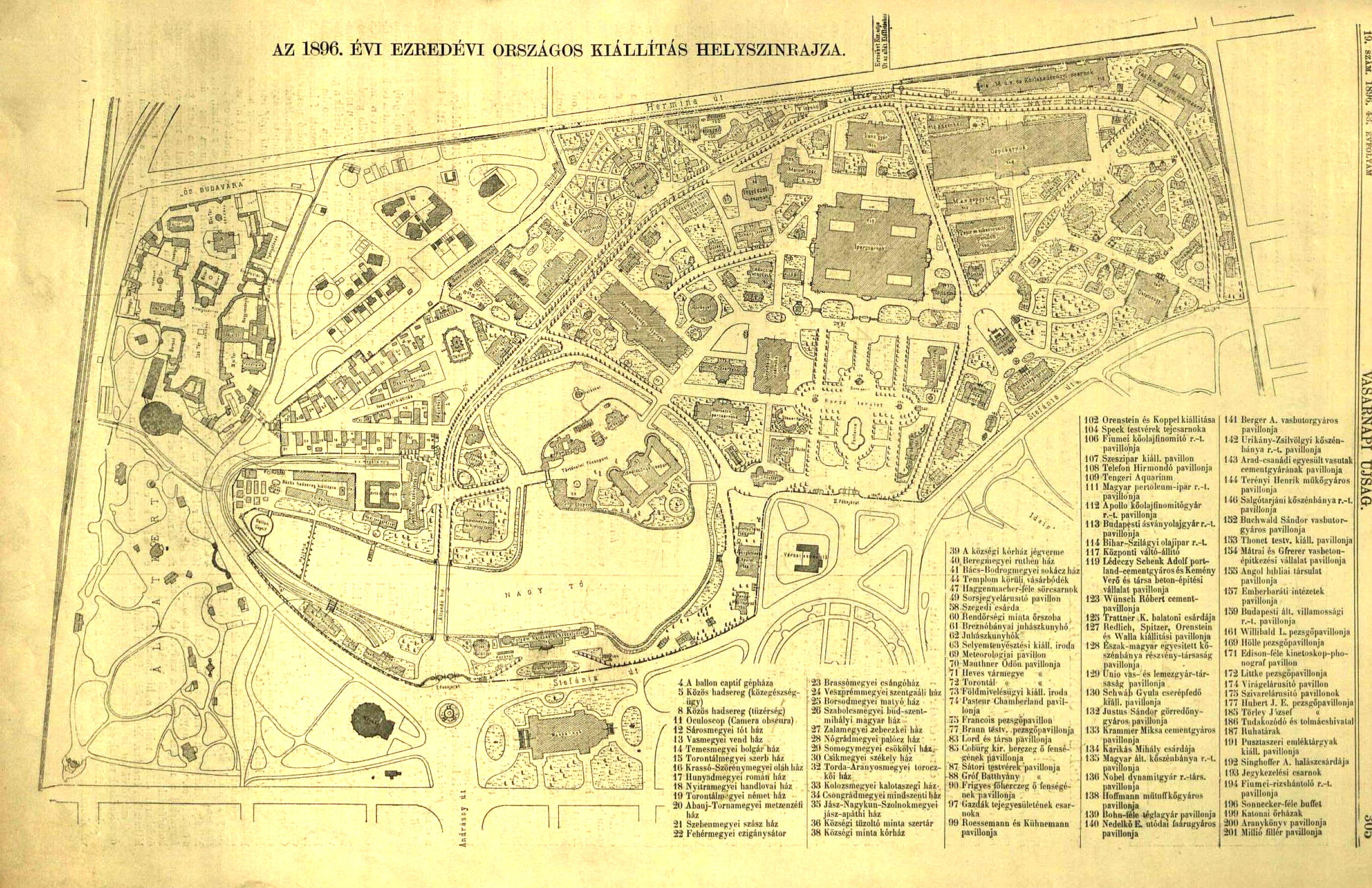
Az Ezredévi Kiállítás térképe

A historizáló építészet igazi seregszemléje volt viszont az Osztrák–Magyar Monarchia történetének egyik legnagyobb szabású eseménye, az 1896-os millenniumi ünnepségek részeként megrendezett Ezredévi Kiállítás a Városliget területén. Előzménye, mondhatni főpróbája az 1885-ös Országos Általános Kiállítás volt; erre épült többek közt Ulrich Keresztély tervei alapján a nagyméretű Iparcsarnok, amely egészen a második világháborúig szolgálta eredeti célját, valamint a Városligetben ma is álló, Zsolnay-majolikával díszített Olof Palme-ház (az ünnepségek alatt egészségügyi pavilonként működött). Az 1896-os eseményre a Liget nagyobbik része, ha ideiglenes jelleggel is, de beépült: 240 pavilon állt a kiállítás területén. A kiállítás szenzációi közé tartozott az Alpár Ignác tervei alapján emelt Vajdahunyad vára, a történelmi kiállítás főcsoportja, valamint az Oskar Marmorek bécsi építész munkájaként létrejött szórakoztatónegyed, az ugyancsak történeti épületeket vegyítő Ősbudavára. A kiállítás építésében a kor számos meghatározó építésze részt vett: Baumhorn Lipót, Ray Rezső, Czigler Győző, Komor Marcell, Kármán Aladár és Ullmann Gyula, Korb Flóris és Giergl Kálmán, Láng Adolf, Jakab Dezső stb.
Az átmeneti jelleggel épült pavilonok közül több állandó funkciót kapott. A Műcsarnok alapvetően maradandónak készült. A kiállítás igazgatósági épületéből lett a Műjégpálya mai kiszolgáló épülete, a Pfaff Ferenc tervezte Közlekedésügyi Csarnokban a Közlekedési Múzeumot, a Vajdahunyad várában a Mezőgazdasági Múzeumot helyezték el. A Horvát–Szlavón Királyság által épített négy pavilon közül a Korb Flóris és Giergl Kálmán tervei alapján épült, fémszerkezetes képzőművészeti csarnokot a kiállítás után Zágrábban újra felépítették (a Fellner és Helmer közreműködésével), ma is kiállítási célokat szolgál. Frigyes főherceg kiállítási pavilonja ma a Gemenci Kirándulóközpont múzeuma a Duna–Dráva Nemzeti Park részeként.
A pavilonépítészet más kategóriájába tartoznak az öntöttvas kerti, parki zenepavilonok. A Székesfehérváron az 1879-es országos kiállításon megtekintett, Oetl Antal vasöntőgyárában, Platzer Antal tervei alapján készült zenepavilont gróf Zichy Jenő megvásárolta. Azóta is eredeti helyén, a város egyik közparkjában tekinthető meg.

## Ipartelepek, gyárak

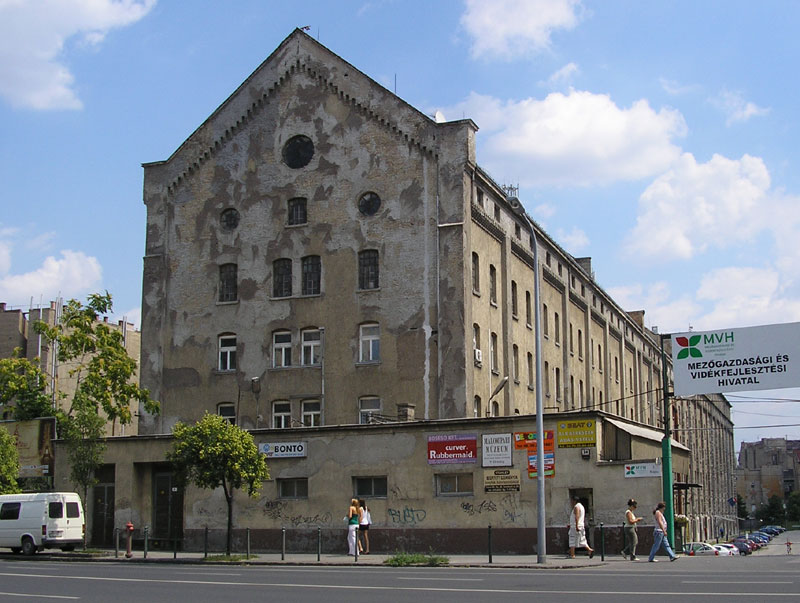
Malomépület a budapesti Ferencvárosban

A Monarchia gyorsan fejlődő gyáriparának igen jelentős épületegyüttesei maradtak az utókorra, igaz, a legtöbb esetben eredeti funkciójukat veszítve. A historizáló ipari építészet kevés megmaradt emléke közé tartozik az Alpár Ignác tervei szerint épült Eisele-gyártelep nagycsarnoka a Váci úton 1891-ből. Új funkcióra várva részben ma is állnak az egykori Óbudai Gázgyár épületei, amelyek 1909–1913 között épültek Weiss Albert, Bernauer Izidor és Schön Győző tervei alapján. Ugyancsak fennmaradt az 1895-ben jelentősen bővített óbudai Magyar Hajó- és Darugyár több gyártócsarnoka, jellegzetes téglahomlokzatokkal, fémszerkezetű tetővel.
A korszak malomiparának jelentős emlékei a Ferencvárosban még álló malomépületek, mint a Concordia Gőzmalom vagy a Ferencvárosi „Király” Gőzmalom. Ennek az iparágnak vidéken is fennmaradtak jelentős emlékei; ilyen például a békéscsabai István Gőzmalom.
A Monarchia gyártelepei közül ritka kivételként nemcsak áll, de eredeti célját szolgálja az 1893–94 között épített Káposztásmegyeri vízműtelep.
Igazi különlegesség a pécsi Zsolnay porcelángyár több évtizeden keresztül bővített, a gyártulajdonosok lakóházait is tartalmazó épületegyüttese, amely 2010–11-ben Zsolnay Kulturális Negyed néven kapott új funkciót, átfogó felújítást és bővítést követően.

## Mezőgazdaság, élelmiszeripar

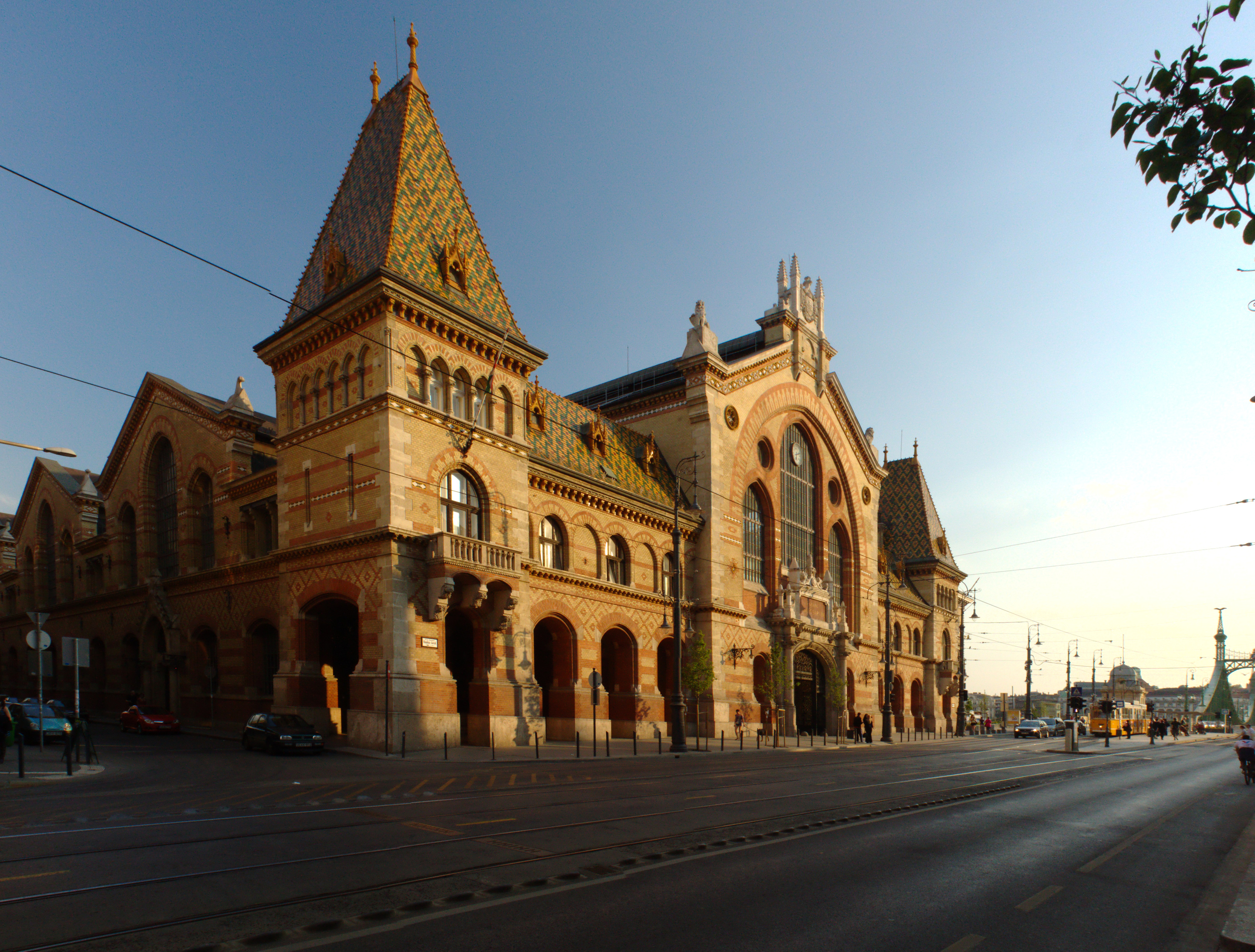
A Központi Vásárcsarnok Budapesten

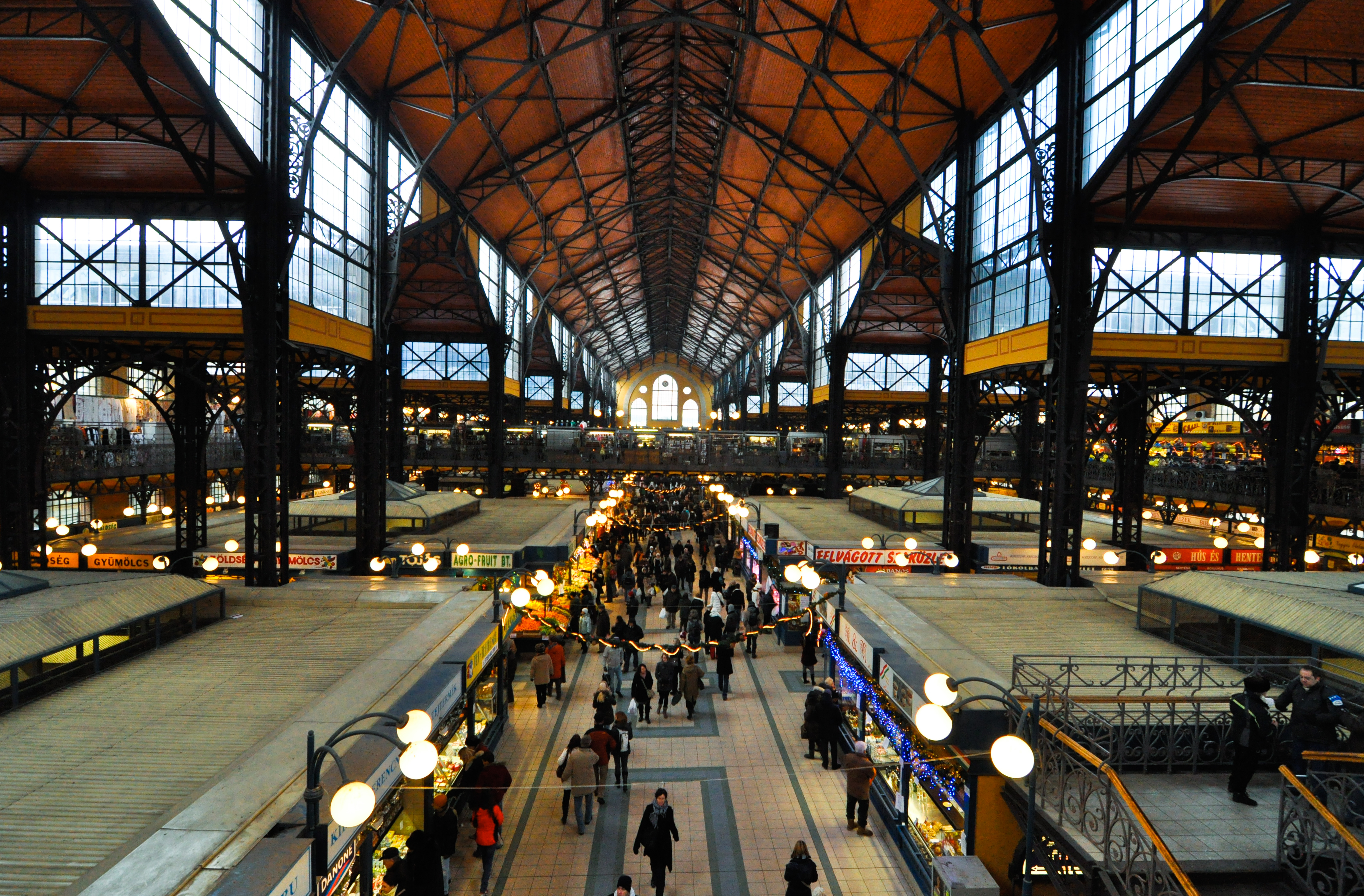
A Központi Vásárcsarnok árusítótere

A főváros első közvágóhídja 1872-re készült el Julius Hennicke porosz királyi építész tervei alapján és vezetésével. A gondosan megkomponált komplexum központi eleme a víztorony, amelynek felső részében 185 köbméteres kovácsoltvas tartályt helyeztek el. A következő évre a marhavásár 25 ezer négyzetméteres, faszerkezetű csarnokát is itt állították fel (a Borjúvásárcsarnok ma is meglévő csarnoka 1927-ben épült fel).
A főváros 1873-ban rendeletet alkotott, amelyben kilenc kerületi vásárcsarnok felépítését tűzte ki célul. A konkrét beruházásig azonban csak az 1890-es évek elején jutottak el. A Központi Vásárcsarnok megtervezésére, a Fővám téri helyszínre kiírt nemzetközi tervpályázatot 1892-ben Pecz Samu nyerte, aki még két évig dolgozott a terveken. Az épület kivitelezése 1894-ben kezdődött és két évig tartott. A fémszerkezetet a Schlick-féle vasöntöde, a kerámiaelemeket és a tető anyagát a Zsolnay-gyár szállította, a fémmunkák kivitelezésében Svadló Ferenc és Jungfer Gyula működött közre. A sajtolt téglával burkolt homlokzat historizáló modorban díszített, a belső azonban praktikus és könnyen áttekinthető. A Ferenc József által átadott Központi Vásárcsarnokkal párhuzamosan négy másik is elkészült: a II-es számú a Rákóczi téren (tervezők: Rozinay István és Klunzinger Pál), a III-as számú a Klauzál téren (Kommer József és Klunzinger Pál), a IV-es a Hunyadi téren és az V-ös a Hold utcában (az utóbbiak tervezője, egyben az előző kettő építésének művezetője Czigler Győző). A VI-os számú csarnok Budán, a Batthyány téren épült fel 1900–1902 között, Klunzinger Pál tervei alapján.

## Közlekedés, infrastruktúra

### Vasút
A kiegyezés évében, 1867-ben 2160 kilométer vasút volt Magyarországon. 1900-ra ez 17 400 kilométerre nőtt. A hatalmas ütemű fejlődés vasútállomások százainak felépítésével járt, általában típustervek alapján. Az egyes városi nagypályaudvarok azonban mindig egyedi tervek nyomán készültek.
Az 1846-ban megnyitott első magyarországi vasútvonallal egyidőben átadott pesti Indóház helyén 1874–77 között épült fel az új Nyugati pályaudvar, úgy, hogy közben a vasúti közlekedés zavartalanul folyt. Az épületet Auguste de Serres, az Osztrák Államvasút Társaság igazgatója tervezte, a vasszerkezetet Gustave Eiffel irodájában tervezték és az iroda irányításával kivitelezték. A személycsarnokot két oldalról egy-egy háromemeletes pavilon fogja közre, keleti oldalához két kisebb csarnok, nyugati oldalához pedig királyi váróterem csatlakozik.

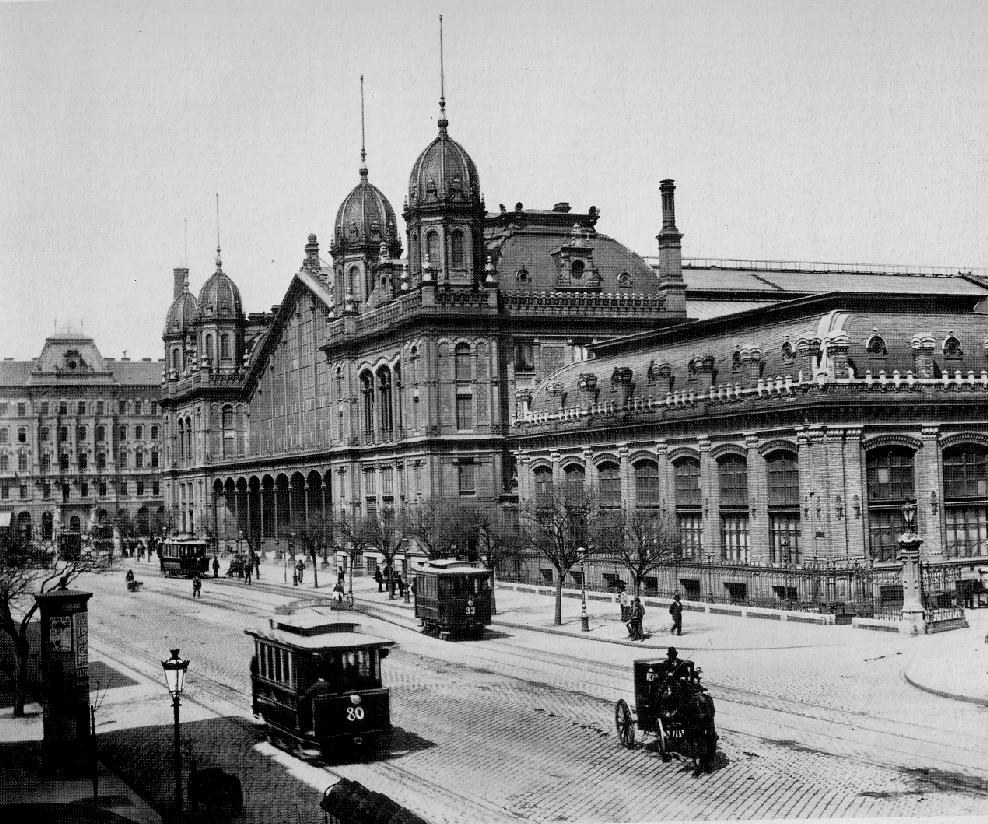
A Nyugati pályaudvar Budapesten

1881–84 között épült fel a főváros másik fejpályaudvara, a Keleti pályaudvar. Épületét Rochlitz Gyula tervezte, aki a főhomlokzatot diadalívszerűen képezte ki, az előreugró középrizaliton James Watt és George Stephenson szobraival. A csarnok szerkezete Feketeházy János munkája.
A korszak vasúti építészetében kiemelkedő szerep jutott a Magyar Államvasutaknál dolgozó Pfaff Ferencnek, aki többek között a miskolci Tiszai pályaudvar, a szegedi Nagyállomás, a pécsi pályaudvar, az elpusztult debreceni pályaudvar tervezője.
1874-ben adták át rendeltetésének a 2,8 kilométer hosszú, gőzüzemű, egy vágányon közlekedő fogaskerekű vasutat. A Városmajortól a Svábhegyre közlekedő vonal a világ harmadik ilyen típusú vasútja volt. A két végállomást Walser Frigyes tervezte. A svábhegyi, ma is meglévő favázas építményhez igen hasonló a zugligeti villamos-végállomás épülete, Budapest 1887-ben beindított villamosközlekedésének jelentős emléke. A villamos hamar nagy népszerűségre tett szert Magyarországon, számos vidéki városban is megjelent.
Az Andrássy úton az első évtizedekben omnibusz járt, de a század vége felé a városvezetés kéregvasút kialakítását határozta el. Az építkezés 1894. augusztus 13-án kezdődött, és 1896. május 2-án a 3,7 kilométer hosszú Millenniumi Földalatti Vasutat átadták rendeltetésének, a kontinens városai közül elsőként. A teljes hosszból eredetileg 3200 méter volt földalatti alagút, kilenc föld alatti és két felszíni állomással. A megállókat Zsolnay-kerámiával burkolták, a lejáratokhoz ugyanebből készült, díszes pavilonokat állítottak (ezeket már az 1910-es években elbontották). A millenniumi földalatti vasút részben módosított pályán, de ma is közlekedik.

### Közút

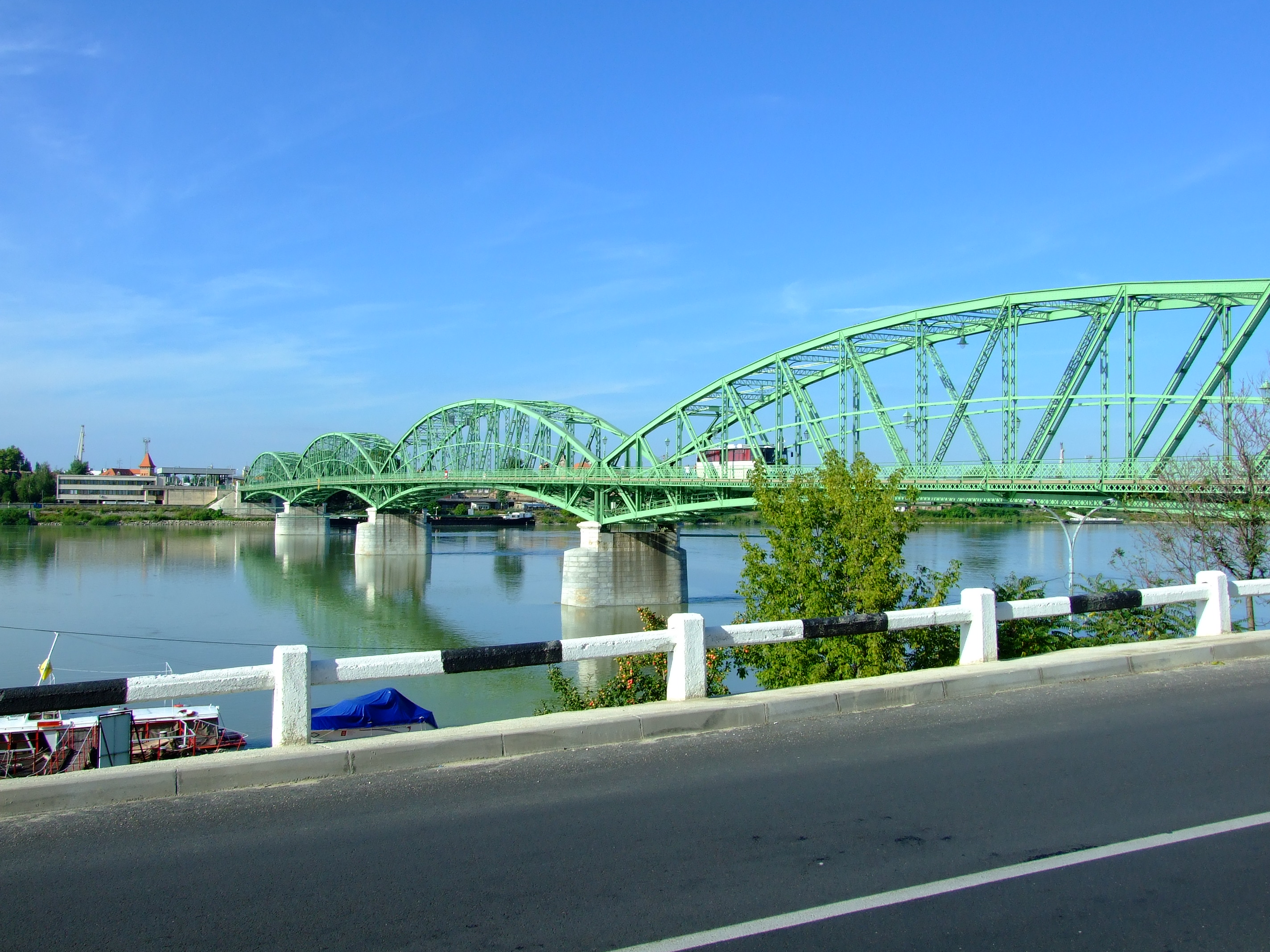
A komáromi Duna-híd

Négyévnyi építkezést követően 1876-ban adták át a főváros második állandó Duna-hídját. A Margit híd Ernest Goüin francia mérnök tervei alapján épült, francia kivitelezésben. Szigeti szárnyhídja 1899–1900-ban épült meg. A hazai mérnökképzés fejlődését, egyben a nemzeti szempontok előtérbe kerülését jól mutatja, hogy míg az angol tervek alapján elkészült első és a franciák tervezte második fővárosi Duna-híd után a harmadikat és a negyediket már hazai mesterek tervezték, egy 1893-as kormányhatározatot követően. A Szabadság híd 1894–96 között Feketeházy János tervei alapján épült meg, a Magyar Királyi Államvasutak Gépgyára kivitelezésében. Bár alakja függőhídra emlékeztet, valójában Gerber-csuklós gerendaszerkezet. Az Erzsébet híd 1898–1903 között valósult meg, terveit a Kereskedelemügyi Minisztérium hídosztálya készítette Czekelius Aurél vezetésével; az építész Nagy Virgil volt. A 290 méter hosszú függőhíd építése idején világszerte nagy visszhangot váltott ki.
A Szabadság hidat tervező Feketeházy János legismertebb hidász-mérnökeink közé tartozik. Az ő tervei alapján épült 1892-ben a komáromi Erzsébet Duna-híd. Ez volt az első közúti folyami híd sarló alakú rácsostartókkal; ez alapján készült 1894–95-ben az esztergomi Mária Valéria híd és a (II. világháborúban elpusztult, majd más formában újjáépített) bajai Duna-híd szerkezetét is.
Magyarország első vasbetonhídja a Joseph Monier által 1867-ben szabadalmaztatott és bemutatott technológiával 1889-ben épült Zoltán Győző tervei alapján Solton. A két parabola alakú, ötméteres nyílással rendelkező csatornahíd ma is funkcionál. 1896-ban készült el a kisföldalatti bevágása felett ívelő, merev betétes vasbeton szerkezetű Wünsch-híd a Városligetben.

## Műemlékvédelem
A historizmus népszerűbbé válásával mind nagyobb figyelem irányul a középkor építészeti emlékeire. A magyar műemlékvédelem megszületésére Eugène Viollet-le-Duc francia építész gyakorolta a legnagyobb hatást, a stílszerű helyreállításokat és a stílustisztaság fontosságát hirdető elméletével. Ennek megfelelően a hazai gyakorlat több évtizedig arra irányult, hogy az épületeket egy ideális eredeti állapotba állítsák vissza, a későbbi toldások és kiegészítések eltávolításával, akár stílusban tartott új kiegészítések árán.
1872-ben létrehozták a Magyarországi Műemlékek Ideiglenes Bizottságát, amelynek helyét az 1881-es műemléki törvény megszületését követően állandó szervezet vette át, Műemlékek Országos Bizottsága néven. Az 1870-es években számos nagyszabású felújítás indult, szinte kizárólag középkori egyházi épületekre és várkastélyokra koncentrálva.

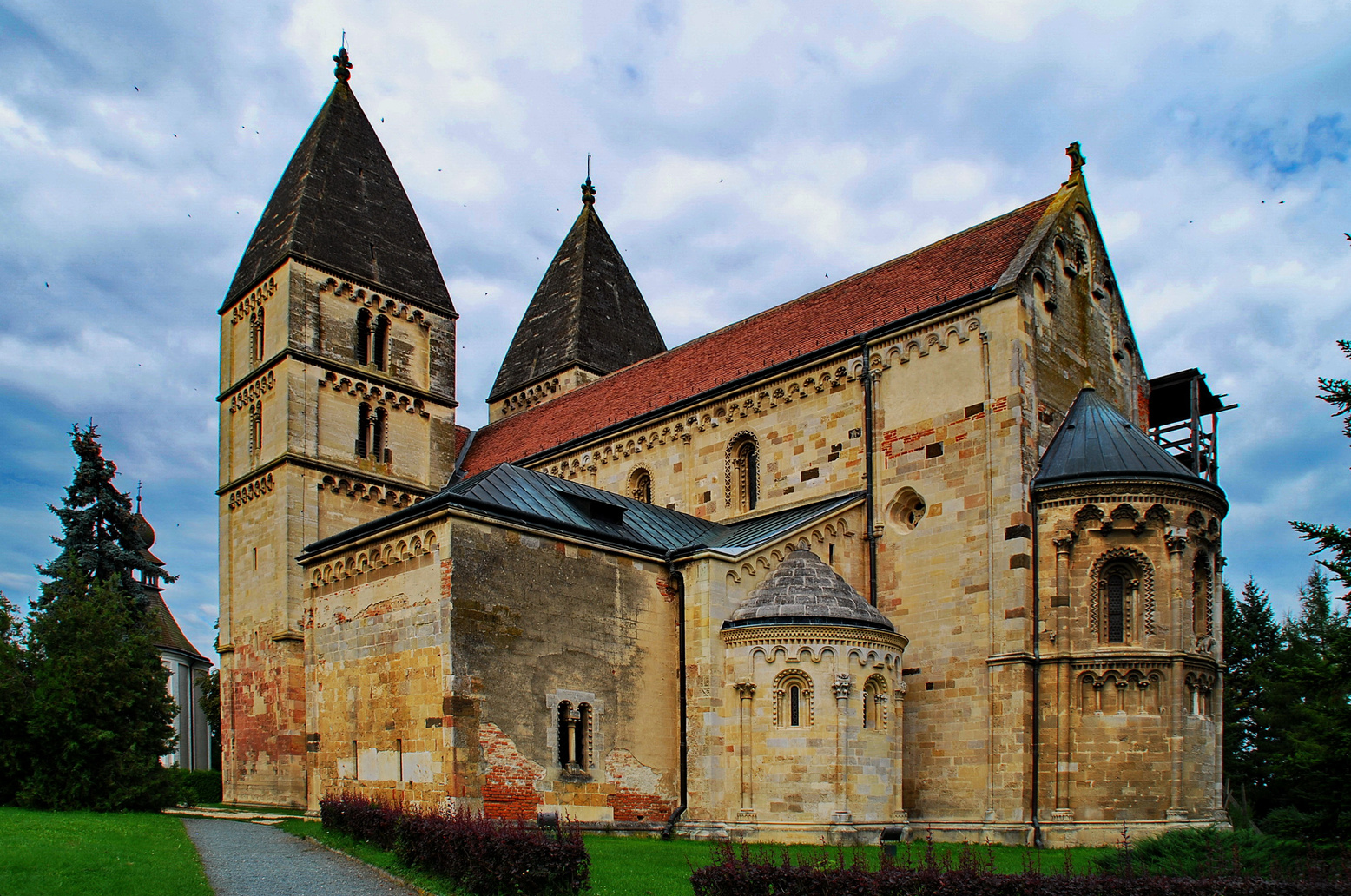
A jáki templom

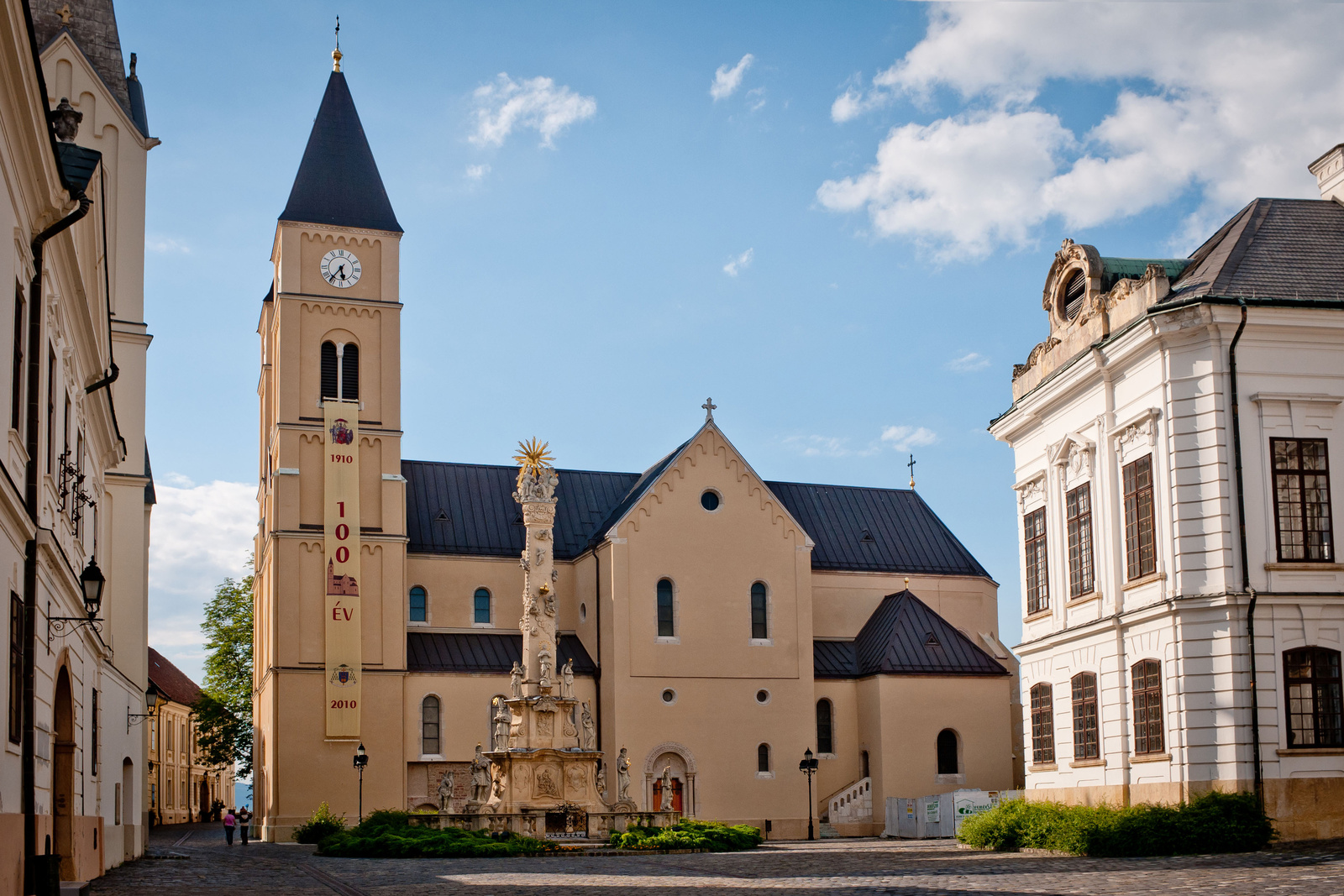
Székesegyház, Veszprém

A korszak purista örökségvédelmének két kiemelkedő alakja Steindl Imre és Schulek Frigyes volt, mindketten a bécsi Stephansdom építőmestere, Friedrich von Schmidt tanítványai. Steindl 1870–74 között a vajdahunyadi vár újjáépítését irányította, az összkép nagyrészt az ő művének köszönhető, bár még a munkák befejezése előtt távozott. Az ő tervei alapján valósult meg a bártfai Szent Egyed-templom (1879–1898) és a kassai Szent Erzsébet-dóm (1877–1901) stílushű újjáépítése; utóbbi esetében a munkákat néhány évig Sztehlo Ottó folytatta. Ennél a két templomnál alapvetően a meglévő építészeti értékek figyelembevételével folyt a munka, az újonnan emelt épületrészek inkább kiegészítések, semmint átépítések.
Schulek Frigyes ezeknél jóval nagyobb léptékű átépítést végzett a budai Nagyboldogasszony-templom esetében 1874–1896 között, igaz, itt a kiindulópont egy sokat szenvedett, eredeti kiképzését csak részleteiben őrző épület volt. Schulek elbontatta a templomhoz kapcsolódó, főleg barokk épületrészeket, a meglévő késő gótikus állapot helyett visszaállította a szentély korábbi, egyszerűbb záródását, és több helyen szinte a földig visszabontotta a templomot. A végeredmény külseje alapvetően az ő elképzeléseit tükrözi.
Schulek 1896–1904 között Gyalus Lászlóval közösen állította helyre a jáki templomot. Az elpusztult faragványokat pótolták, a tornyok felső szintjein megmagasították, és a zsámbéki templom mintájára új toronysisakok készültek. Az összkép korántsem tér el annyira az előtte meglévő állapottól, mint a Mátyás-templom esetében, de a belső falfelületeket itt is átfaragták.
Steindl és Schulek bécsi mestere, Friedrich von Schmidt ugyancsak fontos helyreállítási munkát kapott Magyarországon: a tervei alapján készült a pécsi székesegyház román stílusú átépítése, négytornyos bazilikaként történő kiképzése 1882–1891 között. A korábban, 1807–1825 között Pollack Mihály tervei szerint egyszer már átépített, de középkori és barokk falait, berendezését nagyrészt őrző épületet jószerével az alapokig lebontották, és a 11. századi alaprajzra a német romantika négytornyos katedrálisait idéző, formajegyeiben viszont az itáliai középkori székesegyházakra emlékeztető új templomot emeltek. Az eredeti falazat és kiképzés csak a szentély alatti kriptában maradt meg. Csaknem ugyanez zajlott le Veszprémben is, ahol a középkori eredetű, a barokk korban átépített katedrálist 1907–1910 között Aigner Sándor „rekonstruálta” neoromán formában, csak a gótikus szentélyt és az alatta fekvő kriptát hagyva meg.
A Dunántúlon a soproni Storno család tagjai fejtettek ki komolyabb műemlékvédelmi tevékenységet. Storno Ferenc állította helyre a pannonhalmai bencés bazilikát 1868–1886 között, tradicionális, stílustisztaságra törekvő szellemben, a berendezést teljes egészében saját maga által tervezett, neogótikus darabokra cserélve. Ugyancsak az ő tervei alapján készült a soproni Szent Mihály templom helyreállítása 1859–66 között; ennek kapcsán átfaragták a templom szinte minden kőfelületét, elpusztítva az esetleges középkori festésmaradványokat. Fia, ifjabb Storno Ferenc irányította a soproni Keresztelő Szent János templom rekonstrukcióját 1890-hez, apjáéhoz hasonló, radikális purifikációs szemléletet képviselve.
A műemlékvédő szemlélet terjedése a korban szinte kizárólag a középkori épületekre vonatkozott, és nem gátolta meg a városvezetőket abban, hogy jelentős újabb kori műemlékeket, háztömböket bontsanak el, például a soproni városháza építésénél, vagy a budai Vár minisztériumi épületei és a Magyar Országos Levéltár esetében.
Kivételként tekinthetünk Möller István zsámbéki tevékenységére. A 13. századi premontrei templom romjait Möller nem építette újjá, és csak a legszükségesebb helyeken egészítette ki, ott is az eredeti kőanyagtól eltérő téglával. Az 1896–1900 között lezajlott munkálatok a mai műemlékvédelmi elveknek is megfelelnek.

## Társművészetek
A historizáló építészet nagy mértékben támaszkodott az építésszel szorosan együttműködő társművészekre. A legfontosabb szerep természetesen a középületeknél jutott nekik, de nem ritka az sem, hogy egy átlagos lakóházban alakítottak ki reprezentatív lépcsőházat festett mennyezettel, díszes kovácsoltvas kapuval, faragott, beépített bútorzattal, vagy épp ólomüveg ablakokkal.
A korszak legsikeresebb freskófestője Lotz Károly, a Magyar Nemzeti Múzeum, a Pesti Vigadó, a Magyar Tudományos Akadémia, az Operaház, a Szent István-bazilika és az Országház falfestményeinek alkotója. Mellette Than Mór és Székely Bertalan a szakma meghatározó alakjai.
A historizáló épület elengedhetetlen dísze a szobor. A kor épületszobrászata rendkívül gazdag, és a legismertebb szobrászok sem tartottak attól, hogy ilyen típusú, „alkalmazott” munkát vállaljanak. Strobl Alajos és Schulek Frigyes közösen alkották Szent István budai szobrát, a Halászbástya karéjában, stílusban ahhoz alkalmazkodva. Fadrusz János faragta a budavári palota Oroszlános udvarának névadó állatait. Zala György, Telcs Ede, Fessler Leó, Huszár Adolf ugyancsak előszeretettel vettek részt ilyen feladatokban.
A magyar nagyüzemi bútorgyártás megteremtője, egyben a korszak nagyobb építkezéseinek állandó beszállítója Thék Endre. A kor fémművességének legendás alakja Jungfer Gyula, az Operaház, a Wenckheim-palota, a köröndi MÁV-bérház kapujának alkotója. Az üvegművesség hozzá méltó, elismert alakja Róth Miksa, aki többek közt az Országházba, az Osztrák-Magyar Bank székházába, a szegedi Fogadalmi templomba és a Magyar Országos Levéltárba szállította munkáit.